# Koszutka
Koszutka (niem. Koschutka, Kossutka) – część oraz dzielnica Katowic, położona w północnej części miasta, na Wzgórzach Chorzowskich, granicząca z Wełnowcem-Józefowcem, Bogucicami, Śródmieściem i Dębem. Jest najmniejszą powierzchniowo i jedną z najgęściej zaludnionych dzielnic miasta, z dużym udziałem osób w wieku poprodukcyjnym. Ma ona głównie charakter mieszkaniowy z rozwiniętym sektorem usług, jak też stanowi siedzibę szeregu placówek administracji publicznej.
Koszutka zaczęła się wykształcać w XVII wieku jako kolonia Bogucic, jej rozwój zaś nastąpił początkowo w XIX wieku, choć w ograniczonym zakresie z uwagi na zapadliska kopalniane powstałe po podziemnych pożarach pokładów węgla kamiennego. Duże przeobrażenia Koszutki nastąpiły zaś w czasach Polski Ludowej, kiedy to w latach 50. XX wieku rozpoczęto budowę osiedla im. Juliana Marchlewskiego (od 1990 roku osiedle Koszutka). W ramach powojennej rozbudowy powstał szereg budynków mieszkalnych i użyteczności publicznej, z czego najstarsze w stylu socrealistycznym. Do najbardziej charakterystycznych obiektów na terenie Koszutki należą: położone w rejonie placu Grunwaldzkiego kino „Kosmos”, gmach Biura Studiów i Projektów Przemysłu Węglowego i „Galeriowiec”, zaś w innych miejscach dzielnicy wieżowiec „Górnik I”, „Podkowa”, Hala Widowiskowo-Sportowa „Spodek” i nieistniejący obecnie wieżowiec DOKP, w miejsce którego powstał kompleks wieżowców .KTW.
Do głównych osi komunikacyjnych Koszutki należą: ulica Chorzowska i aleja Wojciecha Korfantego, na skrzyżowaniu których znajduje się rondo gen. Jerzego Ziętka. Wzdłuż tych ulic przebiegają także linie tramwajowe, łączące dzielnicę z innymi miastami Górnośląsko-Zagłębiowskiej Metropolii. Powierzchnia dzielnicy wynosi 1,38 km², a pod koniec 2020 roku na Koszutce mieszkało łącznie 10 121 osób.

## Geografia

### Położenie
Koszutka jest jedną z 22 dzielnic Katowic, będącą jednostką pomocniczą gminy nr 12, znajdującą się w grupie dzielnic śródmiejskich. Jest powierzchniowo najmniejszą dzielnicą miasta – zajmuje 138 ha, co stanowi 0,84% obszaru Katowic. Dzielnica ta położona jest w północnej części miasta, 3 kilometry od centrum Katowic i graniczy od północy z Wełnowcem-Józefowcem, od wschodu z Bogucicami, od południa ze Śródmieściem, zaś od zachodu z Dębem. Granice dzielnicy przebiegają następująco:
- od północy – od skrzyżowania ulicy Słonecznej z ulicą C.K. Norwida na wschód, równolegle wzdłuż ulicy Słonecznej (budynki położone przy tej ulicy przynależą do Wełnowca-Józefowca) i dalej równolegle do ulic Jesionowej i Cedrowej,
- od wschodu – otacza ona od wschodu osiedle domów szeregowych przy ulicy Brzozowej i ulicy Osikowej, po czym biegnie na południe wzdłuż Brzozowej do skrzyżowania z ulicą J. Ordona i dalej wzdłuż Olimpijskiej do skrzyżowania z aleją W. Roździeńskiego,
- od południa – wzdłuż alei W. Roździeńskiego, dalej okala rondo gen. J. Ziętka od południa, po czym granica biegnie wzdłuż ulicy Chorzowskiej do skrzyżowania z ulicą J.N. Stęślickiego,
- od zachodu – wzdłuż ulicy J.N. Stęślickiego (w ciągu zachodniego pasa drogowego tej ulicy), potem wzdłuż pasa zieleni w miejscu dawnego śladu kolei do skrzyżowania ulic Słonecznej i C.K. Norwida.

Według podziału fizycznogeograficznego Jerzego Kondrackiego obszar Koszutki położony jest w mezoregionie Wyżyna Katowicka (341.13), stanowiącym południową część makroregionu Wyżyna Śląska. Sama zaś Wyżyna Śląska jest fragmentem podprowincji Wyżyna Śląsko-Krakowska. Pod względem krain historycznym dzielnica ta znajduje się we wschodniej części Górnego Śląska.

### Geologia
Tereny Koszutki położone są w niecce górnośląskiej, a obszar ten ma budowę zrębową. Na przełomie dewonu i karbonu zostało zaburzone paleozoiczne podłoże Wyżyny Śląskiej poprzez utworzenie zapadliska, które w okresie karbonu zostało wypełnione przez zlepieńce, piaskowce i łupki ilaste zawierające pokłady węgla kamiennego. Utwory z tego okresu budują podłoże dzielnicy, zaś wierzchnie utwory pochodzące z okresu karbonu pokrywają północną część Koszutki położoną na północ od rejonu ulic: Katowickiej, J. Ordona i Misjonarzy Oblatów MN. Występują tam wychodnie warstw rudzkich (młodsza seria karbonu – Westfal A), należące do grupy łękowej. Łączna miąższość tych warstw dochodzi do 300 m. W części dolnej warstwę tę budują piaskowce z około sześcioma pokładami węgla kamiennego o niewielkiej miąższości, zaś znacznie bogatsza jest część górna zbudowana przeważnie z łupków – zawiera ona około 30 pokładów węgla kamiennego, z czego 8 o miąższości powyżej 1 m. Obszar na którym znajduje się osiedla domów szeregowych przy ulicach Osikowej i Cedrowej budują powierzchniowo warstwy siodłowe o miąższości 73-76 m. Zawierały one do 4 podkładów węgla kamiennego o łącznej miąższości 14-17 m.
W okresie trzeciorzędu utworzyły się główne rysy rzeźby terenu Koszutki. Wówczas to dochodziło intensywnych procesów wietrzenia chemicznego i denudacji. W czwartorzędzie obszar dzielnicy został prawdopodobnie pokryty przez lądolód skandynawski dwukrotnie: podczas najstarszego zlodowacenia Sanu (krakowskiego) oraz w okresie zlodowacenia Odry (środkowopolskiego). Osady po pierwszym zlodowaceniu zostały w większości usunięte w okresie interglacjału, zaś lądolód zlodowacenia Odry pozostawił po sobie gliny zwałowe występujące wzdłuż obniżeń dolinnych. Na Koszutce południowy i północno-zachodni skrawek dzielnicy budują plejstoceńskie piaski i żwiry glacjalne i fluwioglacjalne.
W trwającym współcześnie holocenie następują zjawiska niszczenia i wyprzątania pokryw osadów plejstoceńskich. Holoceńskie osady rzeczne ciągną się południkowo w linii z Wełnowca przez Koszutkę do doliny Rawy równolegle na zachód od ulicy Sokolskiej.

### Rzeźba terenu

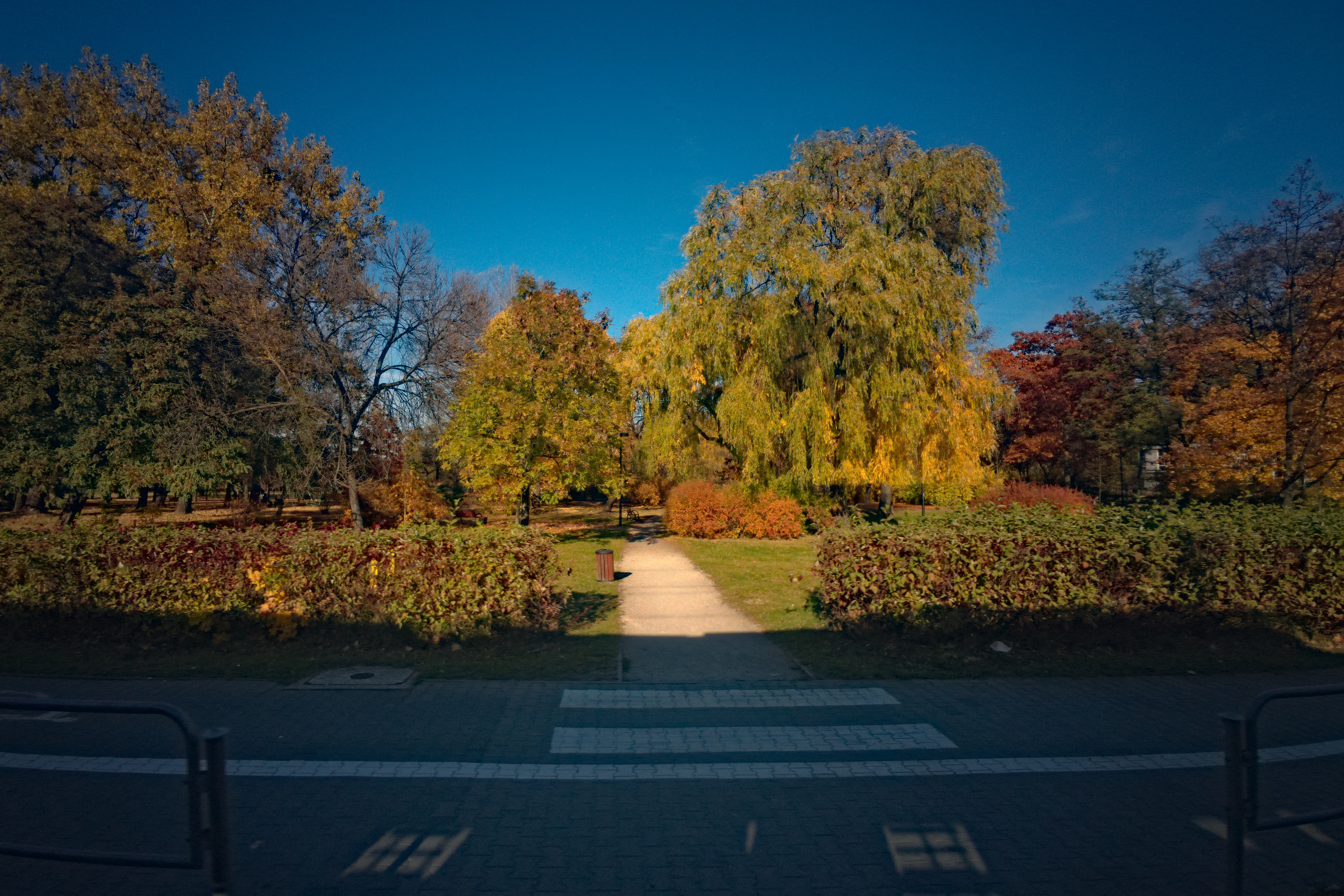
Fragment parku Alojzego Brudnioka, zagospodarowanego na terenach Rowu Wełnowieckiego

Koszutka położona jest na Wyżynie Śląskiej, na Płaskowyżu Bytomsko-Katowickim, będącym częścią mezoregionu Wyżyna Katowicka (341.13), Rzeźba terenu dzielnicy jest zróżnicowana. Południową i zachodnią część dzielnicy stanowią dna dolin rzecznych z terasami plejstoceńskimi, zaś północne tereny tworzą pagórkowate wysoczyzny wykształcone na skałach karbońskich.
Na współczesną rzeźbę tereny Koszutki główny wpływ miało zlodowacenie południowopolskie (Sanu) oraz maksymalny stadiał zlodowacenia środkowopolskiego (Odry), zaś w ostatnim okresie zasadniczy wpływ wywarła także morfogenetyczna działalność człowieka związana z osadnictwem oraz górnictwem. Doprowadziło to do zniszczenia naturalnego podłoża oraz do tworzenia nowych form degradacji rzeźby. Cały obszar dzielnicy stanowi także antropogeniczną powierzchnię zrównań.
Pod względem jednostek morfologicznych Koszutka położona jest na Wzgórzach Chorzowskich. Tworzą one szereg falistych, zaokrąglonych lub spłaszczonych wzniesień przekraczających w kilku miejscach 300 m n.p.m. – są to tzw. bogucickie niwy. W kierunku doliny Rawy stoki są rozcięte obniżeniami dolinnymi, w tym rowem Wełnowca. Najwyżej położony punkt dzielnicy znajduje się on w pobliżu granicy Koszutki i Wełnowca-Józefowca, przy ulicy Cedrowej w środkowej jej części. Wysokość tego wzgórza sięga powyżej 310 m n.p.m. (według map topograficznych wysokość punktu wynosi 313,74 m n.p.m.).
Jednym ze wzniesień na Koszutce jest Kafeberg (Caffeberg), na szczycie którego wzniesiono kościół Najświętszego Serca Pana Jezusa. Nazwa wzgórza została zapożyczona od funkcjonującej tam w latach 20. XX wieku kawiarni. Obszar w rejonie skrzyżowania alei W. Korfantego z ulicą Misjonarzy Oblatów MN położony jest na wysokości 280,7 m n.p.m., zaś północna część parku A. Brudnioka jest na wysokości ok. 266 m n.p.m. Najniższe zaś miejsce ciągnie się wzdłuż ulicy Chorzowskiej na pograniczu Koszutki i Śródmieścia, gdzie wysokość ta obniża się do poziomu poniżej 265 m n.p.m. Różnica wysokości pomiędzy skrajnymi punktami dzielnicy wynosi około 45 metrów.

### Gleby
Gleby na terenie Koszutki na ogół wykształciły się na podłożu piasków słabogliniastych. Działalność człowieka doprowadziła do zmian właściwości gleb, a długotrwały rozwój urbanistyczny spowodował wytworzenie w dzielnicy gleb antropogenicznych. Część gruntów podlega skutkom eksploatacji górniczej, a także jest skażona metalami ciężkimi. Na całym terenie dzielnicy dominują gleby antropogeniczne wytworzone z glin zwałowych. W glebach tych działalność człowieka jest głównym czynnikiem glebotwórczym.

### Wody powierzchniowe i podziemne
Obszar Koszutki położony jest w całości w dorzeczu Wisły, w zlewni Rawy. Sama zaś Rawa nie płynie przez terytorium dzielnicy. Brak jest tutaj także zbiorników wodnych. W dokumentach z 1698 roku wymieniana jest Dębska Struga, będąca potokiem granicznym pomiędzy Bogucicami a Dębem. Płynęła ona m.in. przez tereny Koszutki.
W klasyfikacji Bronisława Paczyńskiego Koszutka położona jest w obrębie śląsko-krakowskiego regionu hydrogeologicznego, w subregionie górnośląskim. Utwory wodonośne występują we wszystkich warstwach, lecz ich znaczenie uzależnione jest od kilku czynników. Zgodnie z podziałem Polski na Jednolite Części Wód Podziemnych, obszar dzielnicy w całości położony jest w Jednolitej Części Wód Podziemnych nr 111 (Subregion Środkowej Wisły Wyżynny).

### Klimat i topoklimat
Warunki klimatyczne Koszutki są zbliżone do klimatu dla całych Katowic. Jest on modyfikowany zarówno przez czynniki klimatotwórcze jak i lokalne. Na klimat dzielnicy w większym znaczeniu mają wpływy oceaniczne aniżeli wpływy kontynentalne, zaś sporadycznie klimat modyfikowany jest przez docierające tu od południowego zachodu przez Bramę Morawską masy powietrza zwrotnikowego.
Średnia roczna temperatura w wieloleciu 1961–2005 dla stacji w nieodległym Muchowcu wynosiła 8,1 °C. Najcieplejszym miesiącem w badanym okresie był lipiec (17,8 °C), a najchłodniejszym styczeń (-2,2 °C). Średnie roczne usłonecznienie w latach 1966–2005 wynosiło 1474 godziny, zaś średnie zachmurzenie w tym samym okresie wynosiło 5,3. Średnia roczna suma opadów w skali roku w okresie lat 1951–2005 wynosiła 713,8 mm. Średni czas zalegania pokrywy śnieżnej wynosi 60-70 dni, a okres wegetacyjny trwa średnio 200-220 dni. W ciągu roku przeważają wiatry zachodnie i południowo-zachodnie (odpowiednio 20,7% i 20,4% wszystkich wiatrów), a najrzadziej wieje z północy (5,7%). Średnia prędkość wiatru wynosił 2,4 m/s.
Klimat Koszutki jest modyfikowany przez czynniki lokalne (topoklimat), zależny od pokrycia terenu, a także od położenia względem dolin rzecznych – w przypadku Koszutki względem Rawy. W obszarach zabudowy zwartej na lokalny klimat wpływ ma czynnik podgrzewania atmosfery na skutek działalności człowieka. Zwarte powierzchnie zabudowy, dróg i placów powodują podniesienie temperatury powietrza w przyziemnej warstwie atmosfery. Obszary te szybciej też tracą ciepło na skutek wypromieniowania w nocy, a brak wilgoci w powietrzu nie sprzyja dłuższemu zatrzymaniu ciepła.

### Przyroda i ochrona środowiska

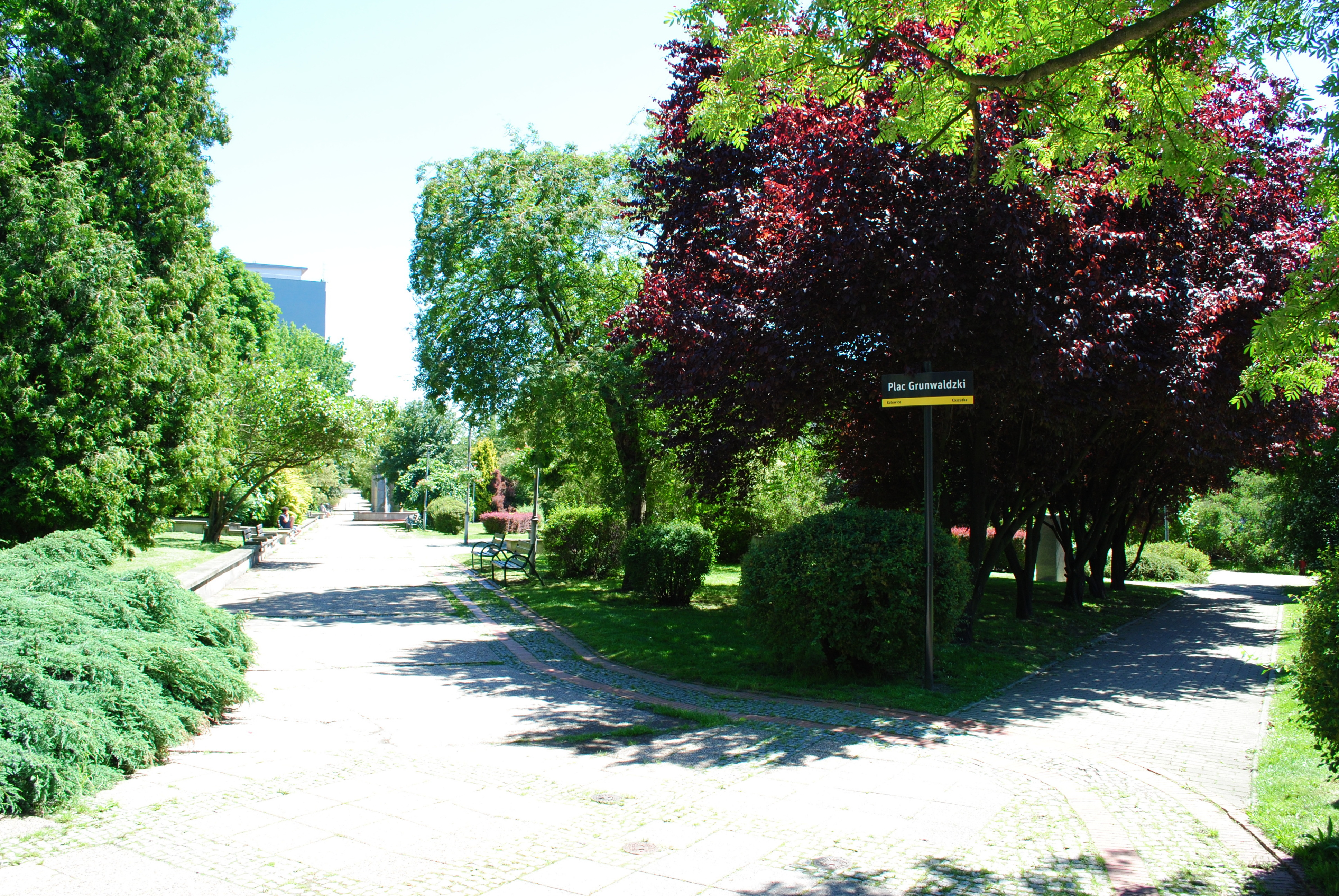
Fragment placu Grunwaldzkiego

Naturalna szata roślinna na terenie Koszutki kształtowana była od czasu ostatnich zlodowaceń 12-16 tys. lat temu, a na przełomie 200 ostatnich lat została poddana silnej antropopresji. Pierwotnie tereny Koszutki położone na niższych wysokościach porastały grądy, zaś wyżej występowały buczyny. Rozwój zwartej zabudowy doprowadził do prawie całkowitego zaniku elementów przyrody naturalnej. Na siedliskach zurbanizowanych rozwinęły się m.in. zbiorowiska ruderalne, rozwijające się na Koszutce przede wszystkim w siedliskach antropogenicznych terenów zabudowanych i nieużytków miejskich. Tworzyły się także warunki do rozwoju zwierząt synantropijnych, z czego największe znaczenie mają ptaki, wśród których są te, które od dawna towarzyszyły człowiekowi, jak m.in. wróbel zwyczajny czy gołąb skalny, a także rodzime ptaki, które dostosowały się do warunków zurbanizowanych, w tym m.in. jerzyki, jaskółki oknówki czy dymówki.
Współcześnie w strukturze przyrodniczej Koszutki główną rolę odgrywa zieleń urządzona w formie nasadzeń przyulicznych, zieleni podwórek, placów i skwerów. Tereny te tworzą różnej wielkości zielone wyspy. Podczas planowania osiedla J. Marchlewskiego przyjęto zasadę, iż tereny zielone znajdą się wzdłuż linii wysokiego napięcia. Współcześnie największym powierzchniowo obszarem terenów zieleni urządzonej jest park im. Alojzego Brudnioka, położony przy skrzyżowaniu ulicy Chorzowskiej z ulicą J.N. Stęślickiego. Park Alojzego Brudnioka jest jednym z terenów rekreacji mieszkańców Koszutki. Znajduje się tutaj boisko sportowe oraz plac zabaw. Pozostałe większe obszary zieleni na Koszutce to: zespół zieleni skweru Gustawa Holoubka i placu Grunwaldzkiego oraz plac Gwarków.
W graniach Koszutki brak jest rodzinnych ogródków działkowych. Brak jest tutaj także powierzchniowych form ochrony przyrody i pomników przyrody.

## Nazwa
Nazwa „Koszutka” wywodzi się od nazwiska jednego z historycznych właścicieli – Koczota (Koszota), który dzierżawił młyn należący do Kuźnicy Boguckiej. Członkowie rodziny pojawiają się w aktach metrykalnych w drugiej połowie XVII wieku. W źródłach wymienia się m.in. młynarkę Jadwigę Koczotkę (lub Koszotkę). W księgach sądowych występuje także nazwa „Kosoci" na określenie łąki plebana chorzowskiego.
Początkowo osada występowała pod nazwą „Kosocz”, a w XVIII wieku utrwaliła się zdrobniała nazwa – w 1739 roku występuje już nazwa „Koszotka”. Później nazywano to miejsce „Koszytką”, po czym nazwa ta przekształciła się w „Koszutkę”.
Niemieckie nazwy Koszutki to „Koschutka” bądź „Kossutka”.

## Historia
Koszutka została założona w XVII wieku jako kolonia Bogucic. Ludwik Musioł wskazuje natomiast to, że początki osadnictwa na terenie Koszutki, datowane na XVII wiek, obejmowały tereny przynależne wówczas do kościoła starochorzowskiego, a pierwotnie Koszutka była przysiółkiem Dębu. W I połowie XVIII wieku na terenie Koszutki funkcjonował młyn założony jeszcze w tym samym wieku przez młynarza Koczota. Istniał on nad nieistniejącym współcześnie potokiem, będący jednym z dopływów Rawy. Koszutka zaś była wówczas osadą jednodworczą. W 1666 roku w dokumentach wzmiankowana została żona młynarza – Jadwiga (Hedwiga) Koczotka. Już w XVIII wieku istniała droga, w śladzie której biegnie dzisiejsza ulica Chorzowska.

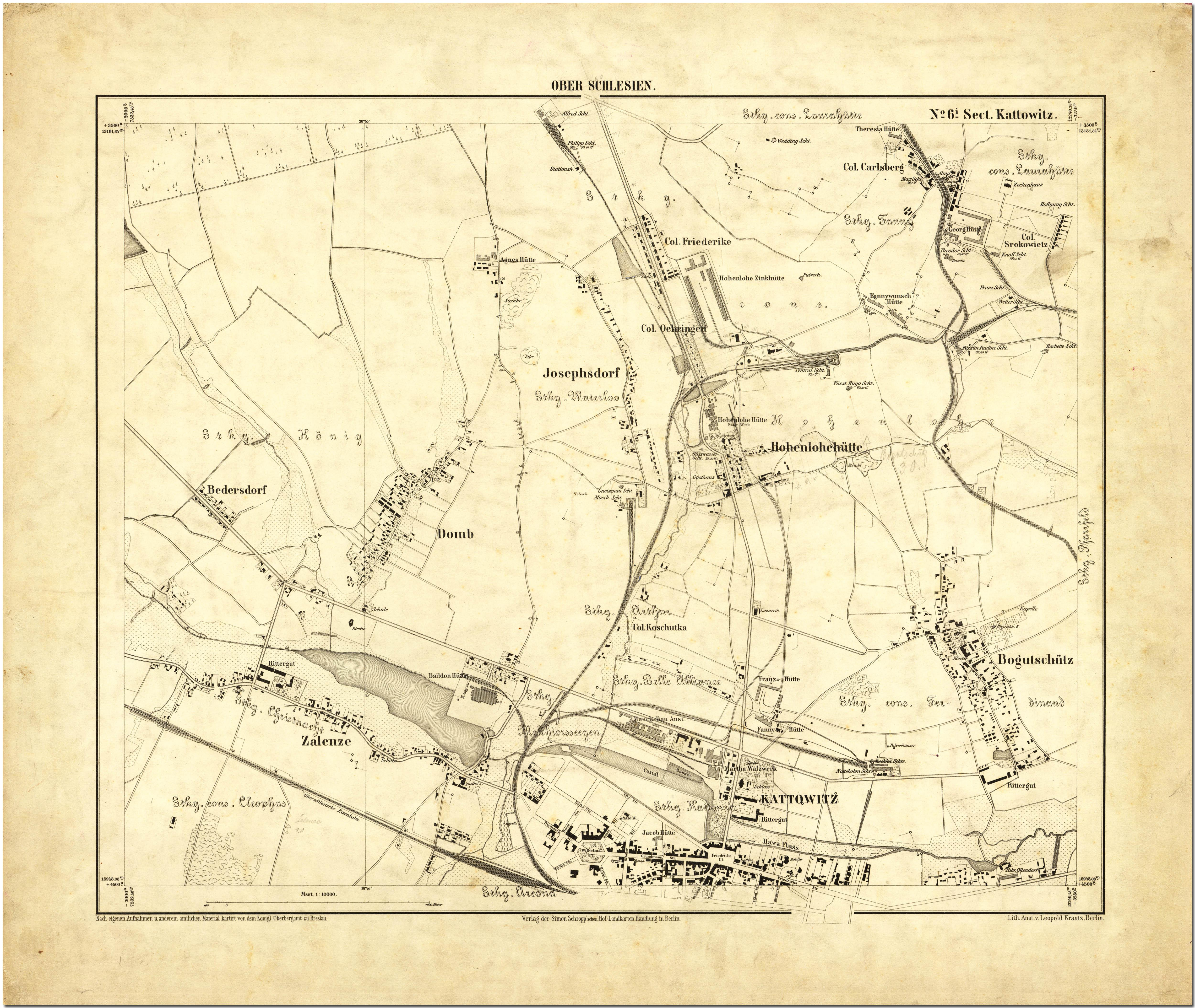
Mapa obszaru północnych Katowic z 1880 roku, na którym znajduje się m.in. Koszutka, zaznaczona wówczas jako Col. Koschutka

Rozwój urbanistyczny Koszutki nastąpił dopiero w XIX wieku po wybudowaniu dwóch hut cynku. W 1818 i 1820 roku na terenach dworskich, po wschodniej stronie dzisiejszej alei W. Korfantego, uruchomiono dwie huty cynku, kolejno „Franz” i „Fanny”. W 1859 roku na terenie Koszutki powstała sieć linii kolejowych służących do transportowania węgla i wywożenia produktów, która łączyła zakłady przemysłowe w Katowicach, Dębie, Bogucicach (kopalnia „Ferdinand”) i Wełnowcu (huta „Hohenlohe”). W 1896 roku wzdłuż współczesnej ulicy Chorzowskiej i alei W. Korfantego otwarto linię tramwajową, po której zaczęły kursować tramwaje parowe, zaś dwa lata później elektryczne.
Pierwotna zabudowa Koszutki powstawała w rejonie dzisiejszych ulic: Sokolskiej, Misjonarzy Oblatów MN, W. Broniewskiego, B. Czerwińskiego i M. Grażyńskiego, a na mapach z początku XIX wieku zaznaczony jest trakt łączący bezpośrednio Katowice z Wełnowcem przez tereny Koszutki, w śladzie której biegnie współczesna aleja W. Korfantego. W tym czasie w miejscu obecnego ronda gen. J. Ziętka istniało skrzyżowanie dróg. Rozwój Koszutki utrudniały zapadliska kopalniane, które prawdopodobnie zostały spowodowane przez podziemne pożary pokładów kopalni „Fanny” w Michałkowicach (pożar trwał do 1823 roku) i nowa zabudowa na Koszutce powstawała w rejonie alei W. Korfantego dopiero w latach 30. XX wieku. Pod koniec 1885 roku Koszutka liczyła 820 mieszkańców, zaś w 1907 roku mieszkało tutaj 961 osób.

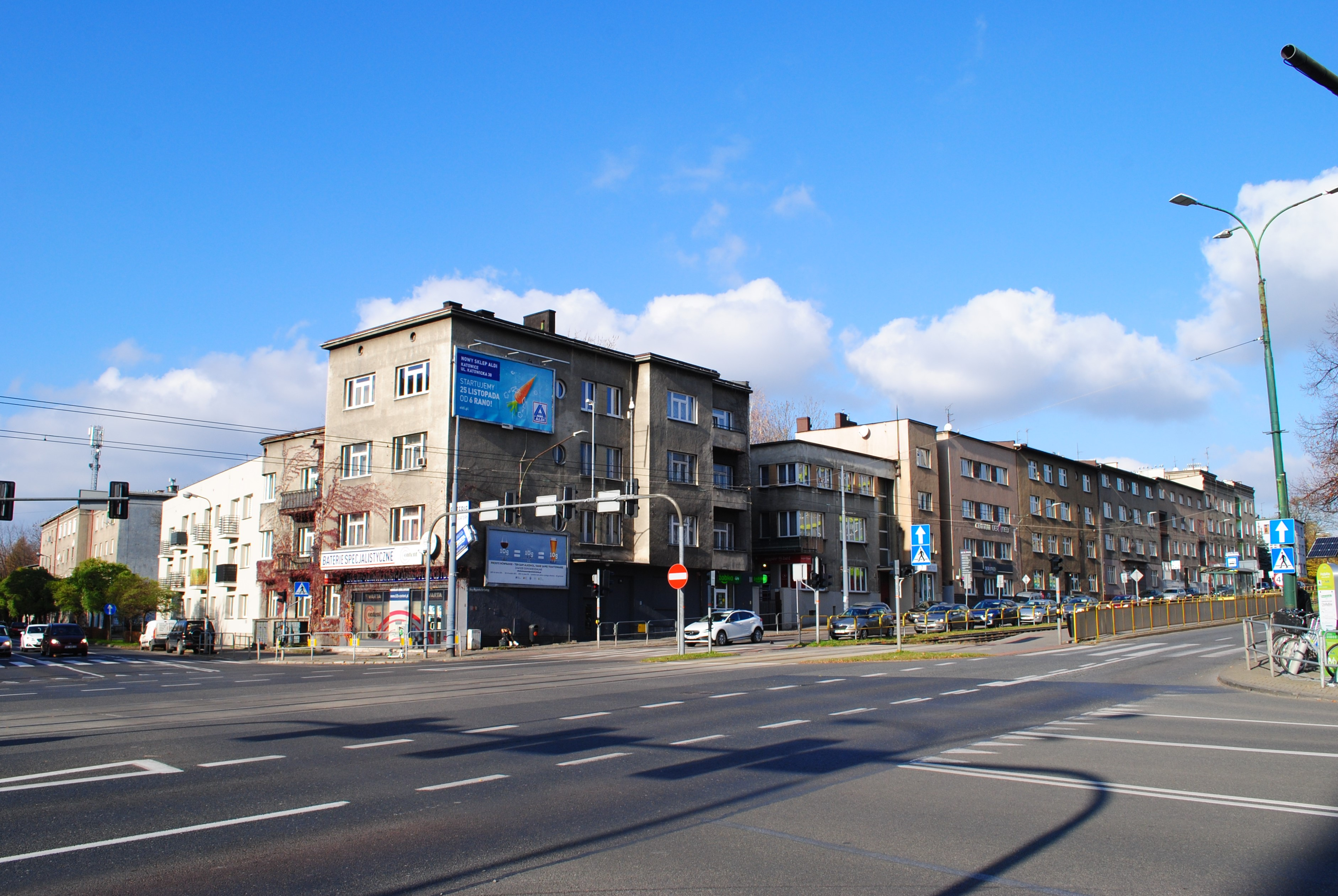
Zabudowa wzdłuż alei W. Korfantego pochodząca z lat międzywojennych

W dniu 15 października 1924 roku gminę Bogucice wraz z położoną w niej Koszutką włączono do Katowic, przez co stała się ona częścią miasta. W czasach wielkiego kryzysu udało się władzom Katowic pozyskać fundusze z Ligi Narodów na zwalczanie bezrobocia, które przeznaczono na budowę dróg, dzięki czemu m.in. powstała na Koszutce dzisiejsza ulica A. Górnika. W 1934 roku do Katowic przybyli Misjonarze Oblaci Maryi Niepokalanej, którzy dwa lata później wykupili działkę na terenie Koszutki, by wybudować swój klasztor. Postawili oni także kaplicę, przy której w dniu 2 grudnia 1939 roku utworzono lokalię rzymskokatolicką. W 1940 roku Niemcy skonfiskowali budynek klasztoru, pozostawiając zakonnikom jedynie kilka pomieszczeń. W klasztorze ulokowano Urząd ds. Zaopatrzenia (niem. Versorgungsamt), zaś budynek przy dzisiejszej ulicy Misjonarzy Oblatów MN 9 stał się w czasach niemieckiej okupacji Polski siedzibą Volksdeutsche Mittelstelle.

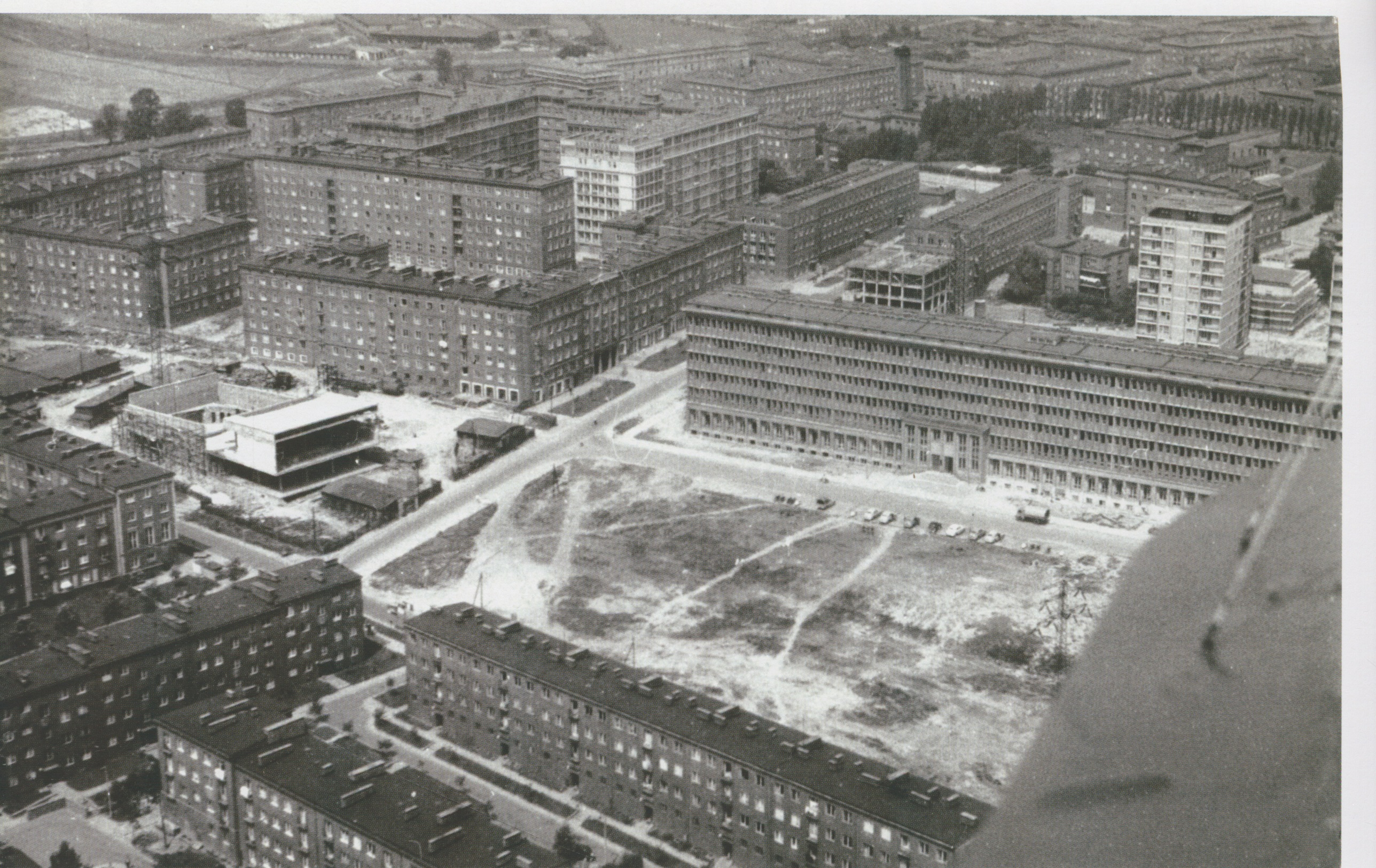
Koszutka w rejonie placu Grunwaldzkiego w latach 50. XX wieku

Po II wojnie światowej, na przełomie lat 1946 i 1947 podjęto decyzję o rozbudowie dzielnicy i lokalizacji osiedla mieszkaniowego im. J. Marchlewskiego, a Koszutka miała stać się sypialnią Katowic. Prace budowlane nad budową nowego koszutkowskiego osiedla rozpoczęto w 1948 roku na zlecenie Biura Budowlanego Przemysłu Węglowego. Pierwsze budynki nowego osiedla powstały w latach 50. XX wieku. Na osiedlu powstał szereg charakterystycznych obiektów, jak Gmach Biura Studiów i Projektów Przemysłu Węglowego przy placu Grunwaldzkim z lat 50. XX wieku czy otwarte w 1965 roku kino „Kosmos”.
W maju 1959 roku z uwagi na wzrost natężenia ruchu samochodowego na skrzyżowaniu ówczesnych ulic F. Dzierżyńskiego, W. Roździeńskiego i Armii Czerwonej została zainstalowana sygnalizacja świetna. W latach 60. XX wieku skrzyżowanie to przebudowano na rondo, które zostało oddane do użytku 20 lipca 1965 roku. W czasach Polski Ludowej przebudowano dzisiejszą ulicę Chorzowską, poszerzoną do dwóch pasów w każdym kierunku, zaś skrzyżowanie z dzisiejszą ulicą Sokolską przebudowano na dwupoziomowe. Tory tramwajowe przełożono pod wiadukt. W dniu 5 września 1964 roku w pobliżu skrzyżowania z ulicą Słoneczną oddano do użytku pętlę tramwajową.

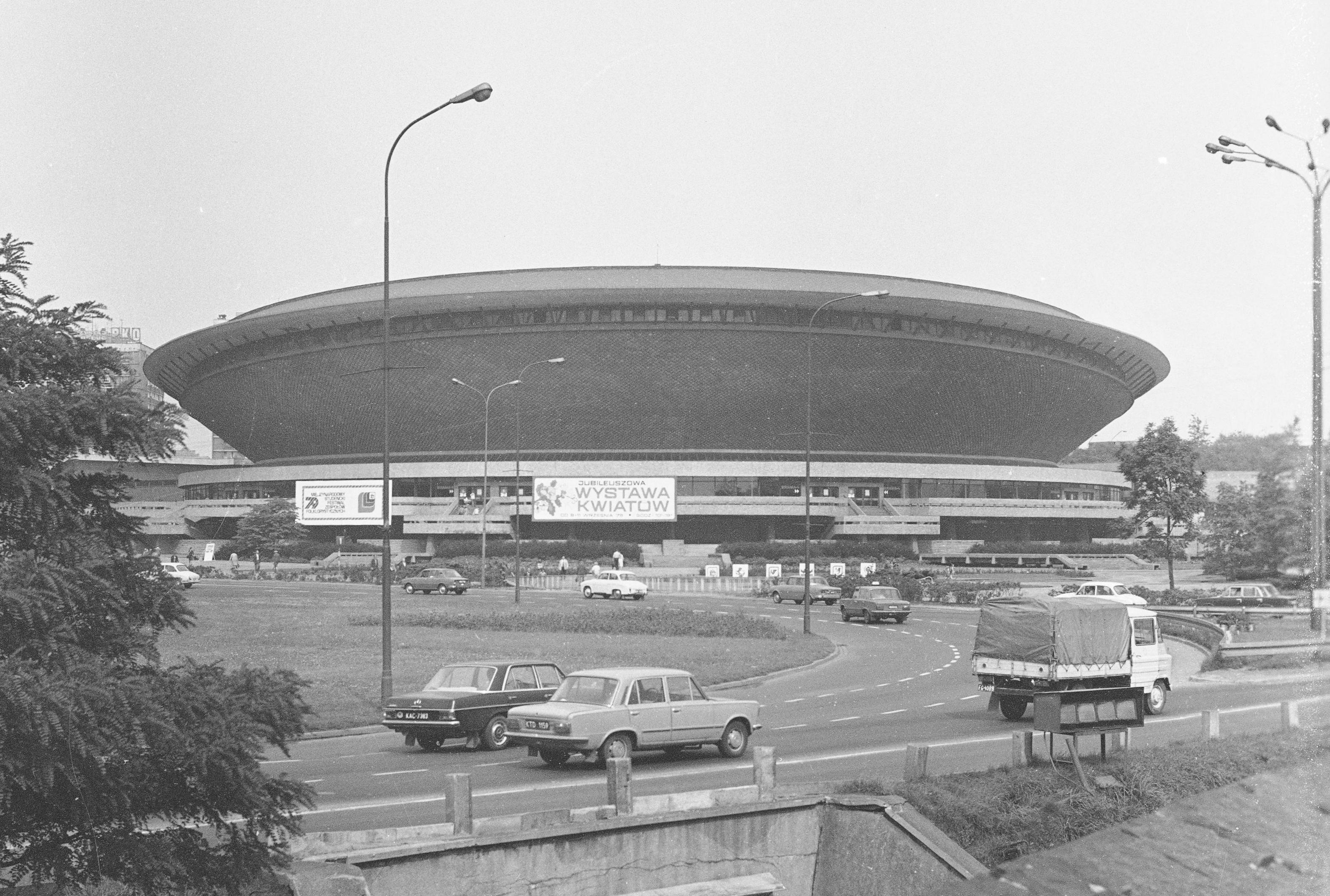
Hala Widowiskowo-Sportowa „Spodek” w 1979 roku

Na przełomie lat 60. i 70. na Koszutce ukończono „Niebieskie Bloki” i sąsiadujące z nimi pawilony handlowo-usługowe. W 1971 roku oddano do użytku znajdującą się w granicy dzielnicy halę widowiskowo-sportową „Spodek”, która z biegiem czasu stała się jedną z głównych atrakcji całych Katowic i jej punktem rozpoznawczym. Organizowano w niej różnego typu imprezy i wydarzenia, w tym rangi światowej. W sąsiedztwie „Spodka”, w latach 1965–1972 roku wzniesiono biurowiec Śląskiej DOKP, wyburzony w 2015 roku – na jego miejscu powstał kompleks wieżowców .KTW.

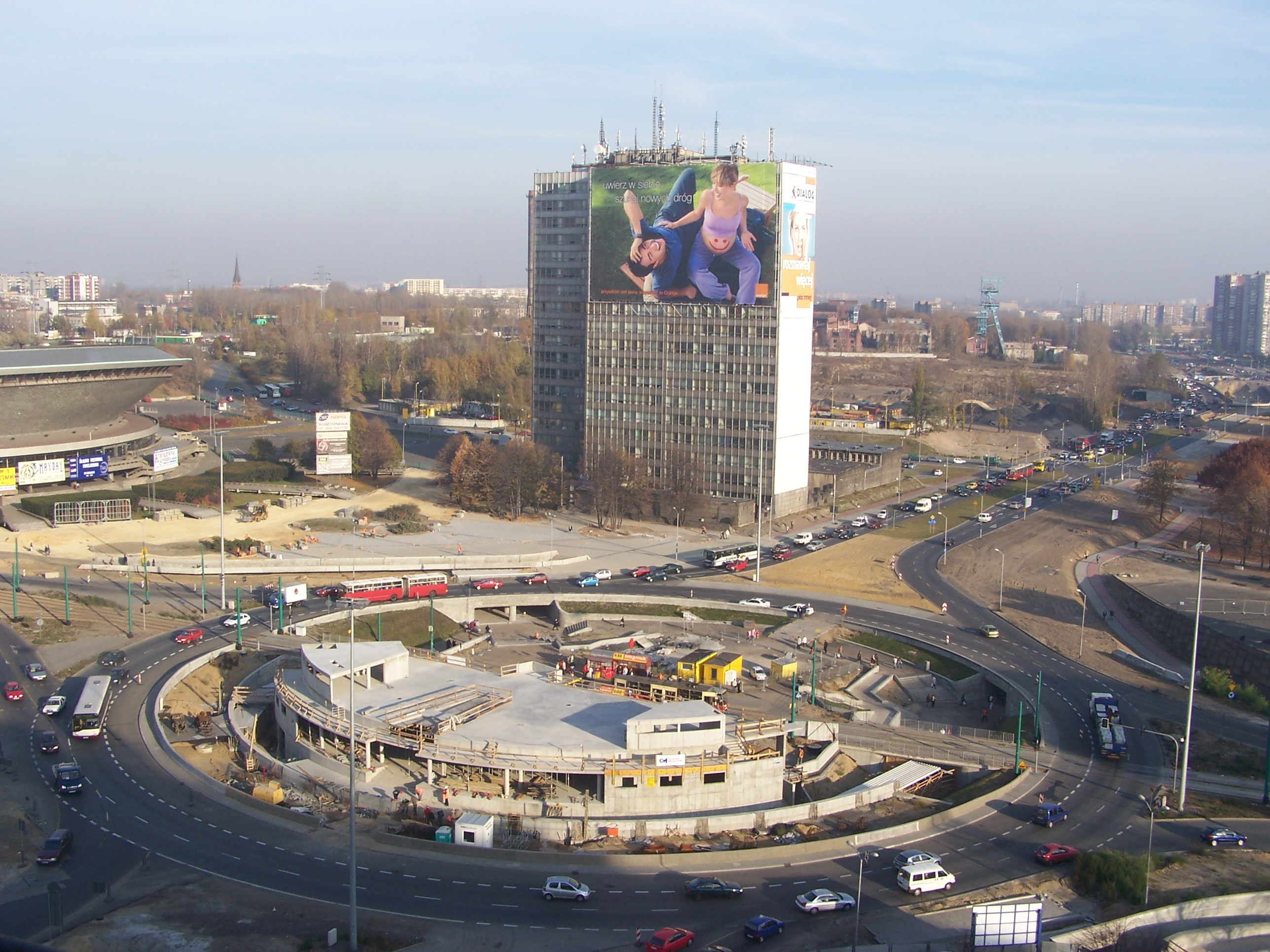
Budowa Drogowej Trasy Średnicowej wraz z budową tunelu na pograniczu Koszutki i Śródmieścia w listopadzie 2005 roku

Na mocy Uchwały Rady Miejskiej w Katowicach z dnia 8 października 1990 roku przemianowano nazwę „Osiedle J. Marchlewskiego” na „Osiedle Koszutka”. Rok później, dnia 16 września 1991 roku, katowicka Rada Miejska przyjęła uchwałę, na mocy której 1 stycznia 1992 roku podzielono Katowice na 22 pomocnicze jednostki samorządowe i 22 obszary ich działania. Jedną z jednostek, oznaczoną nr 12 stała się „Koszutka”.
W latach 2001–2007 ciąg: ulica Chorzowska – rondo gen. J. Ziętka – aleja W. Roździeńskiego przebudowano. Stał się on częścią Drogowej Trasy Średnicowej. Powstał m.in. pod rondem 600-metrowy tunel. W śladzie dawnej linii kolejowej wytyczono obecny przebieg ulicy J.N. Stęślickiego, znajdującą się na pograniczu Dębu i Koszutki. Rondo gen. J. Ziętka zostało przebudowane w latach 2004–2006. Na rondzie powstała przeszklona kopuła, która stała się siedzibą galerii Rondo Sztuki. W rejonie Rowu Wełnowieckiego, w którym historycznie płynął potok z kierunku Wełnowca, w 2011 roku ustanowiono park Alojzego Brudnioka.
W latach 2010–2015 tereny po dawnej kopalni „Katowice” na pograniczu Bogucic i Koszutki przekształcono w Strefę Kultury – w koszutkowskiej części strefy wybudowano Międzynarodowe Centrum Kongresowe, zaś w Bogucicach nową siedzibę Narodowej Orkiestry Symfonicznej Polskiego Radia oraz nową siedzibę Muzeum Śląskiego w Katowicach. W dniu 11 lutego 2022 roku położony przy alei W. Roździeńskiego wieżowiec .KTW II uzyskał pozwolenie na użytkowanie, a tym samym stał się najwyższym budynkiem biurowym zarówno w dzielnicy, jak i całej Górnośląsko-Zagłębiowskiej Metropolii.

## Demografia
| Okres/ l. osób       | przedprodukcyjny (0–18 lat) | produkcyjny (18–60/65 lat) | poprodukcyjny (pow. 60/65 lat) | Razem  |
| -------------------- | --------------------------- | -------------------------- | ------------------------------ | ------ |
| Ogółem               | 1376                        | 6118                       | 3473                           | 10 967 |
| kobiety              | 682                         | 3000                       | 2535                           | 6217   |
| mężczyźni            | 694                         | 3118                       | 938                            | 4750   |
| Wskaźnik feminizacji | 98                          | 96                         | 270                            | 131    |

W 1988 roku obszar współczesnej Koszutki był zamieszkiwany przez 13 943 osoby. W tym czasie dominowały osoby w wieku powyżej 60 lat, a najmniejszy za to był udział osób wieku do 14 lat. Pod koniec 2005 roku na Koszutce mieszkało 12 429 osób, zaś dwa lata później, pod koniec 2007 roku było ich 12 431, co stanowiło wówczas 3,9% ludności Katowic. Gęstość zaludnienia w tym okresie w dzielnicy wynosiła 9 023 osób/km² i była znacznie wyższa od średniej dla całego miasta, wynoszącej wówczas 1916 osób/km². Koszutka pod tym względem należy do najgęściej zaludnionych dzielnic w Katowicach, zaraz po Osiedlu Tysiąclecia i Śródmieściu.
Ludność Koszutki, jak i całych Katowic, tworzy społeczeństwo starzejące się – w 2007 roku udział osób w wieku powyżej 60 lat na Koszutce był jednym z największych w całych Katowicach. Jednocześnie ubytek mieszkańców w latach 1988–2007 spośród wszystkich północnych dzielnic Katowic na Koszutce był jednym z najmniejszych.
W 2010 roku na Koszutce mieszkało 11 815 osób, co stanowiło wówczas 3,9% ludności miasta. Koszutka w tym czasie charakteryzowała się największym spośród pozostałych dzielnic miasta odsetkiem ludności w wieku poprodukcyjnym, wynoszącym wówczas 32,5% mieszkańców dzielnicy, zaś w wielu przedprodukcyjnym było wówczas 11,5% ludności Koszutki.
W dniu 31 grudnia 2013 roku Koszutka liczyła w sumie 11 293 mieszkańców, w tym 1087 osób w wieku do 14 lat, 2688 kobiet w wieku powyżej 60 lat i 1030 mężczyzn w wieku powyżej 65 lat, zaś ogółem osób w wieku powyżej 75 lat w dzielnicy w tym czasie mieszkało 2031, co stanowiło 18% mieszkańców dzielnicy – najwyższy odsetek spośród wszystkich dzielnic Katowic.

Szczegółowe dane dotyczące liczby ludności w poszczególnych latach na terenie Koszutki przedstawia poniższy wykres:
Źródła danych: 1885; 1907; 1988; 1997; 2005; 2010; 2015; 2020
W badaniach ankietowych przeprowadzonych w 2011 roku, 69,6% ankietowanych mieszkańców Koszutki zadeklarowało narodowość polską, 16,1% narodowość śląską, zaś 14,3% mieszkańców uważa się jednocześnie za Ślązaka i Polaka.
W opracowanej w 2007 roku prognozie biologicznej do 2030 roku, liczbę ludności jednostki urbanistycznej Koszutka-Wełnowiec na 2020 roku w wariancie pesymistycznym szacowano na 8175 osób (97,4% stanu z 2007 roku), zaś w wariancie optymistycznym na 8184 osoby (97,5% ludności z 2007 roku). Na 2030 roku przewidziano odpowiednio 6404 (76,3%) i 6615 osób (78,8%).

## Polityka i administracja

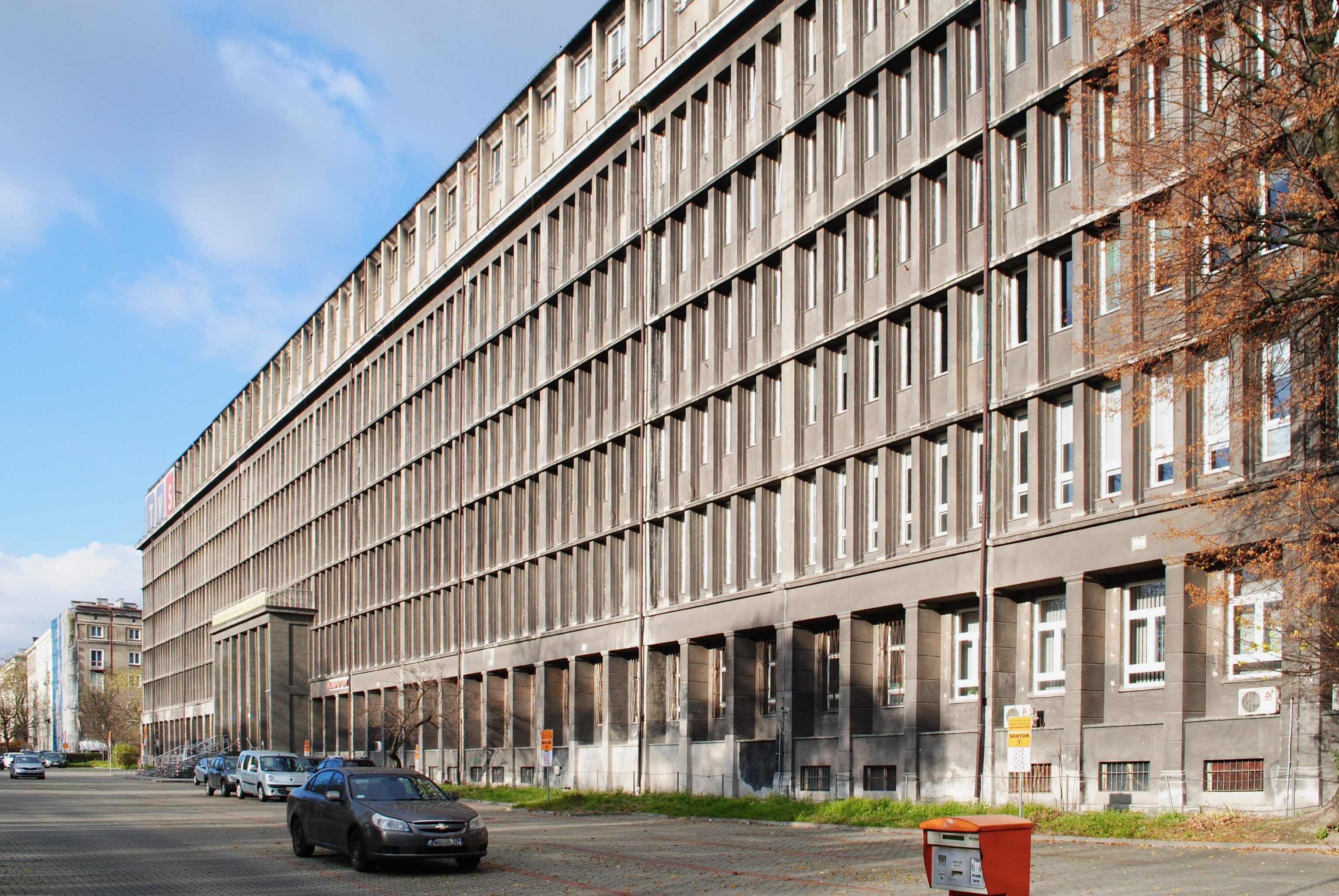
Gmach Biura Studiów i Projektów Przemysłu Węglowego (pl. Grunwaldzki 8-10) – siedziba szeregu instytucji publicznych różnego typu

Dzielnica nr 12 Koszutka jest jedną z 22 dzielnic Katowic, stanowiących jednostkę pomocniczą gminy. Została ona powołana na mocy uchwały Rady Miejskiej w Katowicach jako jednostka samorządowa nr 12 w dniu 1 stycznia 1992 roku. Według Uchwały nr XLVI/449/97 Rady Miejskiej Katowic z dnia 29 września 1997 roku Koszutka jest statutową dzielnicą w zespole dzielnic śródmiejskich.
Obowiązujący statut dzielnicy został ustanowiony na mocy Uchwały Nr XLI/902/21 Rady Miasta Katowice z 25 listopada 2021 roku. Zgodnie z przepisami statutu, organami dzielnicy jest Rada Dzielnicy oraz Zarząd Dzielnicy. Rada Dzielnicy składa się z 15 radnych wybieranych na pięcioletnią kadencję. Jest ona organem stanowiącym dzielnicy, a do zadań Rady Dzielnicy należy m.in. występowania do organów miasta Katowice w sprawie wniosków mieszkańców dzielnicy w zakresie jej działania, inicjowanie i organizowanie obchodów okolicznościowych, imprez kulturalnych, sportowych czy rekreacyjnych, opiniowanie inicjatyw lokalnych czy też wnioskowanie w sprawach miasta dotyczących obszaru dzielnicy. Zarząd Dzielnicy zaś jest organem wykonawczym dzielnicy. Przewodniczący Zarządu reprezentuje dzielnicę na zewnątrz, a do zadań Zarządu należy m.in. przyjmowanie wniosków mieszkańców dzielnicy, organizowanie i koordynowanie inicjatyw społecznych, informowanie mieszkańców o sprawach dzielnicy bądź też przygotowywanie projektów uchwał Rady Dzielnicy.
Na Koszutce funkcjonuje Rada oraz Zarząd Dzielnicy nr 12 Koszutka. Swoją siedzibę Rada ma przy ulicy A. Słonimskiego 12. Przewodniczącym Rady w czerwcu 2022 roku był Jarosław Gwizdak, zaś Przewodniczącym Zarządu Adrian Szymura. Radni i przedstawiciele Zarządu w trakcie kadencji 2015–2019 brali udział w szeregu spotkań informacyjnych, edukacyjnych w wydarzeniach kulturalnych odbywających się na terenie Koszutki. Do nich należała m.in.: współpraca przy organizacji Dni Koszutki, udział w odsłonięciu rzeźb na Galerii Artystów, organizacja spotkań z różnymi instytucjami i specjalistami, imprez i uroczystości okolicznościowych, współorganizacja Pikniku Sąsiedzkiego oraz inna działalność na rzecz dzielnicy.
Historycznie obszar Koszutki przechodził szereg zmian o charakterze administracyjnym. Na obszar współczesnej dzielnicy składają się tereny Koszutki jako pierwotnego przysiółka Bogucic, a także skrawek terenu dawnej gminy Dąb. Po wojnach napoleońskich utworzono w Królestwie Prus rejencję opolską, a w 1818 roku dokonano korekt granic niektórych powiatów. Wówczas to do powiatu bytomskiego włączono m.in. tereny dzisiejszej Koszutki. W dniu 27 marca 1873 roku Katowice stały się stolicą samodzielnego powiatu wydzielonego z powiatu bytomskiego, a w granicę nowego powiatu katowickiego włączono m.in. Koszutkę. Tereny Koszutki położone były w gminie Bogucice. W dniu 1 stycznia 1913 roku doszło do przekazania do obszaru dworskiego Katowice części terenów gminy Bogucice w okolicach obecnego „Spodka” o powierzchni ok. 50 ha. W zamian gmina Bogucice zyskała działki w Zawodziu oraz kwotę 100 tys. marek.
W 1922 roku, po przyłączeniu części Górnego Śląska do Polski obszar Koszutki znajdował się w gminie Bogucice w powiecie katowickim. Na mocy Ustawy Sejmu Śląskiego z 15 lipca 1924 roku postanowiono o włączeniu do Katowic m.in. gminy Bogucice, w której znajdowała się Koszutka. Ustawa ta weszła w życie 15 października tego samego roku. Katowice w 1954 roku zostały podzielone na trzy dzielnice, z czego tereny Koszutki były częścią dzielnicy Bogucice-Zawodzie. Podział ten zniesiono w 1973 roku.

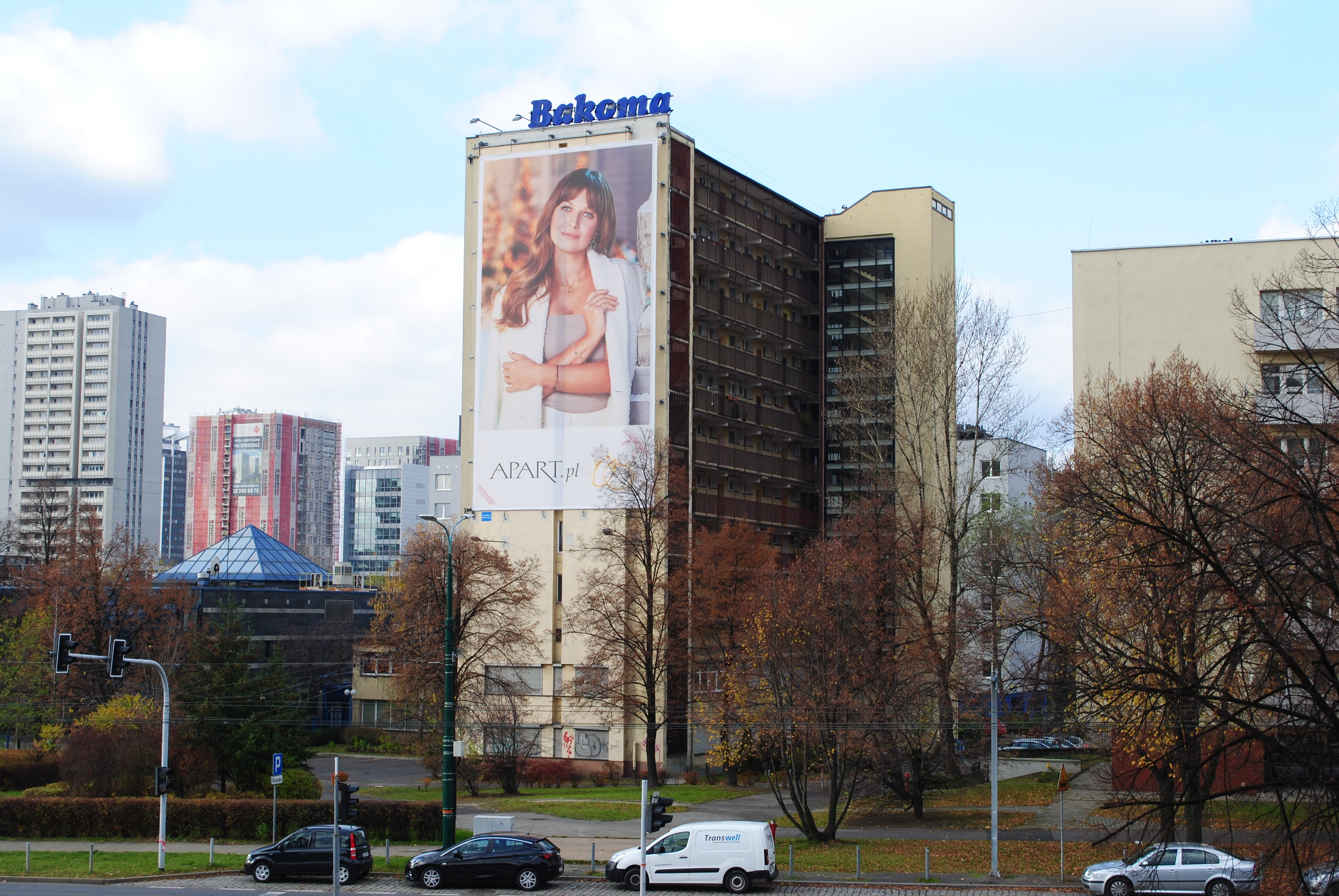
Budynek, w którym znajduje się siedziba Komunalnego Zakładu Gospodarki Mieszkaniowej w Katowicach (ul. M. Grażyńskiego 5)

Z uwagi na bliskość Koszutki ze Śródmieściem zlokalizowano w dzielnicy szereg instytucji o zasięgu metropolitalnym. Spory udział tego typu placówek gromadzi się w jednym miejscu – w dawnym gmachu Biura Studiów i Projektów Przemysłu Węglowego (pl. Grunwaldzki 8-10). Według stanu z czerwca 2022 roku, znajdują się tam następujące instytucje:
- Państwowe Gospodarstwo Wodne Wody Polskie. Zarząd Zlewni w Katowicach (pl. Grunwaldzki 8-10)[98],
- Ogólnopolskie Porozumienie Związków Zawodowych. Rada OPZZ Województwa Śląskiego (pl. Grunwaldzki 8-10)[99],
- Śląski Urząd Celno-Skarbowy w Katowicach. Lokalizacja w Katowicach (pl. Grunwaldzki 8-10)[100],
- Państwowy Fundusz Rehabilitacji Osób Niepełnosprawnych. Oddział Śląski (pl. Grunwaldzki 8-10)[101].

W pozostałych częściach Koszutki, według stanu z czerwca 2022 roku, działały następujące placówki administracyjne:
- Katowicka Spółdzielnia Mieszkaniowa (ul. Klonowa 35c)[102],
- Katowicka Spółdzielnia Mieszkaniowa. Administracja Osiedla Centrum-I (ul. B. Czerwińskiego 8)[103],
- Katowicka Spółdzielnia Mieszkaniowa. Administracja Osiedla Wierzbowa (ul. Brzozowa 50)[104],
- Komunalny Zakład Gospodarki Mieszkaniowej w Katowicach (ul. M. Grażyńskiego 5)[105],
- Regionalna Izba Obrachunkowa w Katowicach (ul. Grabowa 3)[106],
- Śląski Zarząd Nieruchomości w Katowicach (ul. Grabowa 1a)[107],
- Urząd Regulacji Energetyki. Południowy Oddział Terenowy w Katowicach (ul. Sokolska 65)[108].

## Gospodarka
W dzielnicy dominuje funkcja mieszkaniowa ze stosunkowo niedużym udziałem działalności usługowo-biurowej. Według stanu z 31 grudnia 2013 roku w systemie REGON było wówczas zarejestrowanych 2479 podmiotów gospodarczych z siedzibą na Koszutce, co stanowiło wówczas 5,4% wszystkich przedsiębiorstw w Katowicach, a spośród nich 2307 firm stanowiły mikroprzedsiębiorstwa. Pod koniec 2013 roku zarejestrowanych było 419 bezrobotnych z Koszutki – 3,7% mieszkańców dzielnicy, a 179 osób było bezrobotnych długookresowo.
Koszutka jest siedzibą szeregu przedsiębiorstw z różnej branży. Spośród nich, według stanu w czerwcu 2022 roku, swoją siedzibę bądź zamiejscowy oddział mają następujące z nich: Główny Instytut Górnictwa (pl. Gwarków 1), Biuro Studiów, Projektów i Realizacji ENERGOPROJEKT-KATOWICE (ul. Jesionowa 15), firma projektowa z zakresu budownictwa komunikacyjnego TRAKT (ul. Jesionowa 9a), dystrybutor energii cieplnej TAURON Ciepło (ul. M. Grażyńskiego 49), katowickie biuro przewoźnika kolejowego CD Cargo Poland (ul. Grabowa 2) czy biuro w Katowicach producenta oprogramowania Asseco Poland (al. W. Korfantego 83a).

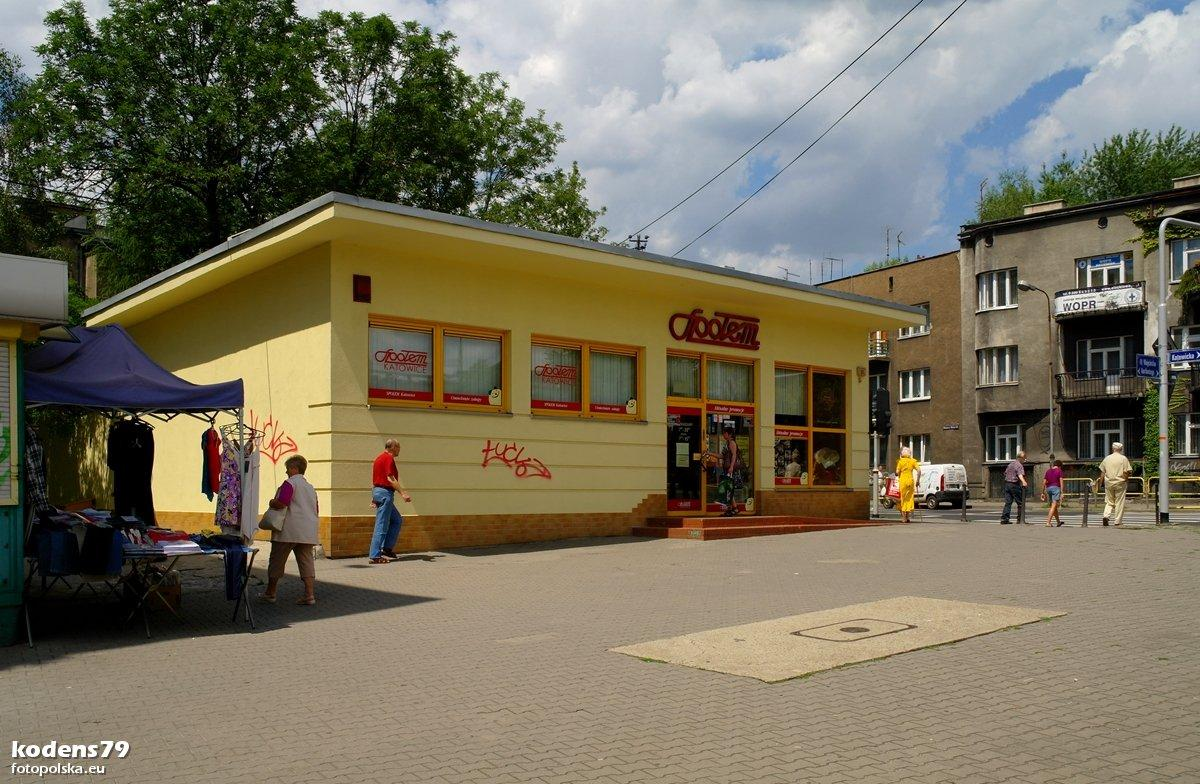
Sklep Społem Katowice przy ulicy Misjonarzy Oblatów MN 1

Lokalny ośrodek handlowo-usługowy Koszutki znajduje się w rejonie placu Grunwaldzkiego. Ośrodek ten ma charakter wyraźnego, centralnie zlokalizowanego placu, zaś usługi w tym rejonie zlokalizowane są na większym obszarze. W tym rejonie znajdują się placówki handlowe i oświatowe, tereny zieleni i przystanki transportu zbiorowego. Brak jest na Koszutce centrów handlowych, zaś funkcjonują tutaj dyskonty i supermarkety, jak np. Społem Katowice przy ulicy Chorzowskiej 5a i ulicy Misjonarzy Oblatów MN 1 czy Rabat przy ulicy Sokolskiej 76. Zadaszone targowisko z artykułami spożywczymi i przemysłowymi znajduje się przy ulicy Katowickiej 61 i zarządzane jest ono przez Zakład Targowisk Miejskich. Placówka Poczty Polskiej na terenie Koszutki działa przy ulicy G. Morcinka 1.
W przeszłości na terenie Koszutki działała kopalnia węgla kamiennego „Belle-Alliance”, którą oddano 16 stycznia 1838 roku (bądź 1 lutego 1838 roku). Działała ona w latach 1844–1849 i była ona własnością Franza von Wincklera, Aleksandra Mieroszewskiego i Alberta von Sallawy, a w 1839 roku przejęli ją Franz von Winckler i jego żona Maria. Maksymalne wydobycie kopalnia osiągnęła w 1847 roku, dostarczając na rynek 1,7 tys. ton węgla kamiennego. W dniu 25 listopada 1885 roku pola górnicze Belle-Alliance i Belle-Alliance II włączono wraz z kilkoma innymi do skonsolidowanej kopalni „Ferdinand” (późniejsza kopalnia „Katowice”).
W granicach Koszutki położony był szyb „Bülow” kopalni „Waterloo”. W czerwcu 1885 roku szyb ten osiągnął głębokość 180 metrów, zaś wydobycie węgla kamiennego na tym poziomie rozpoczęto w 1890 roku. W skład zespołu zabudowy szybu weszły: kotłownia, kuźnia, bocznica kolejowa, sortownia, magazyny, cechowania i prochownia. Uszkodzenie w dniu 8 maja 1897 roku szybu doprowadziło do wydania 20 maja tego samego roku przez Okręgowy Urząd Górniczy Katowice Północ decyzji o wstrzymaniu wydobycia w kopalni „Waterloo”. Szyb „Bülow” zasypano w maju 1906 roku, a w jego miejscu, w rejonie ulicy J.N. Stęślickiego i ulicy K. Iłłakowiczówny w latach 50. XX wieku powstały garaże.
Na Koszutce funkcjonował także szyb „Heinrich” (późniejszy „Henryk”). Był on szybem wentylacyjnym kopalni „Ferdinand” (późniejsza kopalnia „Katowice”), powstałym w 1880 roku. W latach 1900–1907 został on pogłębiony do 192 metrów, zaś w późniejszym czasie do 280,5 metrów.

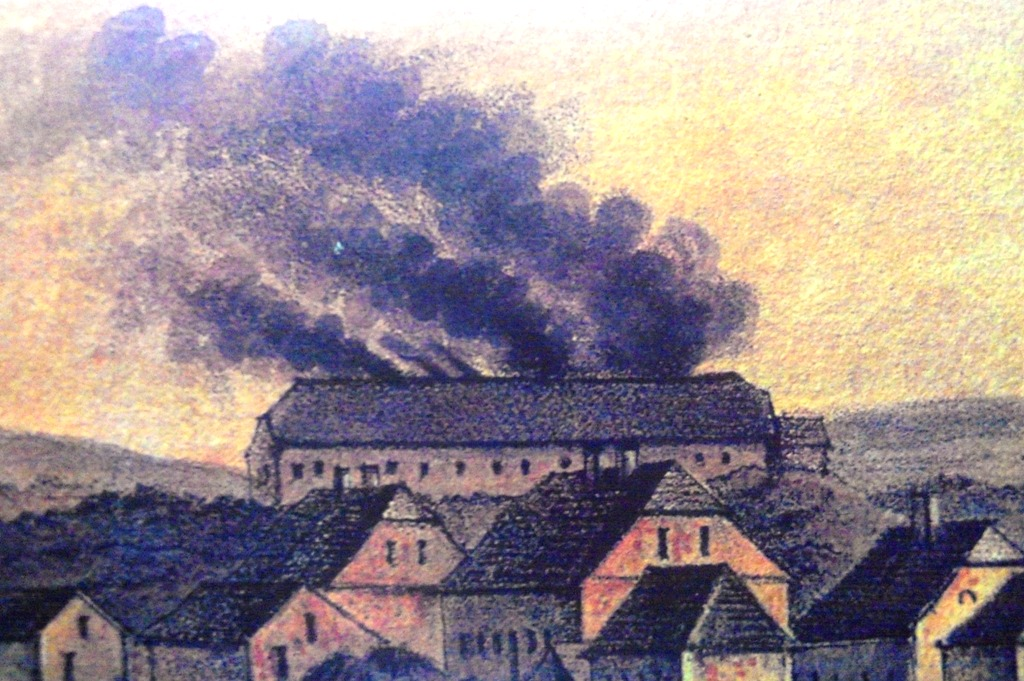
Dymy nad hutą cynku „Fanny” – litografia Knippla z połowy XIX wieku

W rejonie dzisiejszego „Spodka” 20 listopada 1822 roku została oddana huta „Fanny” (bądź też powstała w 1820 roku), natomiast huta „Franz” powstała prawdopodobnie około 1850–1855 roku (bądź w 1818 roku) przez Franza von Wincklera. W 1860 roku połączono ją z sąsiednią hutą „Fanny”, pozostawiając nazwę tej pierwszej. Zakład ten został unieruchomiony 30 wrzenia 1903 roku z uwagi na to, że ówczesny właściciel – Hugo zu Hohenlohe-Öhringen posiadał na terenie Wełnowca nowoczesny zakład „Hohenlohe” i ten nie był mu potrzebny. W pozostałej po niej zabudowie powstał skład drewna oraz zakład prowadzący działalność o hutniczym charakterze – tzw. „Dwór Marii”. Kompleks ten służył różnym celom, a po II wojnie światowej działały tam warsztaty i magazyny dla okolicznych przedsiębiorstw, a także znajdowała się tutaj siedziba Miejskiego Przedsiębiorstwa Oczyszczania. W latach 60. XX wieku kompleks ten wyburzono w związku z budową hali „Spodek”.

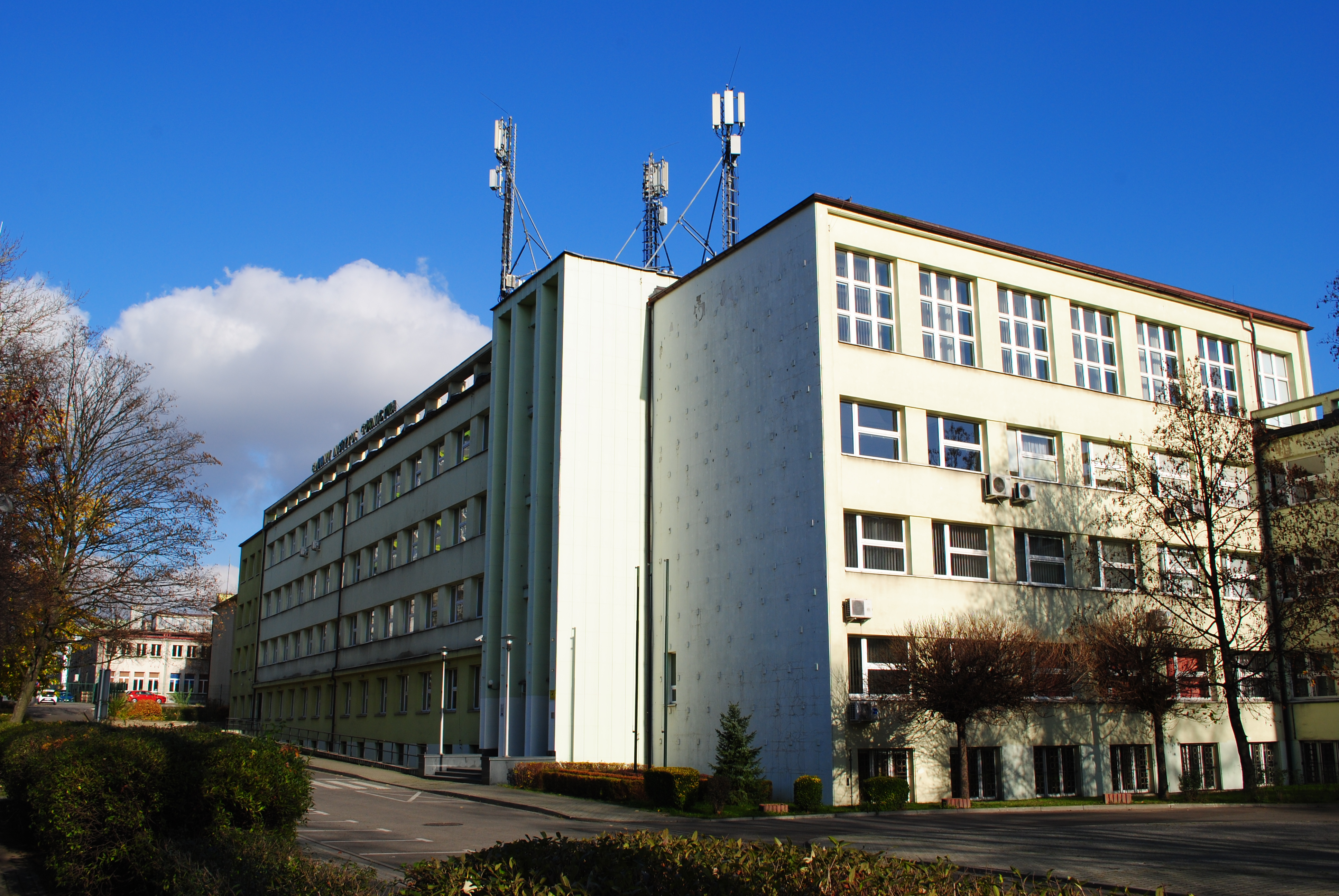
Siedziba Głównego Instytutu Górnictwa przy pl. Gwarków 1

W dniu 16 kwietnia 1945 roku powołano Instytut Naukowo-Badawczy Przemysłu Węglowego, który od 1950 roku działał pod nazwą Główny Instytut Górnictwa. Jeszcze w 1948 roku spółka przeniosła się do siedziby przy dzisiejszym placu Gwarków 1. W latach 1954–1963 kompleks GIG-u rozbudowano o kolejne hale, pracownie i laboratoria, zaś w 1971 roku oddano do użytku Instytutu 13-kondygnacyjny wieżowiec. Działalność GIG-u od początki koncentruje się na problemach związanych z bezpieczeństwem pracy, rozwojem nowoczesnych technologii w górnictwie oraz ochroną środowiska, w szczególności przed negatywnymi skutkami działalności górniczej.
W dniu 23 sierpnia 1949 roku powołano katowickie biuro jako ekspozytura centrali Biura Projektów Energetycznych „ENERGOPROJEKT” w Warszawie, zaś w 1953 roku powołano Katowickie Biuro Projektów Siłowni Cieplnych jako oddziału Zarządu Biur Projektów Energetycznych. Biuro to, mieszczące się przez wiele lat przy ul. ks. Piotra Skargi, swoją siedzibę na teren Koszutki przeniosło w 1979 roku. W swojej historii biuro to uczestniczyło w projektowaniu szeregu elektrowni i elektrociepłowni, zarówno w Polsce, jak i za granicą, m.in. w Prunéřov w Czechach.
Pod koniec 1949 roku w Katowicach został powołany Centralny Zarząd Budownictwa Węglowego, który scalał przedsiębiorstwa zajmujące się budową nowych kopalń. Spółka miała swoją siedzibę w powstałym w tym okresie gmachu przy placu Grunwaldzkim. Rok później przeprowadzono w spółce reorganizację, w wyniku których powstało szereg specjalistycznych zakładów pracujących na potrzeby górnictwa.
Przy rozbudowie terenów Koszutki z lat 50. XX wieku przyjęto zasadę, by placówki handlowo-usługowe lokować nie w parterach budynków mieszkalnych, ale w parterowych, względnie dwukondygnacyjnych pawilonach wysuniętych w kierunku głównych arterii komunikacyjnych – w tym przypadku wzdłuż dzisiejszej alei W. Korfantego i ulicy Chorzowskiej.

## Infrastruktura techniczna

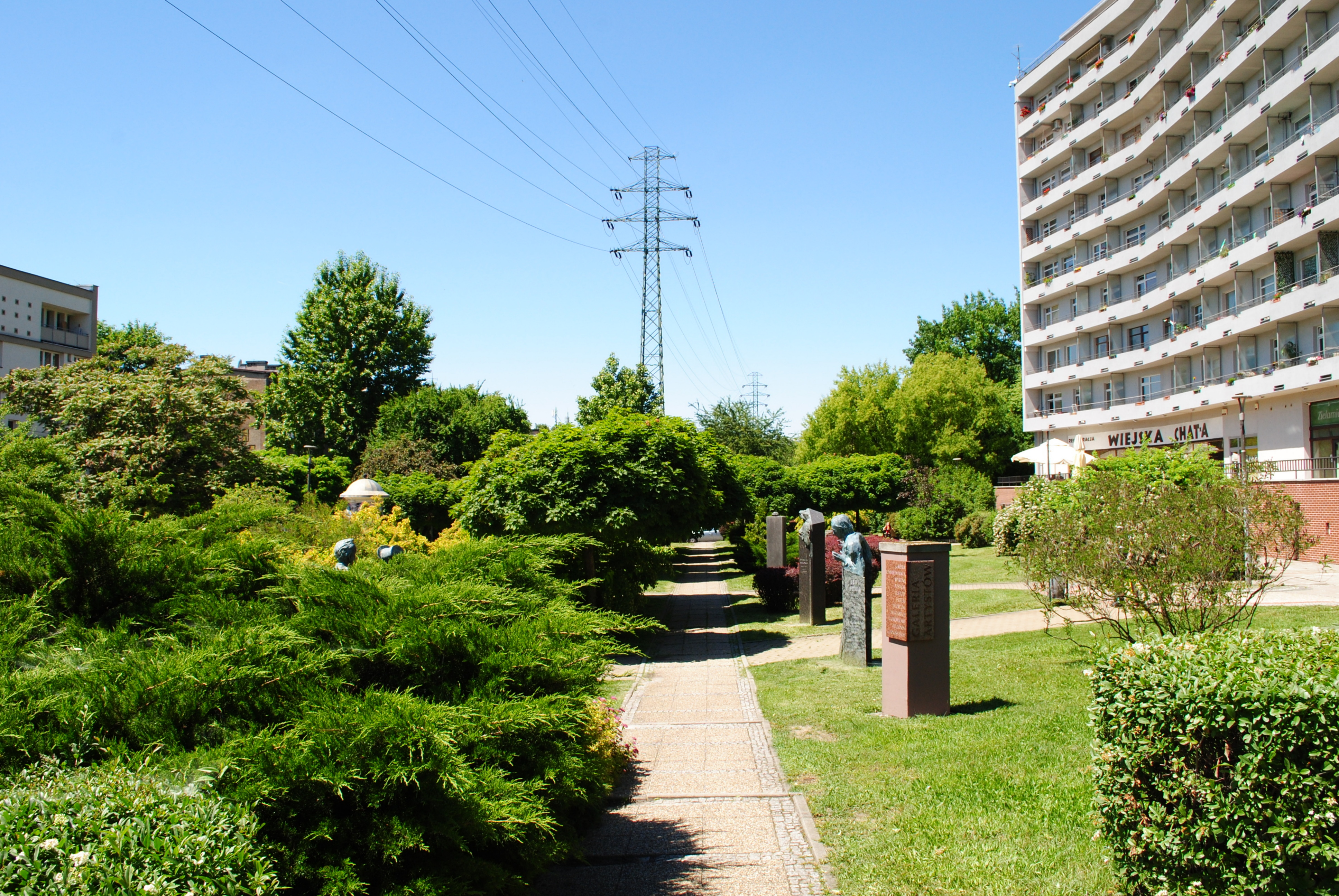
Fragment placu Grunwaldzkiego po wschodniej stronie; nad nim wznosi się sieć elektroenergetyczna 110 kV

Zaopatrzenie terenów Koszutki w bieżącą wodę odbywa się przez zbiorniki sieciowe Mikołów i Murcki. Są one zasilane ze stacji uzdatniania wody w Dziećkowicach, Goczałkowicach-Zdroju i Kobiernicach. Wody te są tłoczone do wspólnego systemu rozrządu Górnośląskiego Przedsiębiorstwa Wodociągowego, skąd za pomocą systemu magistral wodociągowych i przyporządkowanej do nich sieci rozdzielczej Katowickich Wodociągów zaopatrywana jest m.in. Koszutka w wodę. Przez Koszutkę przebiega wodociąg tranzytowy GPW o średnicy 600 mm relacji Bytków – Koszutka. Wodociąg ten na Koszutce ciągnie się wzdłuż alei W. Korfantego. Ponadto wodociąg magistralny ciągnie się również w ciągu: ul. J.N. Stęślickiego – pl. Grunwaldzki – ul. Katowicka. Średnie zużycie wody w Katowicach w 2012 roku na 1 osobę wynosiło 36,3 m³.
Pierwsza sieć wodociągowa na terenach Koszutki powstała wzdłuż istniejącej szosy łączącej Alfred z Katowicami przez Wełnowiec i Koszutkę w latach 1895–1897. Odcinek pomiędzy Alfredem a Katowicami był wykonany z rur żeliwnych o średnicy 350/300 mm. Wodociąg ten łączył się z zalaną wodą kopalnią kruszców „Rozalia” w Dąbrówce Wielkiej, którą miasto Katowice wspólnie z innymi gminami powiatu katowickiego wykupiło na mocy umowy z 25 marca 1895 roku. Dostawa wody triasowej z Dąbrówki Wielkiej rozpoczęła się 1 stycznia 1896 roku.

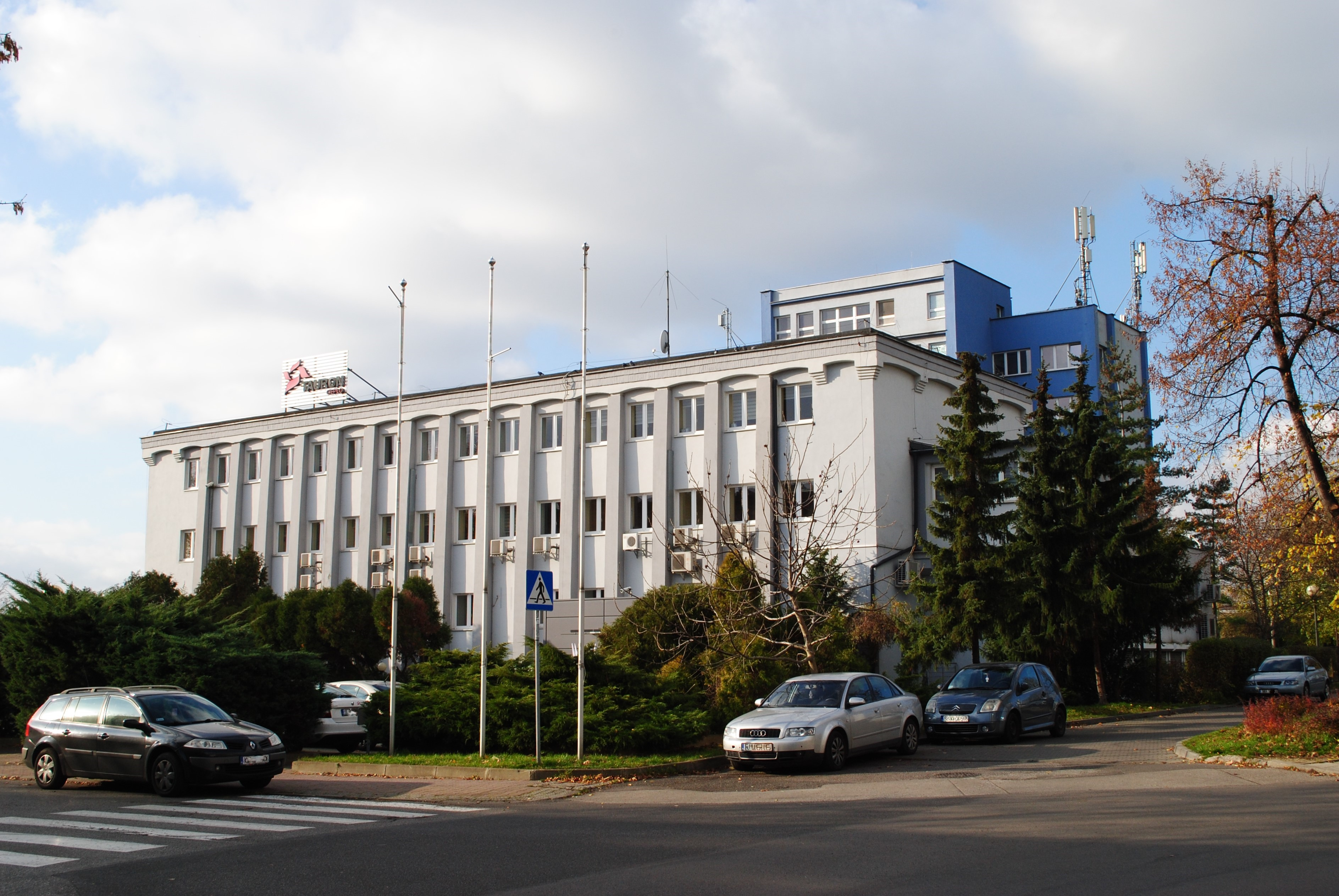
Siedziba spółki TAURON Ciepło (ul. M. Grażyńskiego 49)

Eksploatacją sieci kanalizacji sanitarnej i ogólnospławnej w dzielnicy zajmuje się należący do Katowickich Wodociągów Oddział Eksploatacji Sieci Kanalizacyjnej – Centrum. Północna część Katowic, w tym Koszutki, leży w zlewnie oczyszczalni Gigablok, której ścieki po oczyszczeniu odprowadzane są do Rawy. Siecią kanalizacji deszczowej zarządza Miejski Zarząd Ulic i Mostów w Katowicach. Główne kolektory kanalizacji deszczowej na Koszutce ciągną się wzdłuż ulic: Sokolskiej, K. Iłłakowiczówny, Misjonarzy Oblatów MN, Katowickiej i Grabowej.
Zaopatrzenie dzielnicy w energię elektryczną odbywa się poprzez sieć wysokich napięć 110 kV, powiązaną z pobliskimi elektrowniami. Przez Koszutkę biegnie jena linia sieci elektroenergetycznej 110 kV Brynów – Torkat / Katowice – Dąb, przebiegająca nadziemnie przez park A. Brudnioka, skwer G. Holoubka i plac Grunwaldzki, zaś dalej ciągnie się w odcinku podziemnym równolegle do ulicy Olimpijskiej.
Energia cieplna do Koszutki dostarczana jest przez dawną Elektrociepłownię Katowice (obecnie Zakład Wytwarzania Katowice) obsługiwaną przez spółkę TAURON Ciepło. Siedziba spółki znajduje się przy ulicy M. Grażyńskiego 49.

## Transport

### Transport drogowy

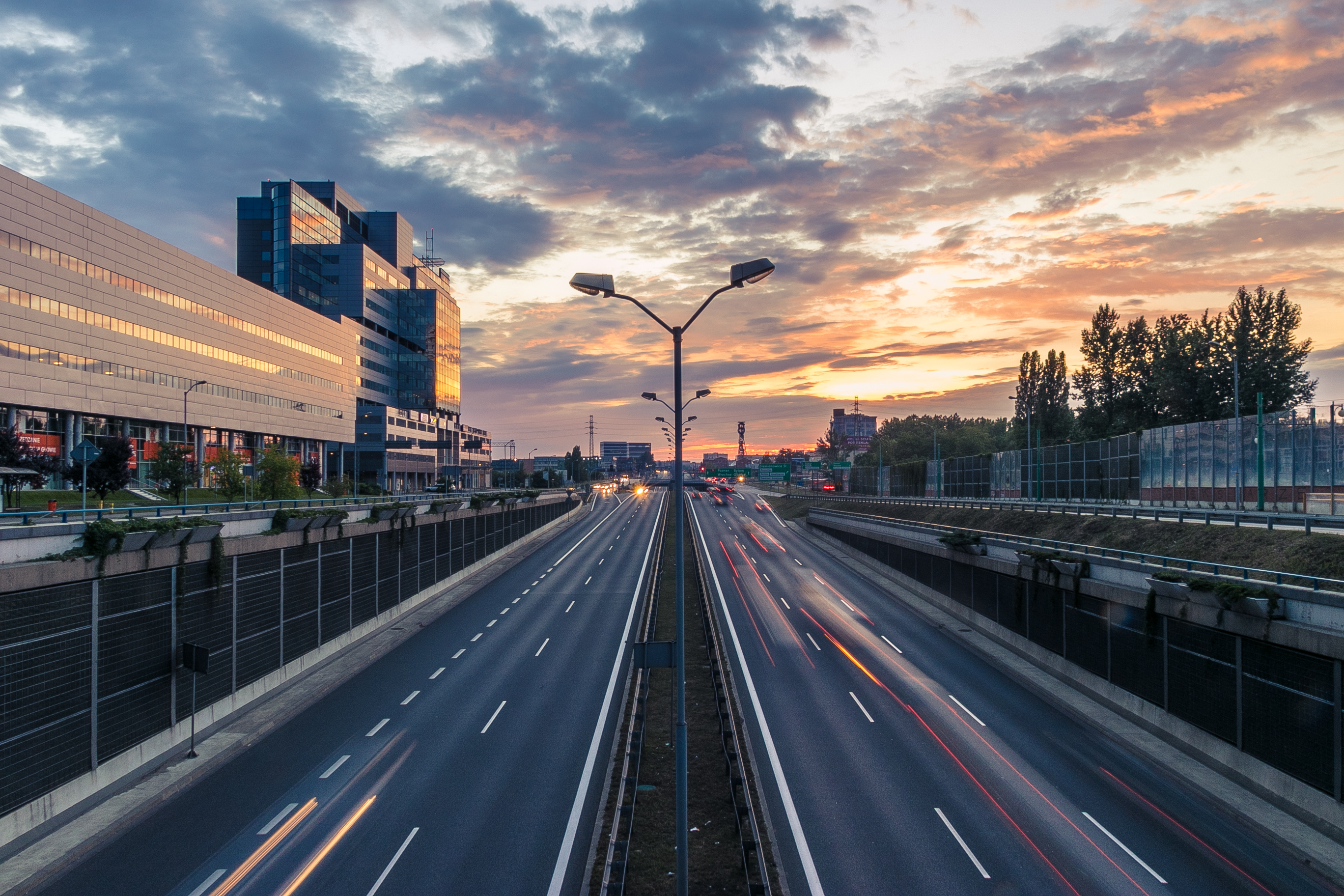
Ulica Chorzowska na wysokości ulicy Sokolskiej

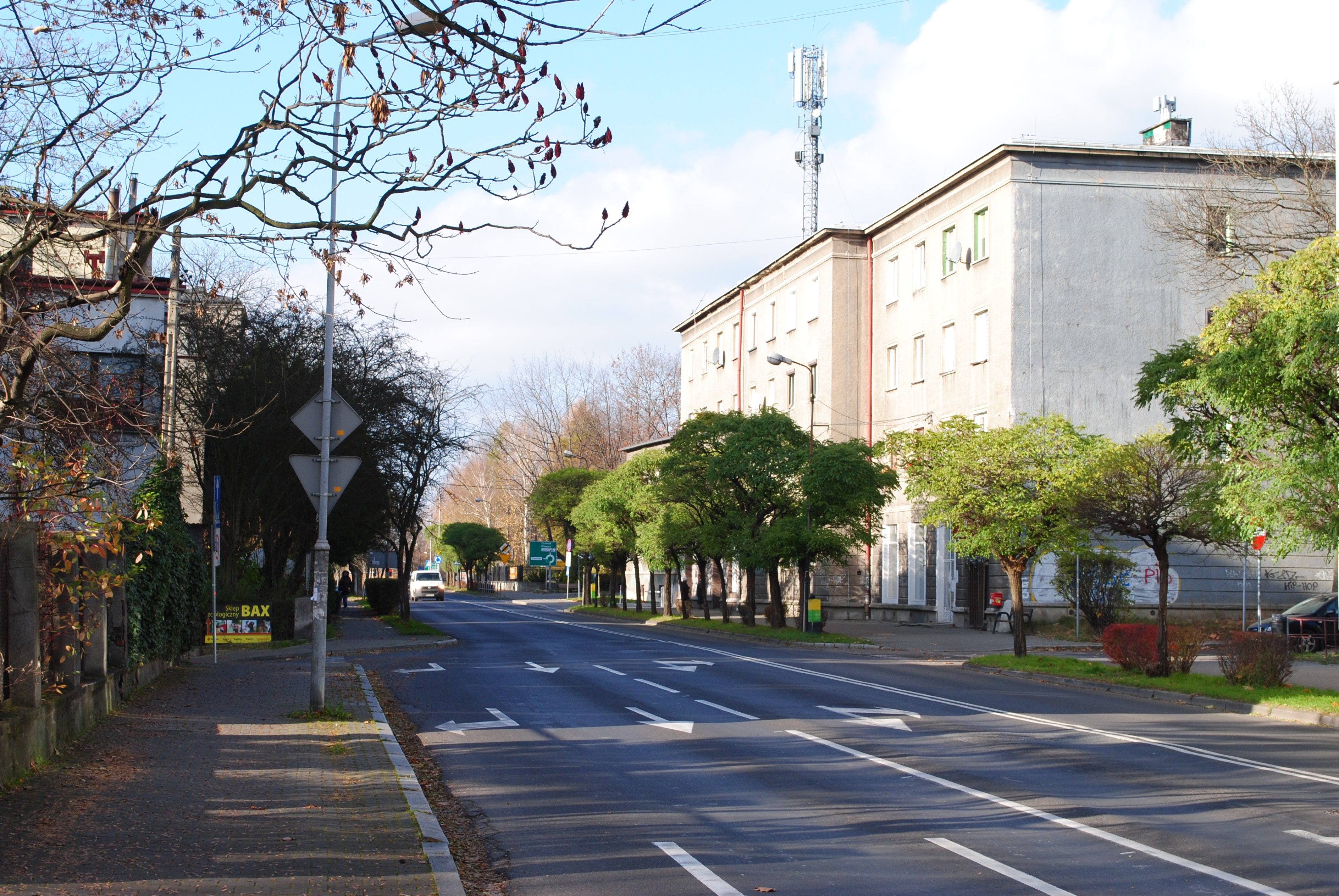
Ulica Misjonarzy Oblatów MN

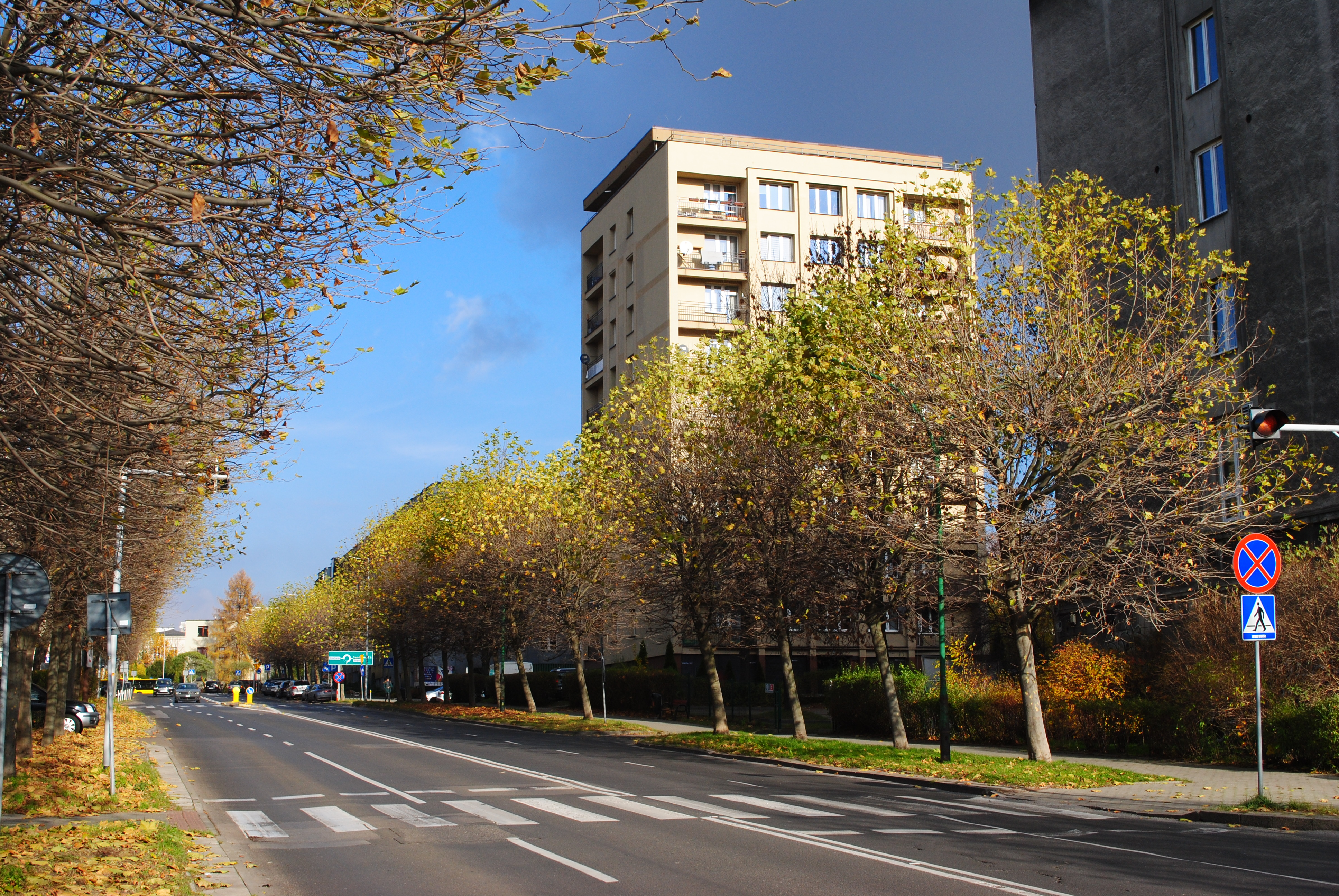
Koszutkowski fragment ulicy Sokolskiej

Przez teren Koszutki przechodzi jedna droga krajowa:
- Droga krajowa nr 79 (aleja Walentego Roździeńskiego i ulica Chorzowska) – ciąg dwóch dróg, będących jednymi z najważniejszych w Katowicach; obie ulice są częścią drogi krajowej nr 79, zaś ulica Chorzowska na odcinku od ronda gen. J. Ziętka do estakady Orląt Lwowskich nad ulicą Bracką jest także częścią Drogowej Trasy Średnicowej; ulica Chorzowska jest jedną z najważniejszych katowickich dróg o długości 4,8 km; łączy ona Koszutkę z Chorzowem na zachodzie[53], zaś na wschodzie łączy się z węzłem Bagienna, skąd można dojechać do miast Zagłębia Dąbrowskiego, a w przeciwnym kierunku w stronę Tychów wzdłuż drogi krajowej nr 86, bądź dalej wzdłuż drogi krajowej nr 79 w kierunku Mysłowic i Jaworzna[20].

Do ważniejszych ulic w ruchu wewnątrz dzielnicy należą następujące drogi:
- Aleja Wojciecha Korfantego – jedna z najważniejszych i najdłuższych dróg w Katowicach, o długości 3,9 km; łączy ona Koszutkę ze Śródmieściem na południu, a także z Wełnowcem-Józefowcem i dalej z miastem Siemianowice Śląskie na północy[55]; jest to droga dwukierunkowa o dwóch pasach ruchu w każdą stronę, zaś pomiędzy nimi, na koszutkowskim odcinku alei przebiega linia tramwajowa[20]; aleja W. Korfantego jest drogą powiatową klasy Z[149],
- Rondo generała Jerzego Ziętka – rondo w ścisłym centrum Katowic, z którego rozpoczynają swój bieg aleja W. Roździeńskiego oraz ulica Chorzowska, a także przecina południkowo aleję W. Korfantego[150]; pełni ono funkcję ważnego węzła komunikacyjnego dla całych Katowic, zaś główny ruch tranzytowy odbywa się znajdującym się pod rondem tunelem[151],
- Ulica Kazimiery Iłłakowiczówny – ulica w północno-zachodniej części Koszutki[20]; jest to droga powiatowa o klasie drogi lokalnej (L)[149]; trasa o przebiegu południkowym, łącząca na północy Koszutkę z Wełnowcem-Józefowcem[20],
- Ulica Katowicka – ulica o długości około 1010 metrów, łącząca Koszutkę z Bogucicami[21]; jest to droga o przebiegu równoleżnikowym, kończąca swój bieg przy skrzyżowaniu z aleją W. Korfantego i ulicą Misjonarzy Oblatów MN[20]; ulica ta jest drogą powiatową o klasie drogi zbiorczej (Z)[149],
- Ulica Misjonarzy Oblatów MN – ulica ciągnąca się w całości na terenie Koszutki o długości około 500 metrów i przebiegu równoleżnikowym; jest to przedłużenie ulicy Katowickiej w kierunku zachodnim, zaś przy zakręcie droga zmienia nazwę na ulicę J.N. Stęślickiego[152]; jest to droga powiatowa klasy Z[149],
- Ulica Sokolska – ulica o długości 1,3 km, łącząca Koszutkę z zachodnią częścią Śródmieścia[153]; trasa o przebiegu południkowym[154]; stanowi ona drogę powiatową o klasie drogi zbiorczej (Z)[149],
- Ulica Jana Nepomucena Stęślickiego – droga graniczna pomiędzy Dębem (na zachód od pasa drogi) a Koszutki (na wschód); ma ona przebieg południkowy i łączy Koszutkę od strony zachodniej z ulicą Chorzowską; jej przedłużeniem jest ulica F.W. Grundmanna, która łączy Koszutkę ze Śródmieściem i Załężem[20]; ulica J.N. Stęślickiego jest drogą powiatową o klasie drogi głównej (G)[149].

Pod względem powiązań poszczególnych makroregionów, dojazd z Koszutki i Józefowca do innych części Katowic oceniono najgorzej, zwłaszcza do dzielnic południowo-zachodnich, do których z Koszutki i Józefowca dojazd jest możliwy wzdłuż ulic niższych klas przebiegających przez Śródmieście (w tym ulic F.W. Grundmanna i Sokolskiej), na których bardzo często dochodzi do zatorów drogowych. Najlepsze powiązania komunikacyjne Koszutka z Józefowcem posiada z Bogucicami i Pniakami, a dobre z Murckami i Giszowcem, Nikiszowcem i Szopienicami oraz Załężem.
Istotnym problemem Koszutki jest niewystarczająca do potrzeb liczba miejsc parkingowych, a Koszutka jako osiedle mieszkaniowe z lat 50. i 60. XX wieku nie jest przygotowane pod względem istniejącego układu komunikacyjnego miasta do obsłużenia rosnącej liczby samochodów. Przy projektowaniu rozbudowy osiedla J. Marchlewskiego w latach 50. XX wieku przyjęto zasadę jednego samochodu na 67 osób, a przy szacowanej liczbie mieszkańców zaprojektowano łącznie 270 miejsc postojowych w garażach.

### Transport kolejowy
Początki kolei na terenie Koszutki sięgają roku 1859, kiedy to powstał system linii kolejowych łączących Katowice z zakładami przemysłowymi w Dębie, Bogucicach i Wełnowcu. Na Koszutce tory kolejowe biegły wzdłuż dzisiejszej ulicy J.N. Stęślickiego (tor w kierunku Wełnowca i Dąbrówki Małej) oraz przez późniejsze „Niebieskie Bloki” równolegle do ulicy Chorzowskiej (do późniejszej kopalni „Katowice” w Bogucicach). Tor łączący z kopalnią „Katowice” przez tereny „Niebieskich Bloków” rozebrano w 1968 roku, zaś tor biegnący równolegle do dzisiejszej ulicy J.N. Stęślickiego na granicy Dębu i Koszutki zlikwidowano w 1992 roku. Linie prowadzące przez Koszutkę były obsługiwane wyłącznie przez pociągi towarowe.
Na Koszutce działała także sieć kolei wąskotorowych o rozstawie szyn 785 mm. Przebiegała tutaj linia Górnośląskich Kolei Wąskotorowych nr 4015 relacji Paulina (rejon ul. Chemicznej w Siemianowicach Śląskich) – Katowice Wąskotorowe (rejon skrzyżowania ulic M. Grażyńskiego i B. Czerwińskiego) – Kopalnia Gottwald. Linia ta o długości 2,566 km została oddana do użytku w 1869 roku, zaś jej likwidacja nastąpiła 31 marca 1960 roku, a wraz z tym zamknięto tego samego dnia stację Katowice Wąskotorowe. Miało to związek z przebudową układu torowego wokół kopalni „Katowice”, które nastąpiło w latach 1958–1962 w spowodowaną rozbudową tej części miasta. Zmieniono wówczas kierunek obsługi kolejowej kopalni z zachodniego na wschodni.
Na Koszutce obecnie nie ma żadnej sieci kolejowej, zaś najbliższą stacją kolejową jest położona w Śródmieściu stacja Katowice – odległość do położonego na stacji dworca kolejowego wynosi około 2,5 km.

### Transport rowerowy

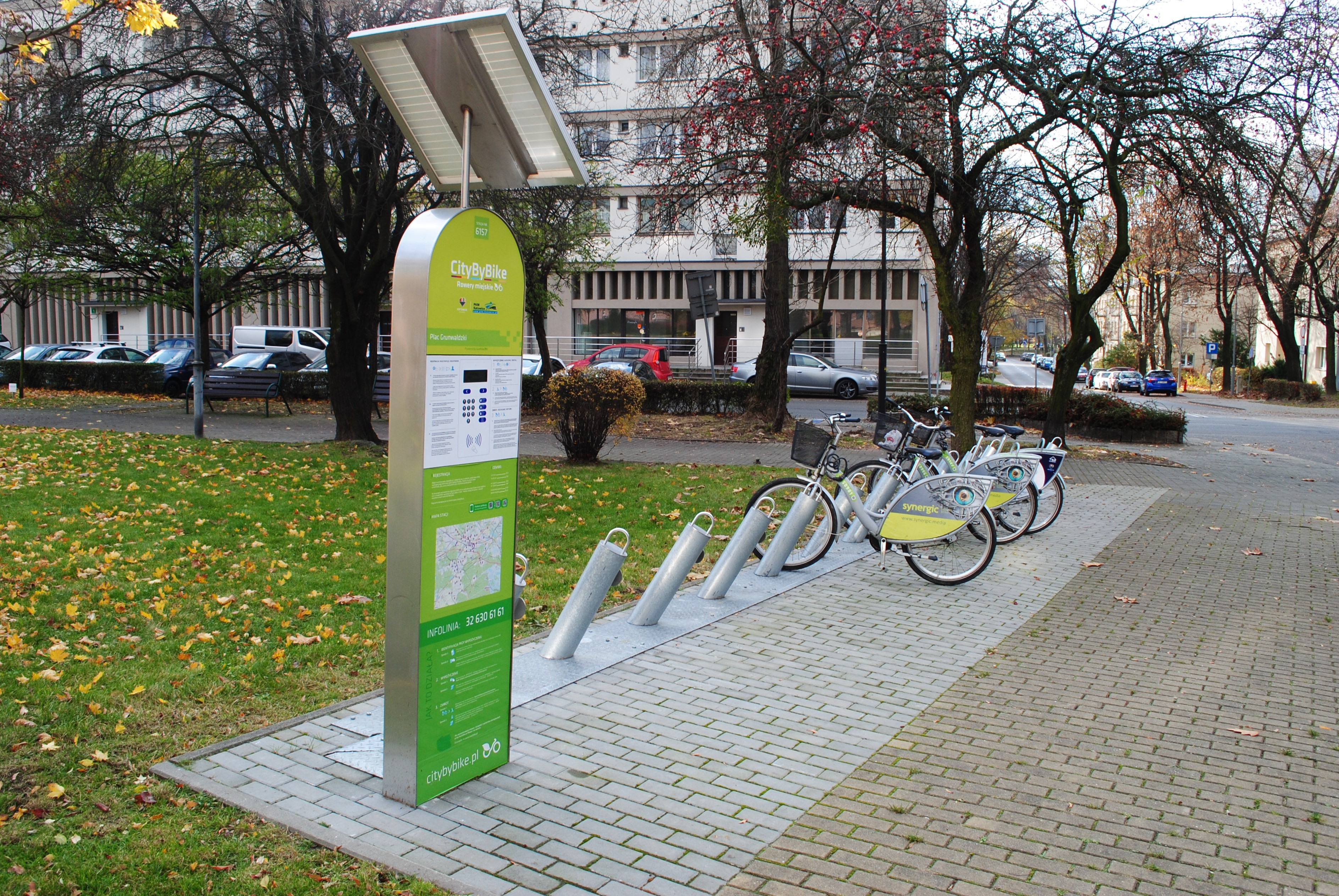
Stacja City by bike nr 6157 Plac Grunwaldzki (2020)

Sieć infrastruktury rowerowej na terenie Koszutki koncentruje się w południowej części dzielnicy. Sieć ta według docelowej sieci ścieżek rowerowych opublikowanej przez Urząd Miasta Katowice według stanu z połowy 2022 roku była już prawie w całości rozwinięta – jedynym brakującym fragmentem był szlak na przedłużeniu ulicy J.N. Stęślickiego. Wszystkie zaś trasy rowerowe w dzielnicy są przewidziane do funkcji transportowych. Nie przebiega tutaj natomiast żaden ustanowiony w ramach projektu „Rowerem po Śląsku” szlak rowerowy.
W połowie 2022 roku na terenie Koszutki istniały następujące rodzaje dróg rowerowych:
- drogi dla rowerów – ulica J.N. Stęślickiego i ulica Olimpijska (wschodnie strona drogi) oraz fragment ścieżki wzdłuż ulicy Chorzowskiej i droga wzdłuż alei W. Roździeńskiego na wysokości wieżowców .KTW[168],
- ciągi pieszo-rowerowe – wzdłuż ulic Chorzowskiej i S. Skrzypka[168],
- ciągi z dopuszczalnym ruchem po chodniku – park A. Budnioka, aleja W. Korfantego na odcinku od ronda gen. J. Ziętka do skrzyżowania z ulicami Katowicką i Misjonarzy Oblatów MN (po obydwu stronach alei), ciągi w rejonie ronda ren. J. Ziętka, szlak w Strefie Kultury pomiędzy Międzynarodowym Centrum Kongresowym do Parku Bogucickiego przez kładkę nad ulicą Olimpijską[168].

W Koszutce funkcjonuje również część miejskiej sieci wypożyczalni rowerów miejskich – Metrorower, który zastąpił system City by bike. Według stanu z czerwca 2022 roku na Koszutce funkcjonowały następujące stacje City by bike:
- 5858 Koszutka – Plac Gwarków (12 stanowisk)[170],
- 5881 Chorzowska – Park Budnioka (13 stanowisk)[170],
- 6017 Rondo gen. J. Ziętka (12 stanowisk)[170],
- 6157 Plac Grunwaldzki (12 stanowisk)[170],
- 7266 Spodek (12 stanowisk)[170],
- 7269 Boisko 'Rapid' (12 stanowisk)[170].

### Miejski transport zbiorowy

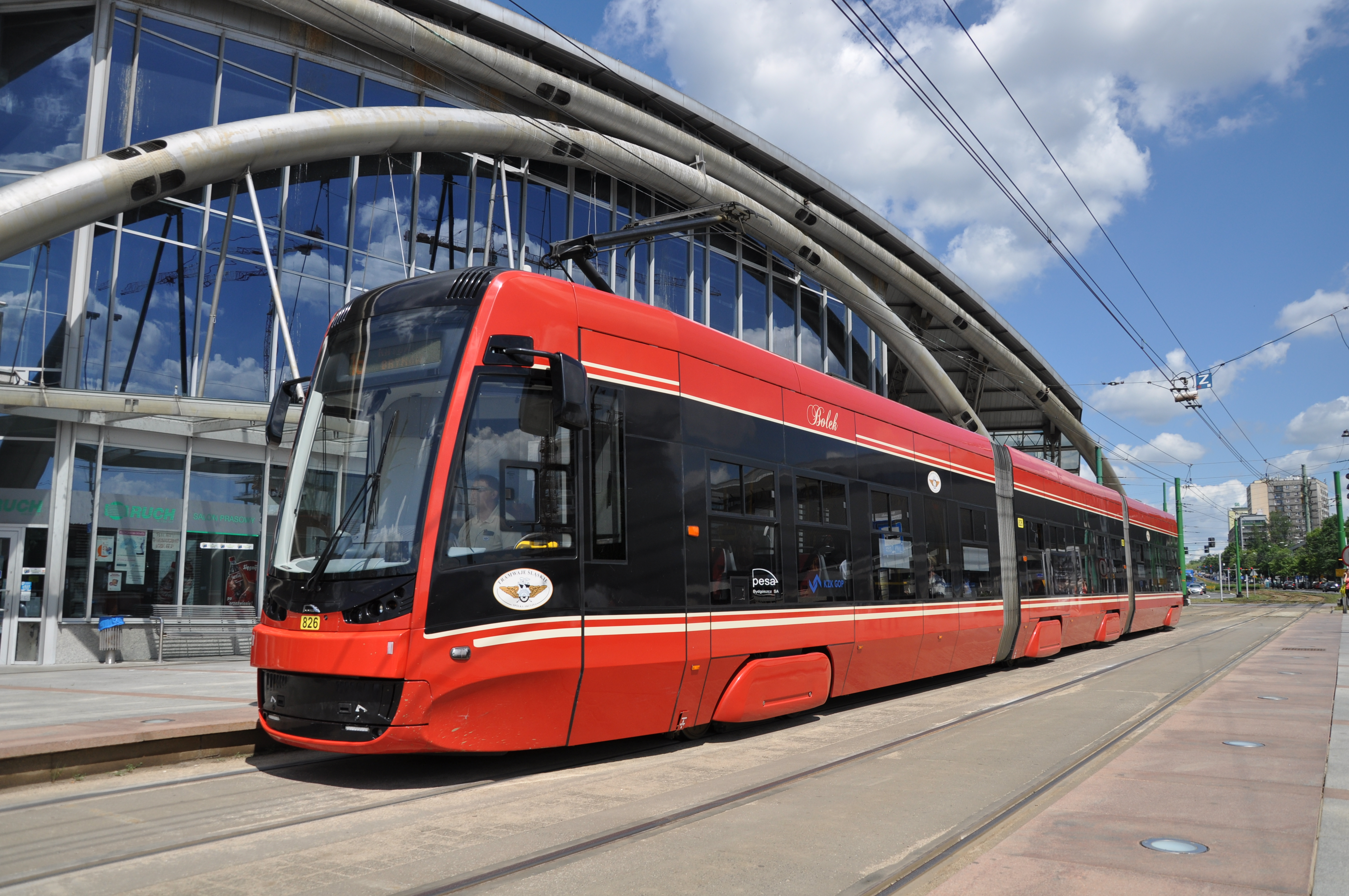
Tramwaj Pesa Twist 2012N na przystanku Katowice Rondo

Organizatorem miejskiego transportu zbiorowego na terenie Koszutki jest Zarząd Transportu Metropolitalnego (ZTM), który przejął obowiązki od poprzednich organizatorów 1 stycznia 2019 roku. Transport zbiorowy w granicach dzielnicy realizowany jest zarówno w formie połączeń autobusowych, jak i też na zlecenie ZTM-u przez spółkę Tramwaje Śląskie za pomocą tramwajów.
Na terenie Koszutki, według stanu z czerwca 2022 roku, znajduje się łącznie 10 przystanków: Koszutka GIG, Koszutka Iłłakowiczówny, Koszutka Jesionowa, Koszutka Katowicka, Koszutka Kino Kosmos, Koszutka Kościół, Koszutka Misjonarzy Oblatów, Koszutka Morcinka, Koszutka Słoneczna i Koszutka Słoneczna Pętla. Ponadto w granicach dzielnicy występują następujące przystanki: Dąb Widok (w ciągu ulicy J.N. Stęślickiego; przystanek w kierunku północnym), Katowice Chorzowska (przystanki w ciągu ulicy Sokolskiej), Katowice Rondo, Katowice Sokolska (tylko przystanek tramwajowy) i Katowice Stęślickiego.

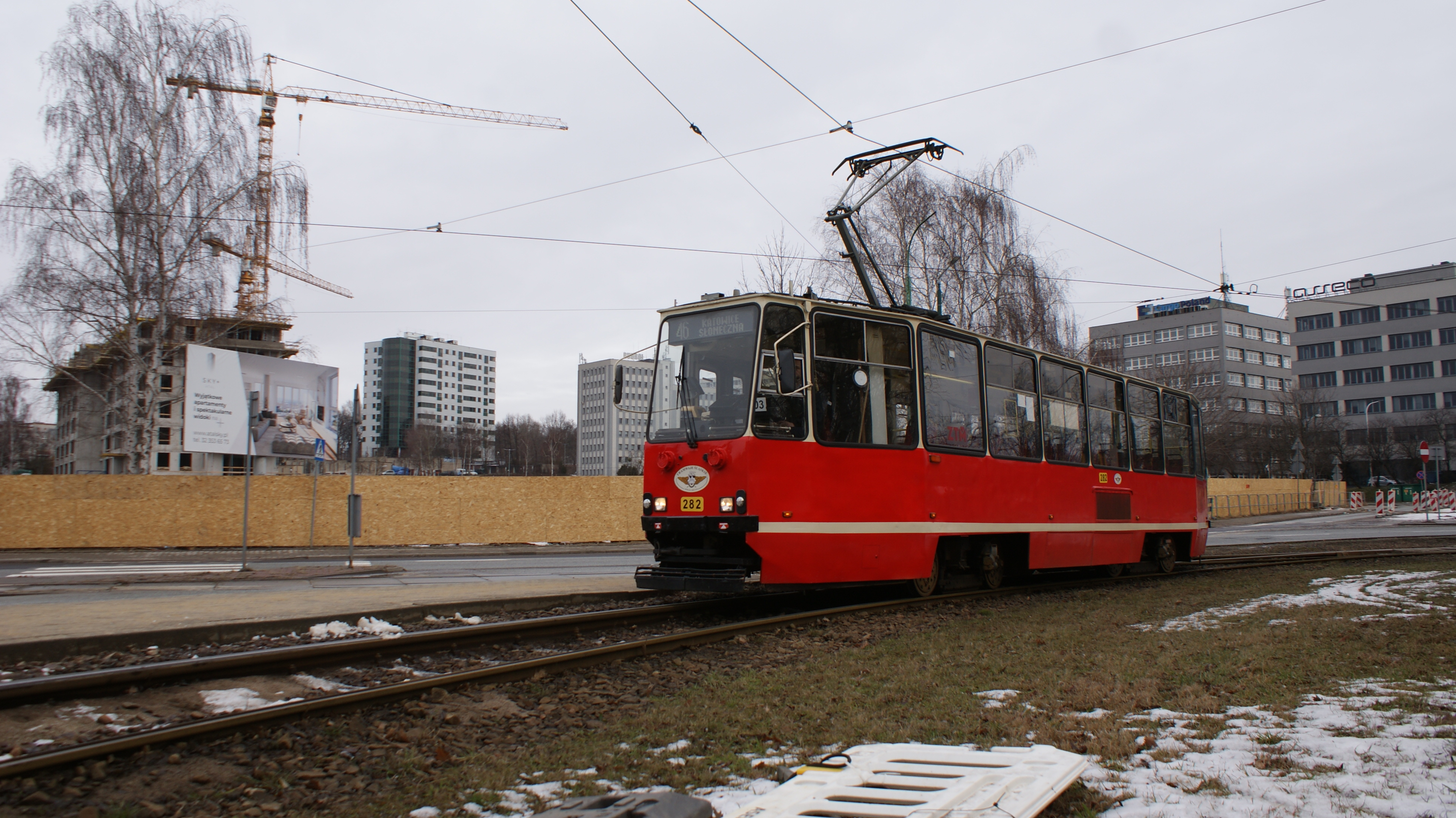
Tramwaj Konstal 105Na na pętli tramwajowej Słoneczna

Do przystanków o dużym natężeniu ruchu należy Koszutka Słoneczna, z potokiem pasażerskim na poziomie powyżej 700 osób/h. Z tego przystanku w czerwcu 2022 roku korzystało regularnie 11 linii autobusowych (w tym jedna metropolitalna – M28, łącząca Katowice z Piekarami Śląskimi przez Siemianowice Śląskie), a także 4 linie tramwajowe: 13, 16, 43 i 46. Autobusowe i tramwajowe linie łączą tę część Koszutki i różnymi częściami Katowic (w tym z: Bogucicami, Brynowem-Osiedlem Zgrzebnioka, Dąbrówką Małą, Dębem, Giszowcem, Janowem-Nikiszowcem, Osiedlem Tysiąclecia, Osiedlem Witosa, Szopienicami-Burowcem, Śródmieściem, Wełnowcem-Józefowcem i Załężem), a także z innymi niektórymi gminami Górnośląsko-Zagłębiowskiej Metropolii (m.in. z Będzinem, Chorzowem, Czeladzią, Dąbrową Górniczą i Tarnowskimi Górami).
Początki sieci tramwajowej na Koszutce sięgają końca XIX wieku, kiedy to o koncesję na budowę wąskotorowej linii tramwaju parowego Królewska Huta – Dąb – Koszutka – Wełnowiec – Huta Laura wystąpiła berlińska spółka Kramer & Co. Wkrótce po uzyskaniu koncesji, 23 marca 1896 roku zrealizowano pierwszy odcinek, tj. Huta Marta (na wysokości obecnego ronda gen. Ziętka) – Huta Laura i oddano go do użytku 30 grudnia 1896 roku. Wkrótce linię tę zelektryfikowano.
W czasie II wojny światowej, w dniu 24 grudnia 1940 roku oddano do użytku po przebudowie na normalny tor linię na trasie Katowice – Koszutka – Dąb – Chorzów Rynek, zaś jesienią tego samego roku trwały prace nad przebudową linii do Siemianowic Śląskich, a linię tę w odcinku normalnotorowym otwarto 26 czerwca 1941 roku. Dalsze inwestycje na liniach tramwajowych trwały po II wojnie światowej. W 1964 roku wybudowano drugi tor pomiędzy centrum Katowic a pętlą Słoneczna wraz z samą pętlą tramwajową, zaś w latach 2000–2001 zmodernizowano przebiegającą przez Koszutkę trasę Katowice – Chorzów – Bytom.

## Architektura i urbanistyka

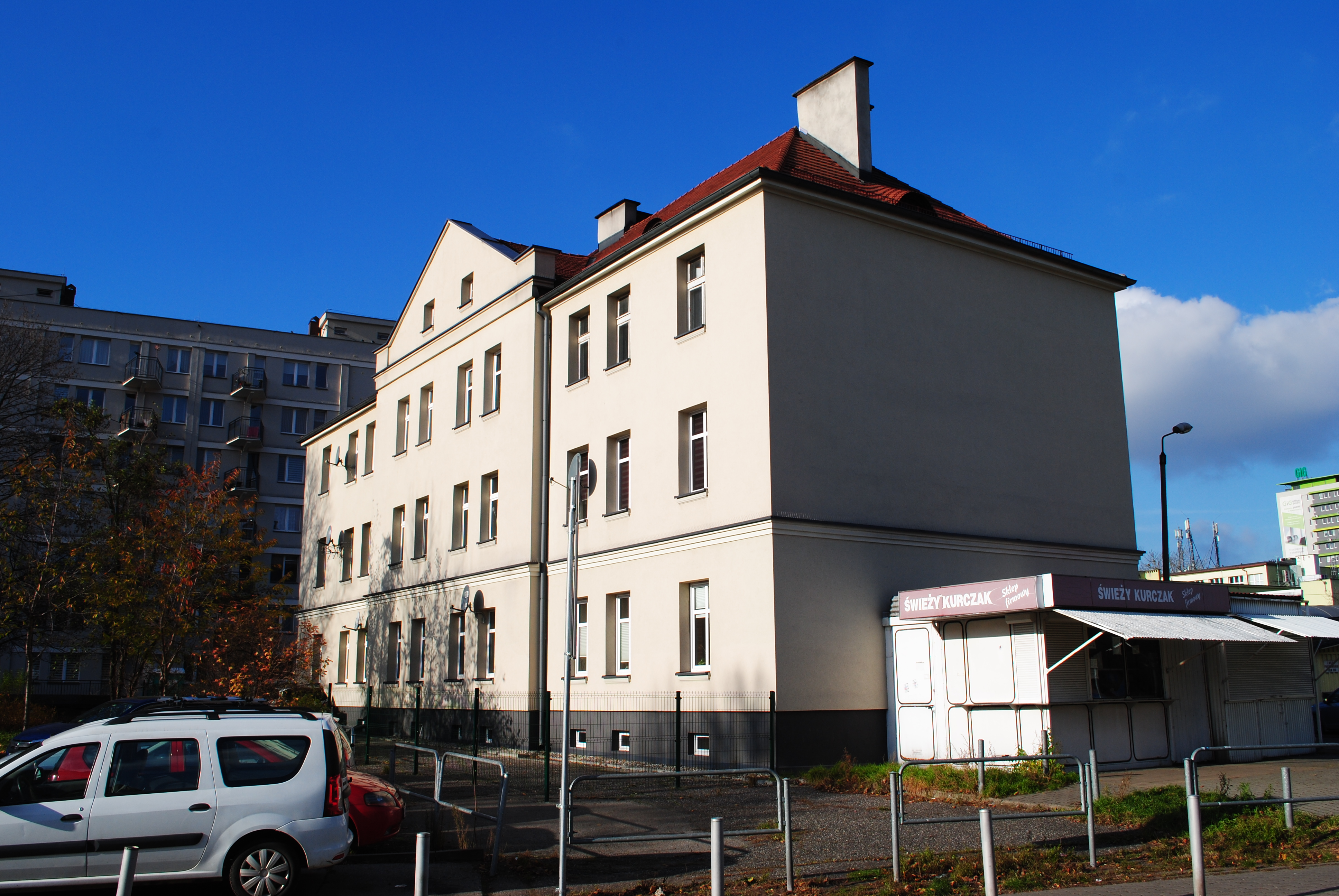
Budynek przy ulicy J. Ordona 8/8a z 1929 roku, wybudowany na zlecenie Dyrekcji Kolei Państwowych

Współczesna zabudowa, jak i cały układ urbanistyczny Koszutki w dużej mierze wykształcił się w XX wieku – przede wszystkim czasach Polski Ludowej. Znaczny rozwój architektoniczno-urbanistyczny Koszutki rozpoczął się jeszcze w XIX wieku dzięki rozwojowi przemysłu, lecz odbywał się on na ograniczonym obszarze. Współczesna dzielnica stała się wówczas terenem, na którym powstawały jednorodzinne domy robotnicze i familoki. Do czasów współczesnych nie przetrwał w granicach dzielnicy żaden budynek pochodzący sprzed 1922 roku.

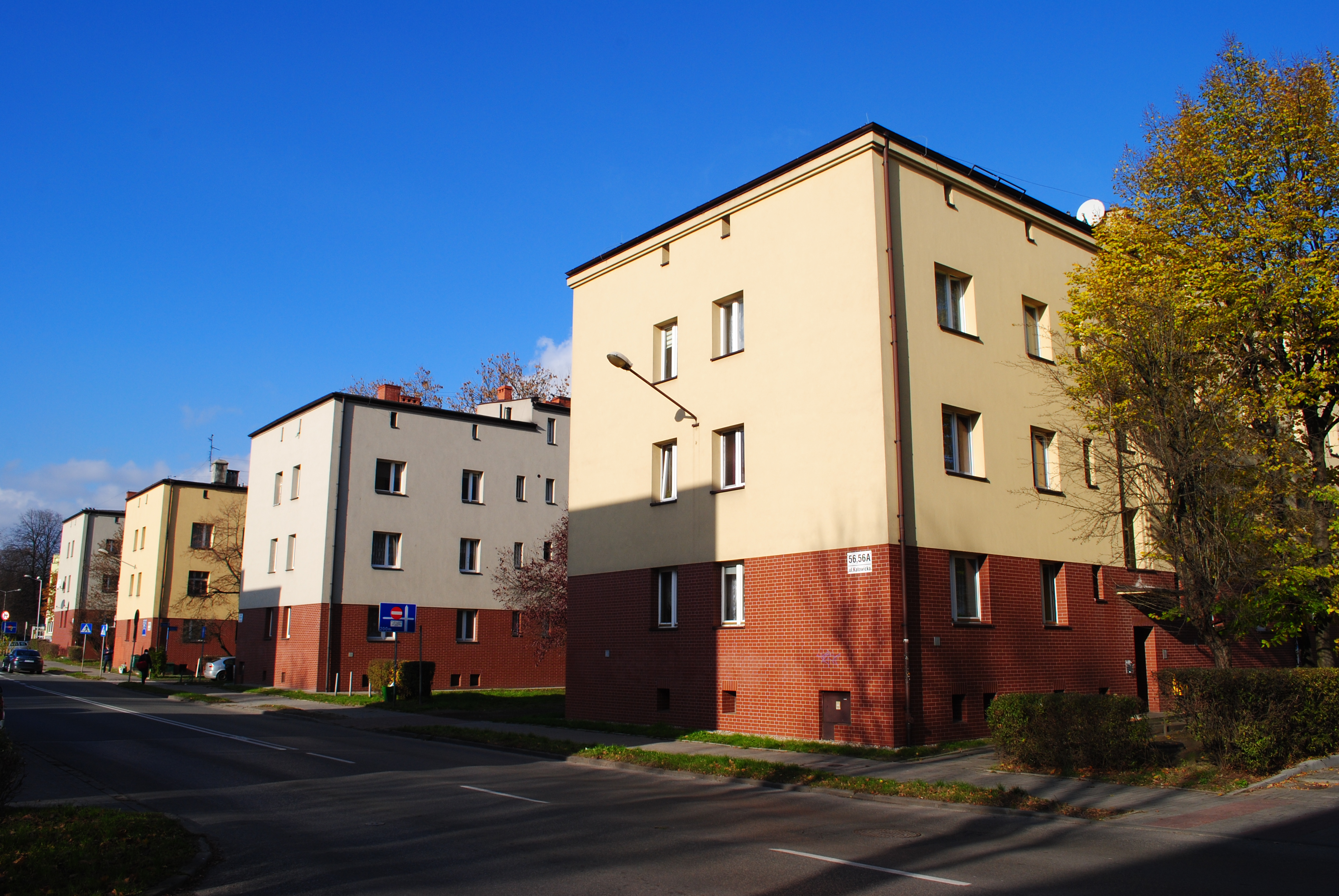
Zespół zabudowy przy ulicy Katowickiej na pograniczu Koszutki i Bogucic z lat 30. XX wieku

W latach 30. XX wieku powstała zabudowa przede wszystkim wschodniej część Koszutki. Jeszcze w 1929 roku został oddany do użytku budynek przy ulicy J. Ordona 8/8a. Jest to dom dla 12 rodzin wybudowany na zlecenie Dyrekcji Kolei Państwowych. Obok zaś znajdował się mniejszy budynek, wyburzony w latach 60. XX wieku. Do 1936 roku powstały bloki mieszkalne przy ulicy Katowickiej 31, 33, 35, 37 i 39 (razem 117 mieszkań) oraz bloki o nr. 56-58 i 60 (łącznie 72 mieszkania). Z okresu międzywojennego pochodzi także zabudowa wzdłuż alei W. Korfantego na wysokości skrzyżowania z ulicą Misjonarzy Oblatów MN. Wzniesiono także wiele domów mieszkalnych, a w ich architekturze zawarte są elementy kubizmu. Wille w stylu funkcjonalistycznym mieszczą się m.in. przy ulicy Misjonarzy Oblatów MN 5, 7, 9, 11, 17a, 20 i 21 i ulicy J. Ordona 1 (zapoczątkował on rozbudowę wzdłuż ulicy). Domy pochodzące z lat międzywojennych są położone także m.in. przy ulicy: K. Iłłakowiczówny 11, A. Górnika 2 i 8, Ks. kard. S. Wyszyńskiego 2 i 9, Topolowej 9 i 23, Klonowej 18, Wierzbowej 17 oraz Brzozowej 18.

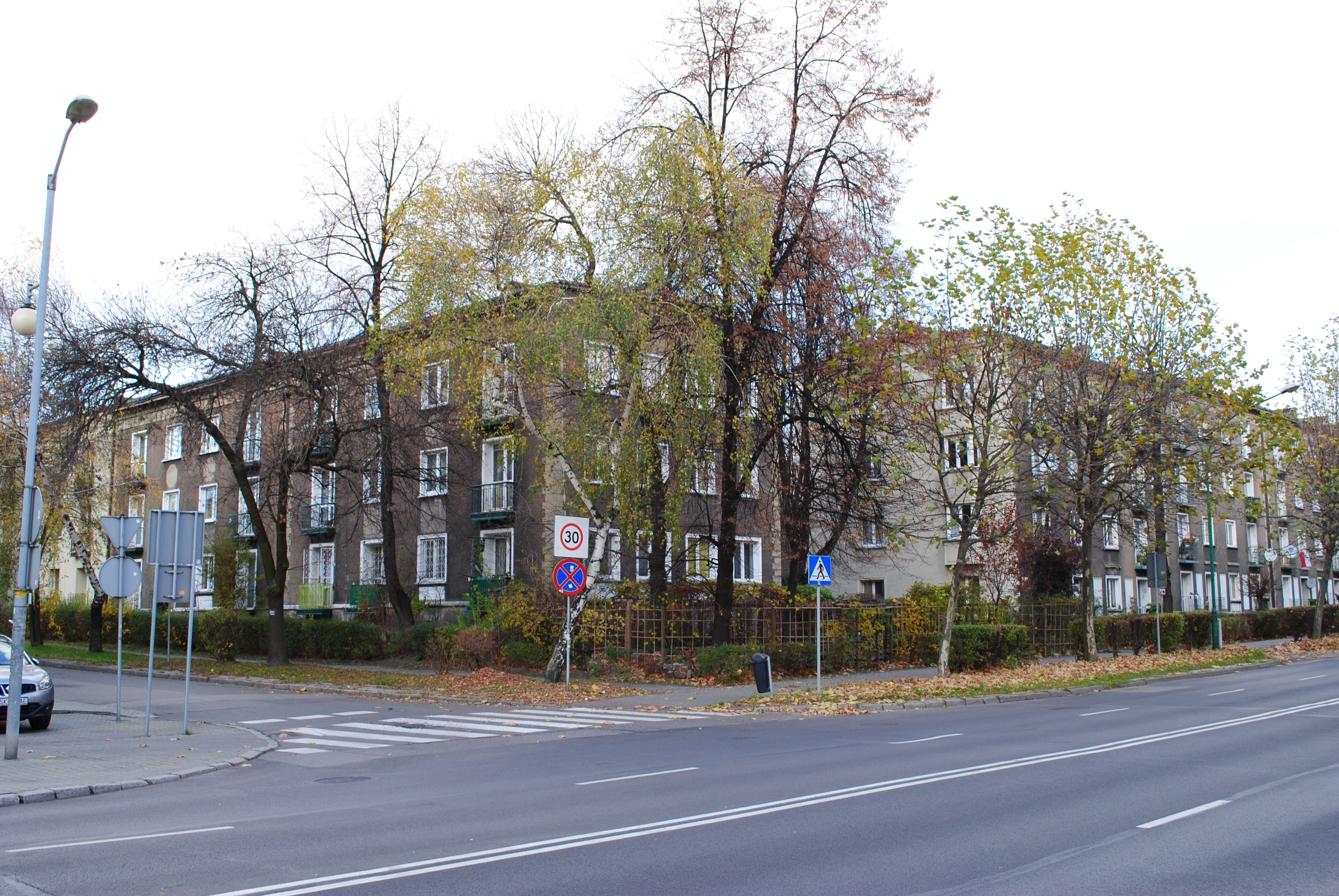
Fragment zabudowy d. osiedla J. Marchlewskiego – budynki na skrzyżowaniu ulic Sokolskiej i M. Grażyńskiego

Znaczny rozwój Koszutki nastąpił w latach 50., XX wieku, kiedy to powstało osiedle im. J. Marchlewskiego. Zostało ono wybudowane w miejscu dawnych baraków, wiejskich chat i familoków, a ostatnie relikty wiejskiej zabudowy Koszutki koncentrowały się w rejonie Rowu Wełnowieckiego. Osiedle J. Marchlewskiego obejmowało obszar 65,5 ha, a docelowo miało w nim zamieszkać 20 tysięcy osób. Zgodnie z postulatami socrealizmu, budowano budynki trzy- lub czterokondygnacyjne w obrzeżnych symetrycznych układach i z wewnętrznymi dziedzińcami, gdzie lokowano placówki oświatowo-wychowawcze. Formy architektoniczne nowych budynków były skromne i czasem nawiązywały w detalu bądź na elewacji do wzorów historycznych. Mieszkania na nowym osiedlu były zasadniczo zgodnie z ówczesnymi standardami. Każdy dom miał być wyposażony w centralne ogrzewanie, instalacje wodno-kanalizacyjną, gazową, elektryczną oraz w zbiorcze anteny, zaś w parterach projektowano pomieszczania na wózki dziecięce i rowery.

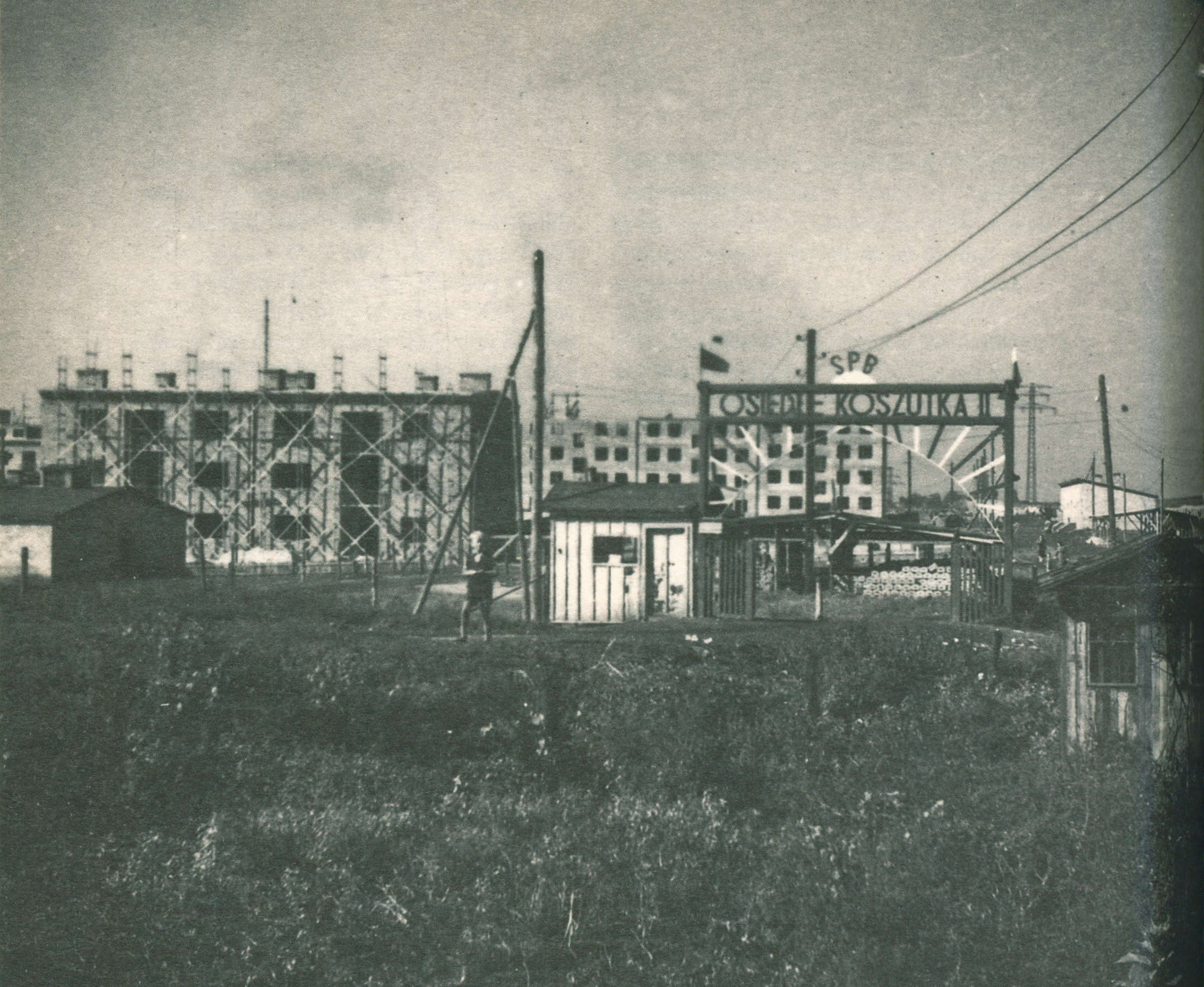
Budowa budynków „Koszutka II” na osiedlu J. Marchlewskiego; zdjęcie z około 1950 roku

W latach 1947–1948 (bądź w latach 1948–1949) wybudowano część osiedla zwaną „Koszutka I” zlokalizowaną na północ od dzisiejszej ulicy Misjonarzy Oblatów MN. Inwestorem osiedla był Centralny Zarząd Zakładu Osiedli Robotniczych w Warszawie, zaś bezpośrednim Dyrekcja Budowy Osiedli Robotniczych Katowice. Zasadniczą część osiedla J. Marchlewskiego, określoną jako „Koszutka II”, zaczęto realizować na przełomie lat 1949–1950. Była to część osiedla na południe od ulicy Misjonarzy Oblatów MN. Projekt architektoniczno-urbanistyczny „Koszutki II” opracował zespół warszawskiego „Miastoprojektu”. W skład Koszutki II wchodziło pięć kolonii. Kolonię 2-3 wraz z piętnastooddziałową szkołą, przedszkolem oraz żłobkiem zrealizowano w latach 1952–1953, kolonię nr 4 wraz z drugą szkołą, przedszkolem oraz żłobkiem w latach 1954–1955, zaś kolonię 5, składającą się z siedmiokondygnacyjnych budynków oraz z budynku mieszkalnego „Podkowa” w latach 1954–1955.

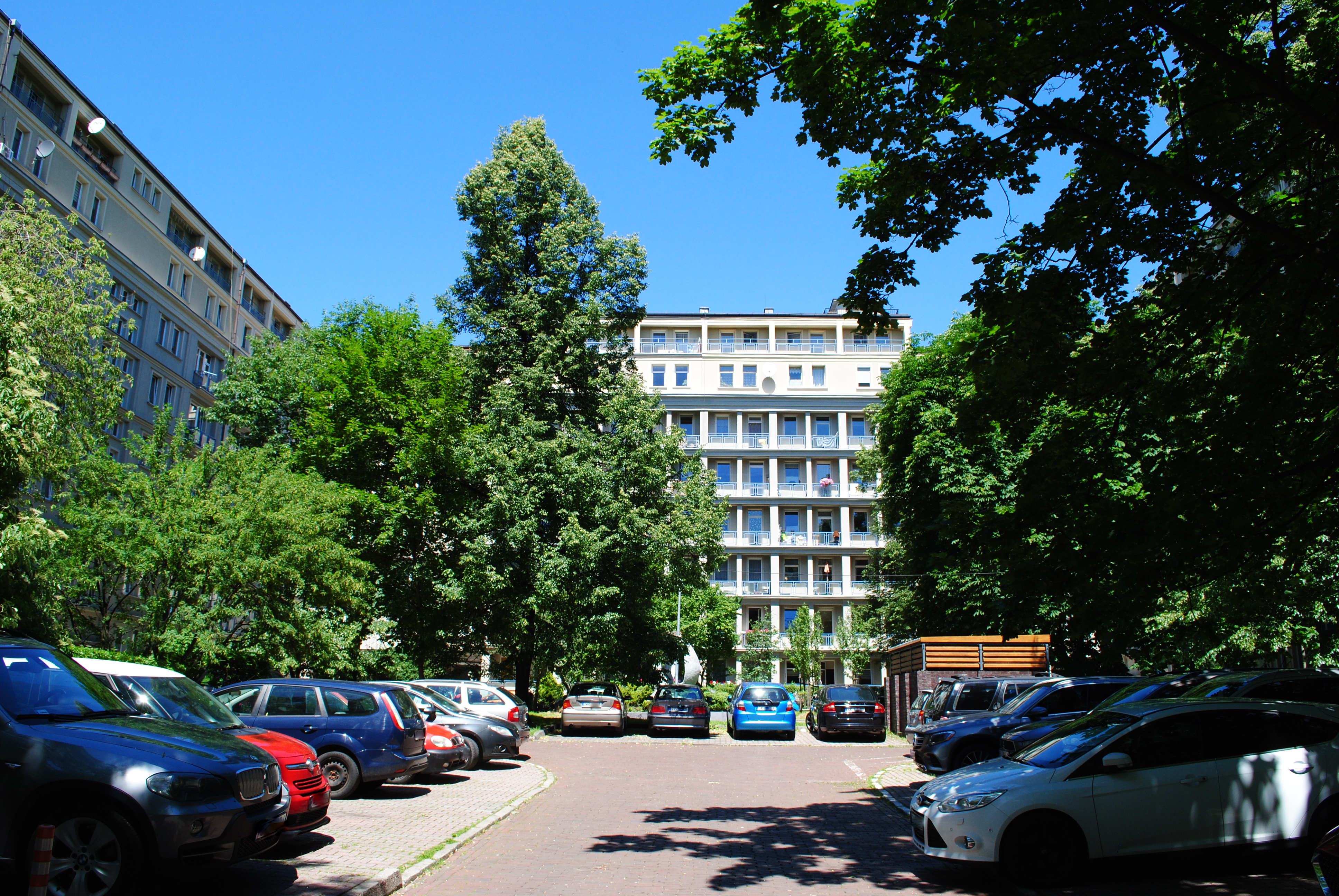
Budynek mieszkalny „Podkowa” (ulica S. Okrzei 1-15)

Budynek mieszkalny „Podkowa” wzniesiono przy ulicy S. Okrzei 1-15 w latach 1955–1958. Powstał on według projektu Włodzimierza Łubkowskiego na zlecenie Dyrekcji Budowy Osiedli Robotniczych. Gmach posiada osiem kondygnacji, został wybudowany na planie litery „U” z otwartą częścią w kierunku ulicy. Do czasu wzniesienia Superjednostki pozostawał on największym budynkiem mieszkalnym w Katowicach. Wewnętrzny dziedziniec „Podkowy” pozwolił na utworzeniu w nim oryginalnego podwórka. Na trawnikach ustawiono rzeźby, w tym nieistniejącą obecnie, przedstawiającą księżniczkę u stóp której zasiadł przemieniony w żabę książę.
W schyłkowym okresie socrealizmu kontynuowano rozbudowę Koszutki, lecz zaszła konieczność wykonania nowego planu zagospodarowania przestrzennego osiedla. Zadanie to powierzono zespołowi z katowickiego „Miastoprojektu” – głównym projektantem został Marian Skałkowski, zaś w zespole znaleźli się także Stanisław Kwaśniewicz i Mieczysław Król. Plan rozbudowy osiedla został opracowany w latach 1955–1956 i wyznaczył on kierunki rozbudowy Koszutki na następne lata. W nowym planie zagospodarowania zerwano z obrzeżną zabudową na rzecz luźnych układów, a w architekturze zamiast historyzowania stawiano na modernizm. Szczególną rolę w nowym planie zagospodarowania przestrzennego Koszutki miała być obecna aleja W. Korfantego. Projekt rozbudowy Koszutki objął następujące miejsca: ulica Chorzowska, ulica M. Grażyńskiego, aleja W. Korfantego, ulica B. Czerwińskiego, tereny na północ od ulicy G. Morcinka, kwartały pomiędzy ulicą Sokolską, ulicą Misjonarzy Oblatów MN a placem Grunwaldzkim, kwartały na południe od ulicy Katowickiej oraz rejony wzdłuż ulicy J.N. Stęślickiego.

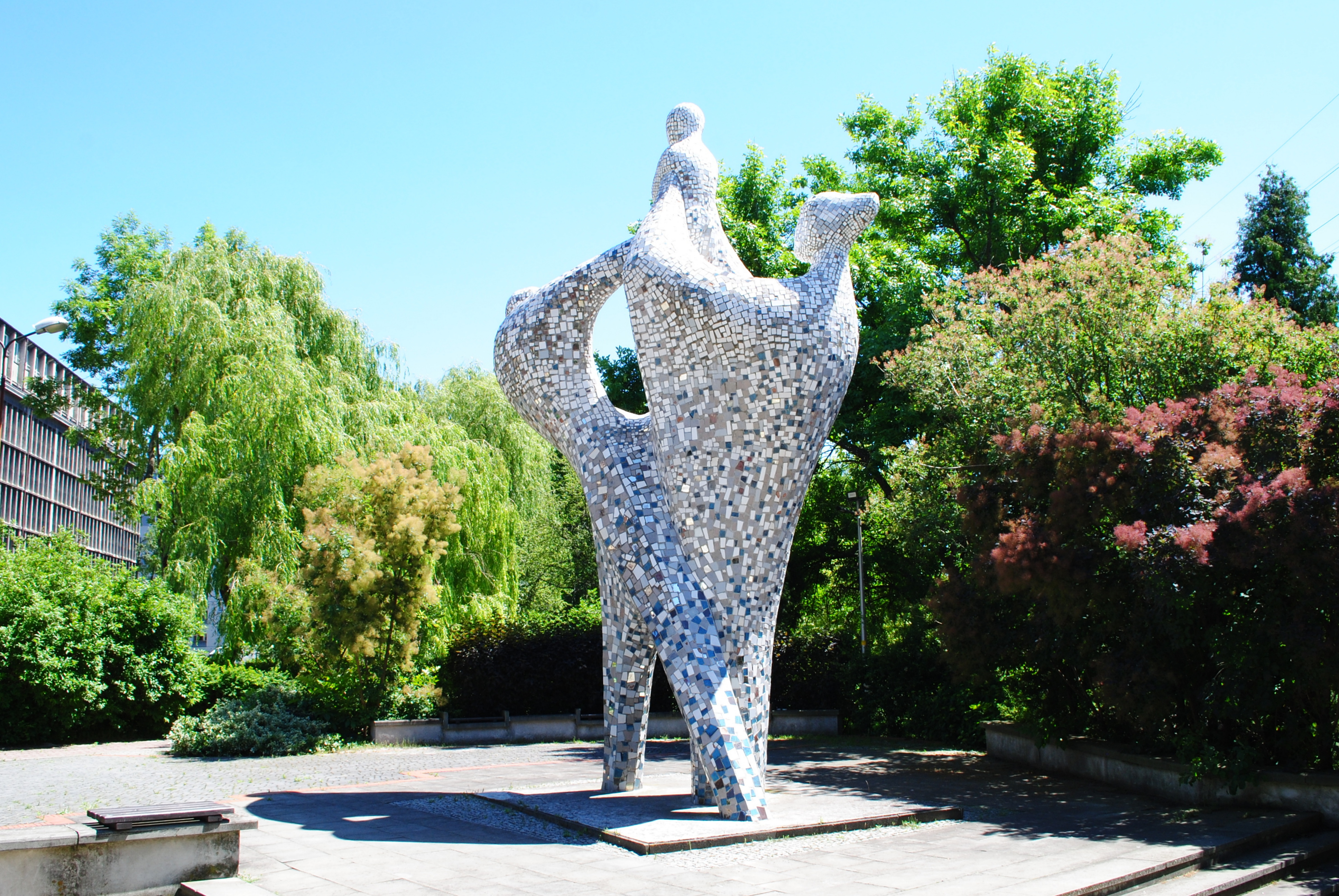
Rzeźba „Rodzina” autorstwa Jerzego Egona Kwiatkowskiego

Centralnym punktem osiedla J. Marchlewskiego stał się plac Grunwaldzki. Od północy otacza go gmach Biura Studiów i Projektów Przemysłu Węglowego, od wschodu „Galeriowiec”, zaś od zachodu gmach kina „Kosmos”. Plac ten w zachodniej jego części zdobi rzeźba „Rodzina” autorstwa Jerzego Egona Kwiatkowskiego, przedstawiająca dwie postacie trzymające dziecko. Plac w 2003 roku zmodernizowano według projektu Aliny i Andrzeja Grzybowskich, zaś rok później postawiono tutaj Galerię Artystów.

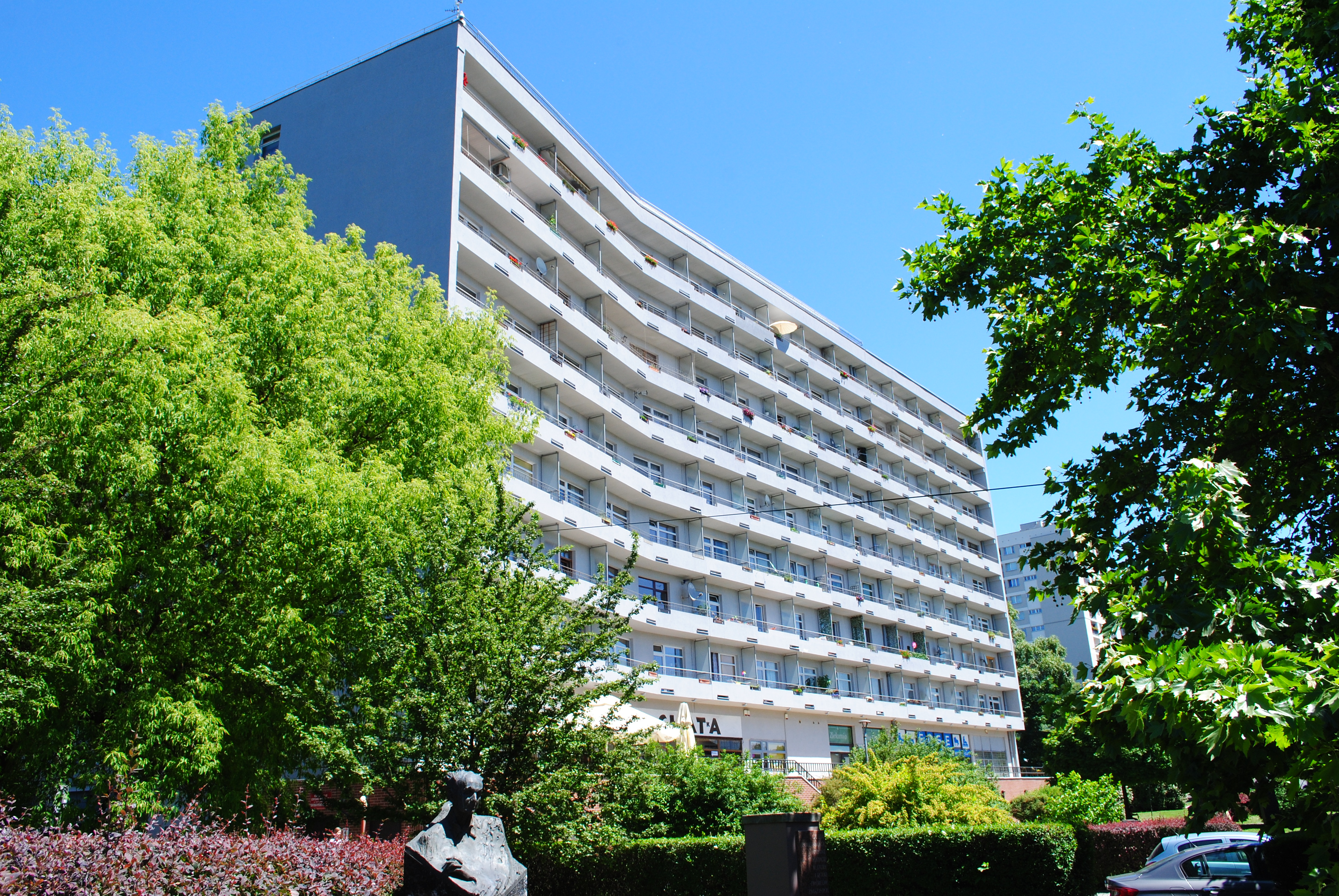
Budynek mieszkalny „Galeriowiec” (pl. Grunwaldzki 4)

Gmach Biura Studiów i Projektów Przemysłu Węglowego przy placu Grunwaldzkim 8, 10 i 12 powstał w latach 50. XX wieku w stylu konstruktywizmu według projektu Janusza Ballenstedta. Na początku lat 60. XX wieku został on nadbudowany o jedną kondygnację. Wzniesienie tego budynku obaliło mit o niemożności budowania w dzielnicy wysokich budynków z powodu szkód górniczych i braku dokładnych danych na temat koszutkowskich gruntów. Budynek mieszkalny, zwany „Galeriowcem”, znajdujący się przy placu Grunwaldzkim 4, powstał na początku lat 60. X wieku. Posiada on charakterystyczną bryłę ze złamaną fasadą od strony placu. W latach 1959–1965 przy ulicy Sokolskiej 66 wzniesiono gmach kina „Kosmos”. Został on zaprojektowany w stylu późnomodernistycznym według projektu Stanisława Kwaśniewicza i Juranda Jareckiego. Gmach ten w latach 2004–2006 przebudowano, zmieniając całkowicie bryłę gmachu.

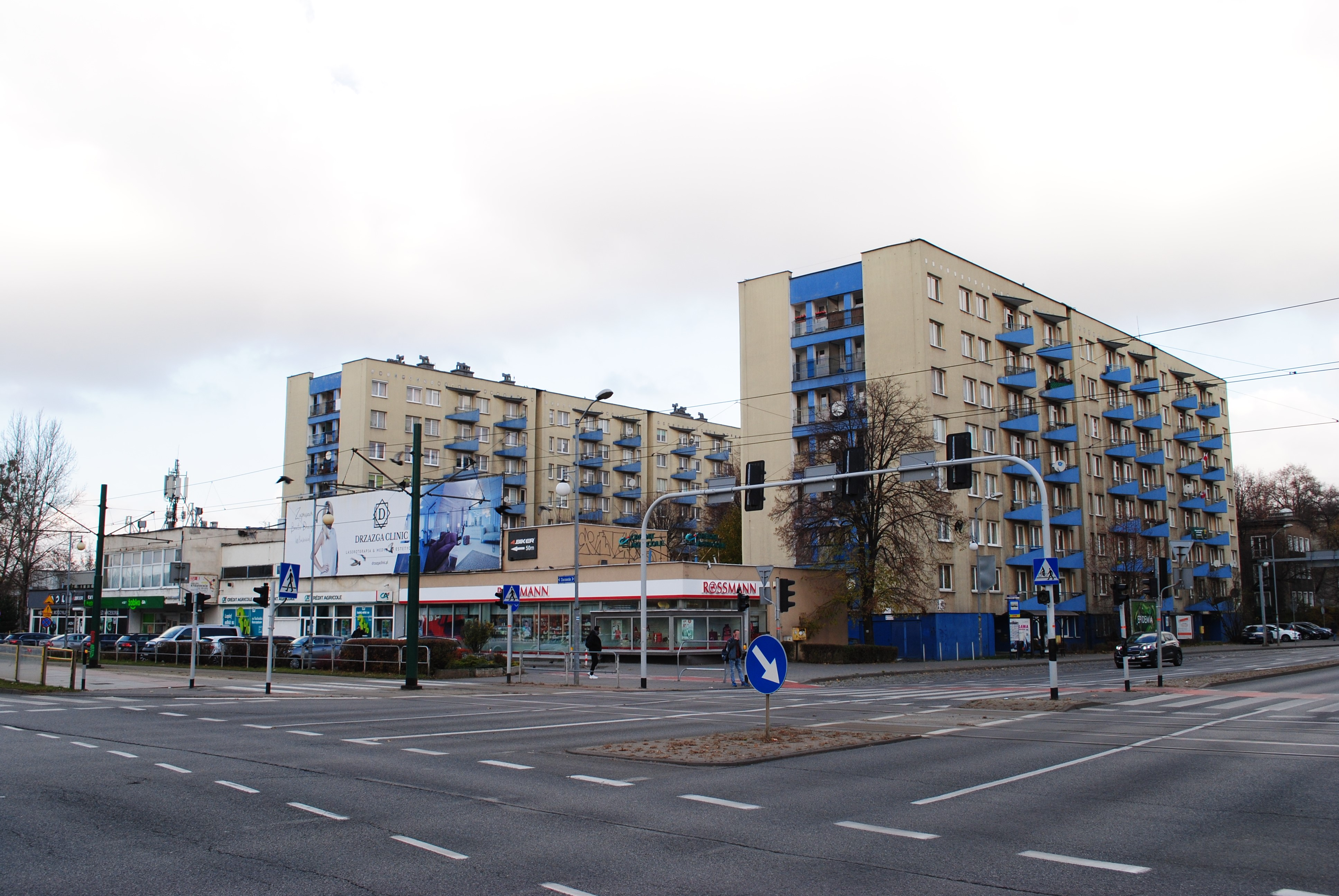
„Niebieskie Bloki” – zespół budynków przy ulicy Chorzowskiej

„Niebieskie Bloki” to zespół sześciu budynków mieszkalnych znajdujących się po wschodniej stronie ulicy Chorzowskiej, powstały w III etapie rozbudowy osiedla J. Marchlewskiego pod koniec lat 60. XX wieku według projektu Stanisława Kwaśniewicza. Nazwa kompleksu budynków wiąże się z kolorem farby, w jakim pierwotnie były pomalowane bloki. Jednym z bardziej charakterystycznych budynków na Koszutce jest blok mieszkalny przy alei W. Korfantego 57. Powstał on w 1962 roku według projektu Tadeusza Łobosa. Budynek posiada dziewięć kondygnacji, a jego charakterystyczną cechą są podcienia ze słupami w formie litery „V” oraz loggie na południowej elewacji.

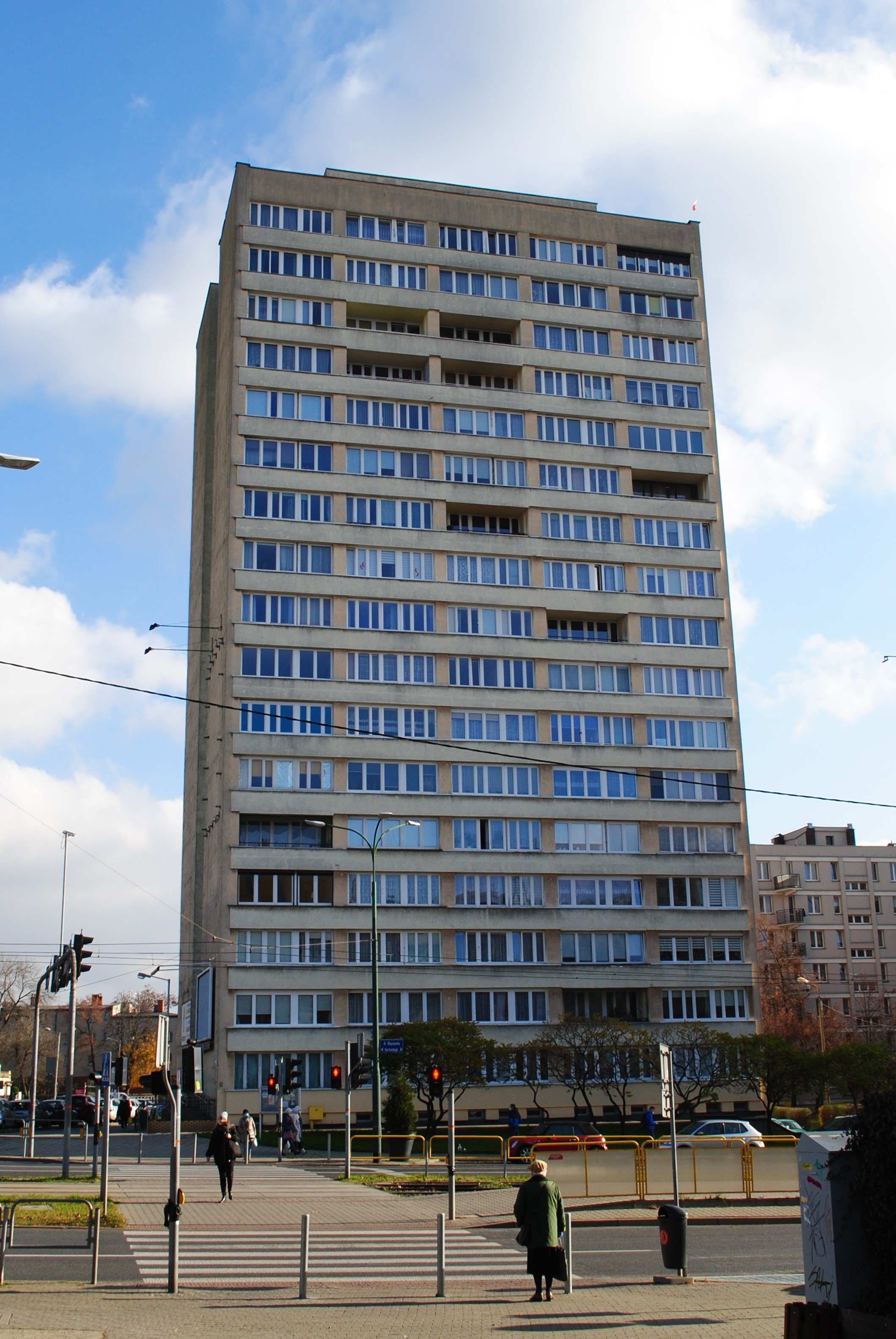
Wieżowiec „Górnik I”, położony przy ulicy Katowickiej 65

Na rogu współczesnej alei W. Korfantego i ulicy Katowickiej w ramach realizacji Bloku D stanął wieżowiec mieszkalny „Górnik I”. Był on budowany metodą ślizgową w latach 1964–1965, a powstał on dla pracowników kopalni „Staszic” z inicjatywy ministra górnictwa i energetyki Jana Mitręgi. Stanowi on adaptację prototypowego ślizgowca opracowanego dla warszawskiego osiedla Kępa Potocka. Poza Warszawą, identyczny budynek stanął w Sosnowcu przy ulicy Ostrogórskiej.
W 1964 roku w miejscu po zabudowaniach „Dworu Marii” rozpoczęto realizację Wojewódzkiej Hali Widowiskowo-Sportowej „Spodek”. Halę zaprojektowało warszawskie Biuro Studiów i Projektów Typowych Budownictwa Przemysłowego, a jej głównymi projektantami zostali Maciej Gintowt i Maciej Krasiński. Hala posiada kubaturę 338 732 m³ i 9351 stałych miejsc siedzących. Obok hali wybudowano hotel sportowy, lodowisko oraz salę gimnastyczną. Kompleks ten został uroczyście otwarty 8 maja 1971 roku. W latach 2009–2011 „Spodek” przeszedł kompleksową renowację.

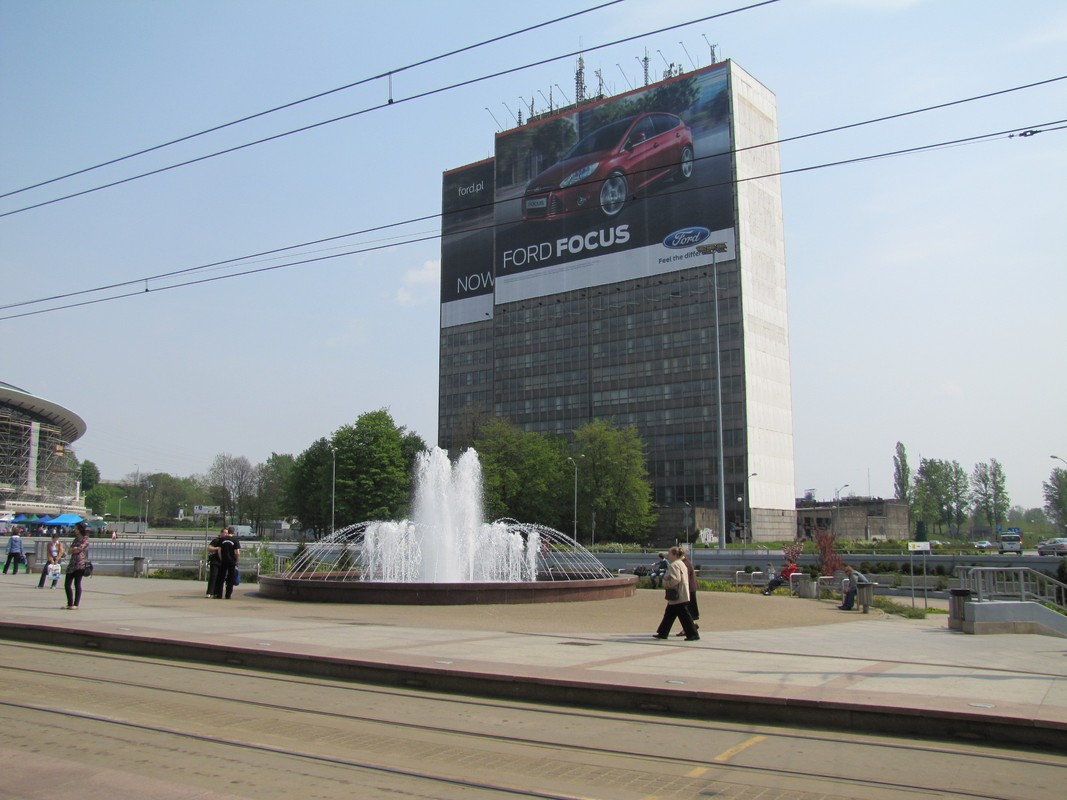
Powstały w latach 1965–1972, nieistniejący współcześnie biurowiec Śląskiej Dyrekcji Okręgowej Kolei Państwowych, położony wówczas przy alei W. Roździeńskiego 1

W latach 1965–1972 roku przy alei W. Roździeńskiego 1 wzniesiono biurowiec Śląskiej Dyrekcji Okręgowej Kolei Państwowych, wybudowanego według projektu Jerzego Gottfrieda. Wieżowiec został w całości oddany do użytku w 1974 roku w sąsiedztwie hali „Spodek”. Posiadał on 18 kondygnacji, a jego wysokość sięgała 80 metrów. Rozbiórkę wieżowca rozpoczęto w grudniu 2014 roku.
Rozbudowana w latach 50. i 60. XX wieku Koszutka stała się wzorem dla nowych rozwiązań nie tylko w Katowicach, ale i dla całego województwa katowickiego. Wynikało to z opracowaniu dla całej dzielnicy całościowego planu urbanistycznego już na początku realizacji rozbudowy, a przy późniejszemu projektowaniu konkretnych budynków prace powierzono tym samym architektom, którzy opracowywali plan ogólny osiedla. Dodatkowo umiejętnie wykorzystano ukształtowanie terenu do zaakcentowania najważniejszych budynków, w tym wieżowca „Górnik I”, hali „Spodek” czy kina „Kosmos”. Architektura i urbanistyka osiedla Koszutka w pewnym stopniu stanowi realizację idei światowego modernizmu zawartych m.in. w Karcie Ateńskiej, choć nie zawsze się to udawało, gdyż wiele mieszkań zlokalizowano wzdłuż ruchliwych ulic i skrzyżowań, a także problemem na owe czasy było zanieczyszczenie powietrza.

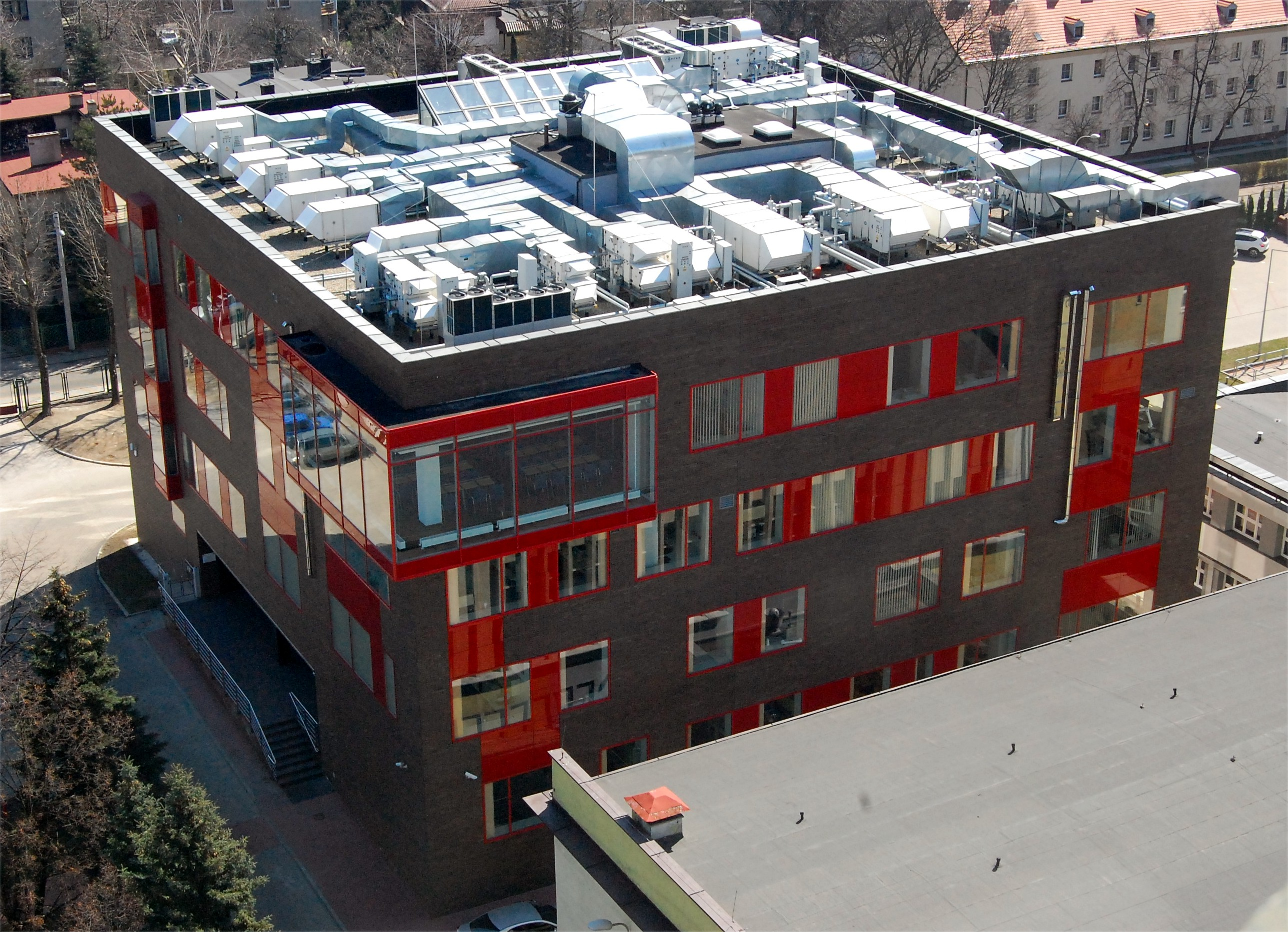
Budynek Centrum Czystych Technologii Węglowych, otwarty w maju 2013 roku

Przy placu Gwarków, pod adresem al. W. Korfantego 79 w 1971 roku oddano do użytku wieżowiec GIG-u o wysokości do dachu wynoszącej 56 m. Budynek ten powstał według projektu Z. Fagasa i W. Górskiego. W latach 80. XX wieku na Koszutce powstawały niskie budynki wielorodzinne, sięgające maksymalnie do czterech kondygnacji. W tym okresie powstało także osiedle domów szeregowych w rejonie ulic Osikowej i Cedrowej.
Po 1989 roku budowano pojedyncze budynki rozlokowane w różnych miejscach dzielnicy, w tym domy jednorodzinne we wschodniej części dzielnicy. W latach 1994–1999 wybudowano kościół Najświętszego Serca Pana Jezusa, powstały według projektu Tadeusza Czerwińskiego i Jana Muszyńskiego. Architekci wpisali nową bryłę kościoła w starszy kompleks klasztorny a niska, pawilonowa architektura świątyni o miękko zarysowanym łuku fasady swoją szklano-betonową formę wpisuje się w sąsiadującą zabudowę dzielnicy. W 2000 roku powstały gmachy przy ulicy Katowickiej 61 i alei W. Korfantego 56, 101 i 108. W 2007 roku wybudowano budynek przy ulicy Grabowej 1, zaś w 2011 roku obiekt przy ulicy Brzozowej 54. W latach 2010–2011 przy alei W. Korfantego trwała budowa gmachu Centrum Czystych Technologii Węglowych – pięciokondygnacyjną budowlę ukończono w październiku 2011 roku. Oficjalne otwarcie ośrodka badawczego CCTW nastąpiło w połowie maja 2013 roku.

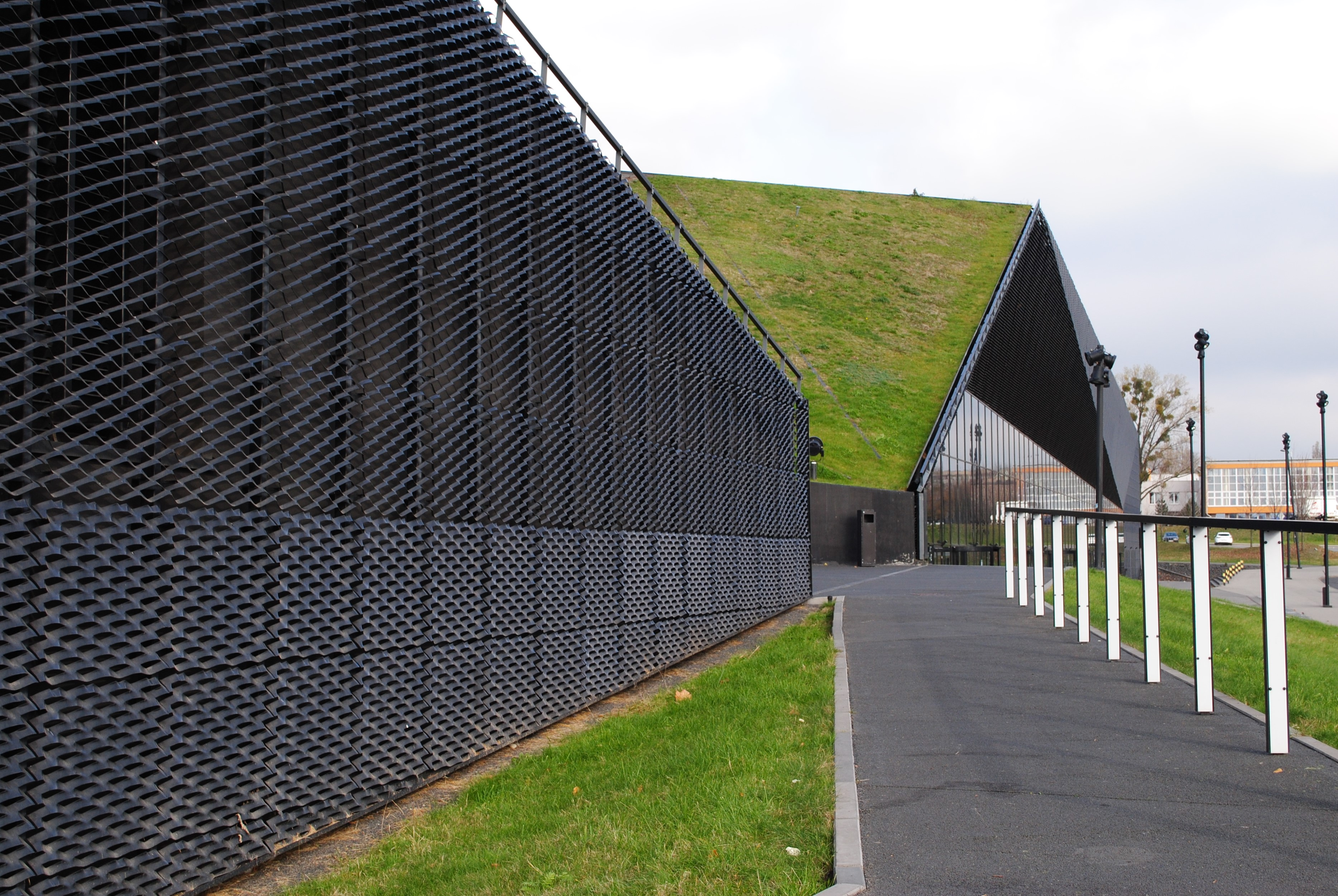
Budynek Międzynarodowego Centrum Kongresowego w Katowicach (pl. Sławika i Antalla 1)

Na pograniczu Bogucic i Koszutki w latach 2010–2015 roku powstała Stefa Kultury, czyli zespół dużych obiektów wypełniająca tereny dawnej kopalni „Katowice”. Na pohutniczym terenie w granicach Koszutki powstało Międzynarodowe Centrum Kongresowe. Gmach ten ze sporym opóźnieniem oddano do użytku w połowie 2015 roku. Za projekt gmachu odpowiada pracownia architektoniczna JEMS Architekci. Gmach ten zaprojektowano w formie prostopadłościanu, zaś na środku bryły urządzono ogród i przejście pomiędzy „Spodkiem” a pozostałą częścią Strefy Kultury.

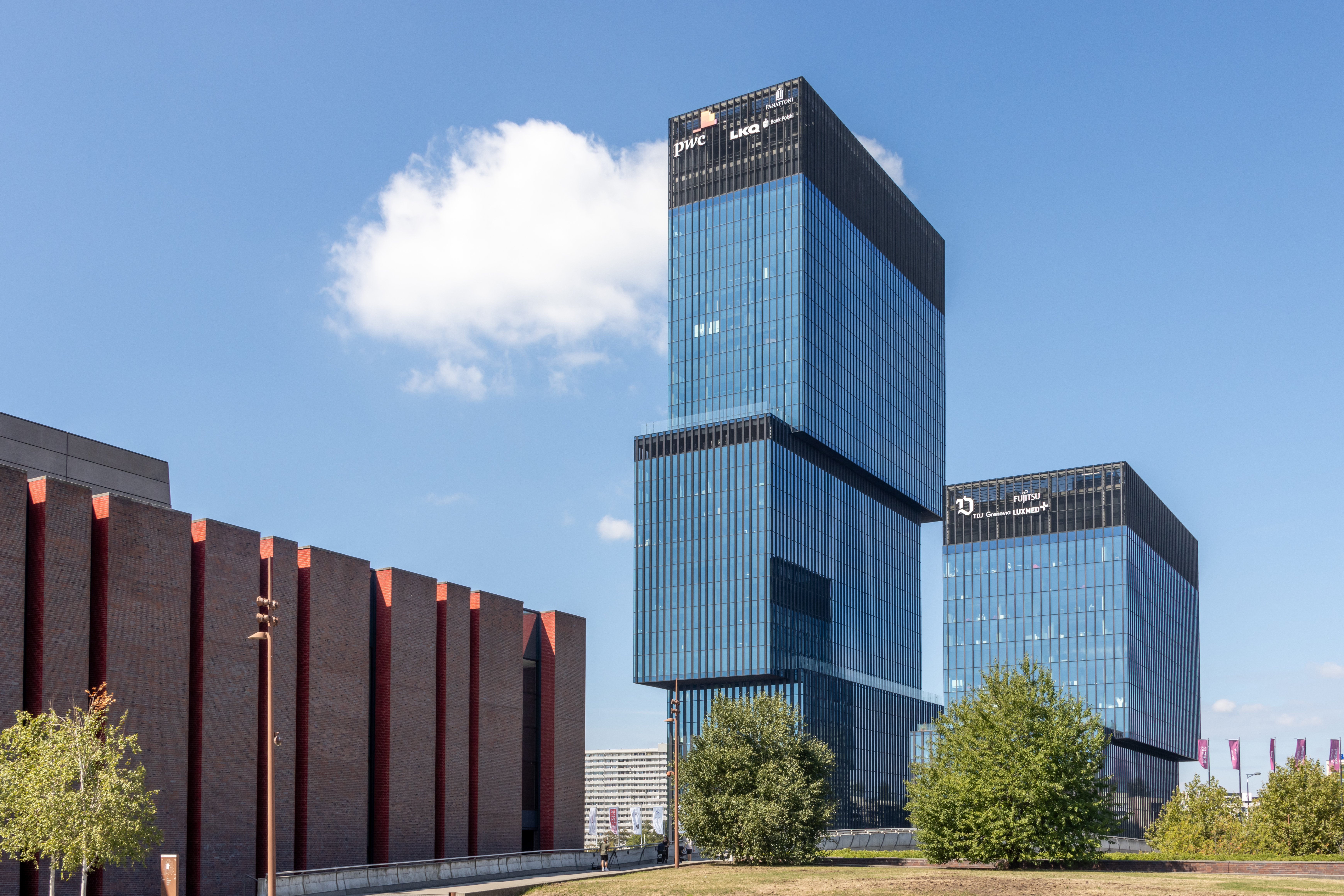
Kompleks wieżowców .KTW wybudowany w latach 2016–2022

W dniu 21 marca 2015 roku odsłonięto na przedpolu Międzynarodowego Centrum Kongresowego pomnik Henryka Sławika i Józsefa Antalla seniora. W uroczystości odsłonięcia monumentu, w ramach obchodów Dnia Przyjaźni Polsko-Węgierskiej, brali udział dotychczasowi prezydenci obydwu krajów: Bronisław Komorowski i János Áder. Autorami koncepcji pomnika są Jan Kuka i Michał Dąbek.
W miejscu biurowca DOKP w latach 2016–2018 wzniesiono wieżowiec .KTW I, zaś listopadzie 2019 roku w sąsiedztwie .KTW I rozpoczęto realizację budynku .KTW II. W dniu 11 lutego 2022 roku .KTW II uzyskał pozwolenie na użytkowanie, a tym samym stał się najwyższym budynkiem biurowym zarówno Katowic, jak i całej Górnośląsko-Zagłębiowskiej Metropolii
Na skwerze Hippokratesa, w pobliżu Domu Lekarza w dniu 25 października 2017 roku zostało odsłonięte popiersie Hippokratesa, będące pierwszym w Polsce monumentem przedstawiającym tę osobę. Sam zaś skwer ustanowiono 24 maja 2018 roku.

### Pomniki i tablice pamiątkowe

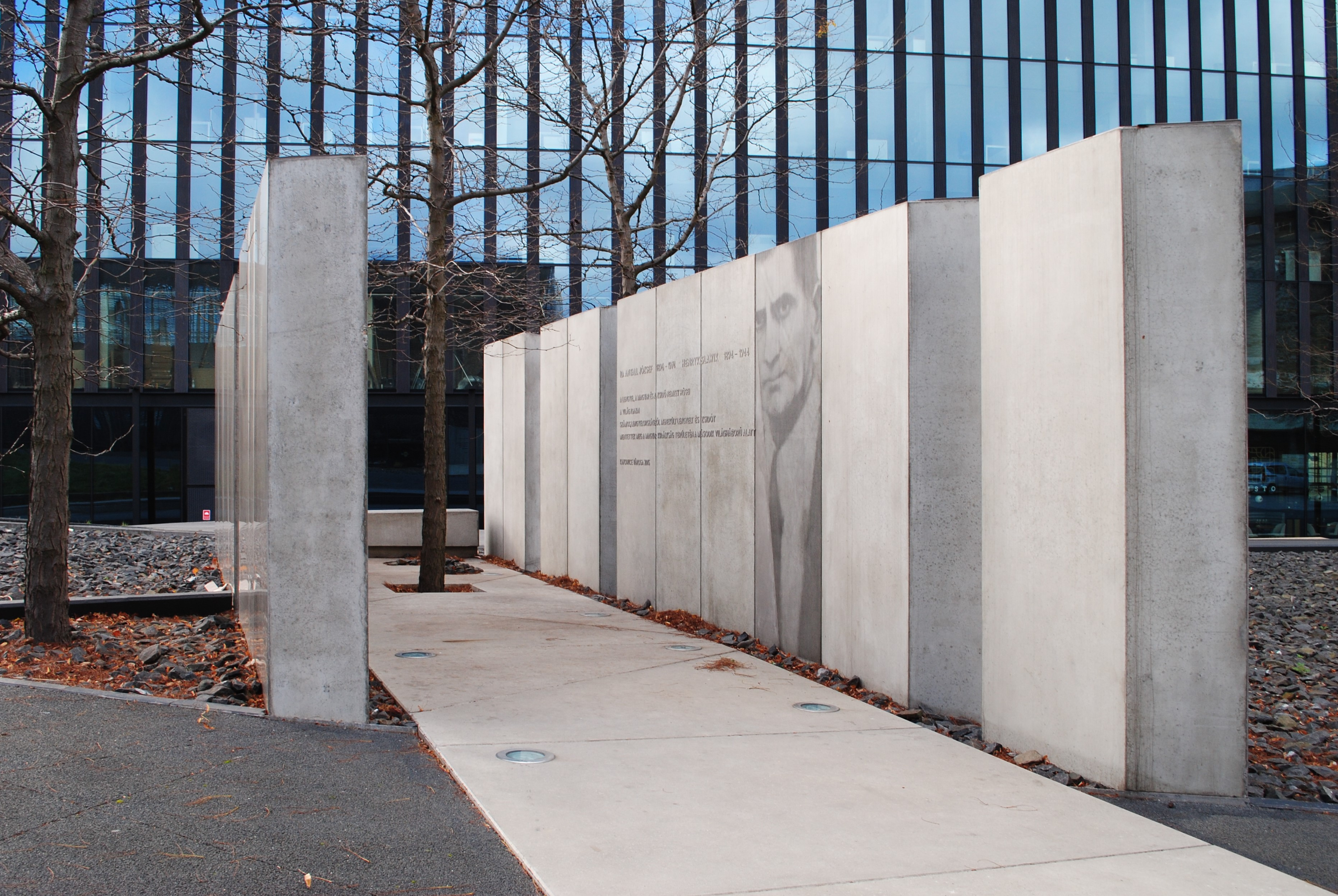
Pomnik Henryka Sławika i Józsefa Antalla seniora (pl. Sławika i Antalla)

- Galeria Artystów (pl. Grunwaldzki)[207],
- Pomnik „Rodzina” (pl. Grunwaldzki)[188],
- Pomnik Henryka Sławika i Józsefa Antalla seniora (plac Sławika i Antalla)[205],
- Popiersie Hippokratesa (skw. Hippokratesa)[129].

### Zagospodarowanie przestrzenne
W jednostce urbanistycznej Koszutka-Wełnowiec największy udział mają: tereny zabudowy mieszkaniowej wielorodzinnej (20,58 ha; 14,29% terenów jednostki), tereny usług (31,80 ha; 14,86%), tereny produkcyjno-usługowe (23,16 ha; 10,82%), tereny komunikacji (24,82 ha; 11,6%), wolne tereny budowlane (31,71 ha; 14,81%), tereny zieleni urządzonej (23,21 ha; 10,84%) i nieużytki (26,93 ha; 12,58%). Brak jest tutaj terenów infrastruktury technicznej, terenów rolnych i lasów. Udział terenów usług w obszarze samej Koszutki jest stosunkowo duży w skali Katowic i wynosi około 25%.
Udział powierzchni zabudowanej w powierzchni terenu na Koszutce w 2007 roku wynosił 29% i był niewiele wyższy od tego wskaźnika w skali całych Katowic – 23%. Wskaźnik intensywności zabudowy w tym czasie był znacznie większy aniżeli dla całych Katowic (0,49) i oscylował na poziomie 0,83. Średnia ważona liczby kondygnacji zaś wynosi 2,86.
W lipcu 2009 roku tereny jednostki urbanistycznej Koszutka-Wełnowiec w 37,97% powierzchni terenu była objęta przepisami miejscowych planów zagospodarowania przestrzennego.
Na terenie Koszutki występują następujące strefy ochrony konserwatorskiej bądź obszary postulowane do ochrony:
- Zespoły zabudowy mieszkaniowej i mieszanej z lat 30. XX wieku i cenny socrealizm[212],
- Regularny zespół zabudowy z lat 30. XX wieku, na który składa się: osiedle domów jednorodzinnych, bloki mieszkalne i obiekty usługowe[212].

## Oświata

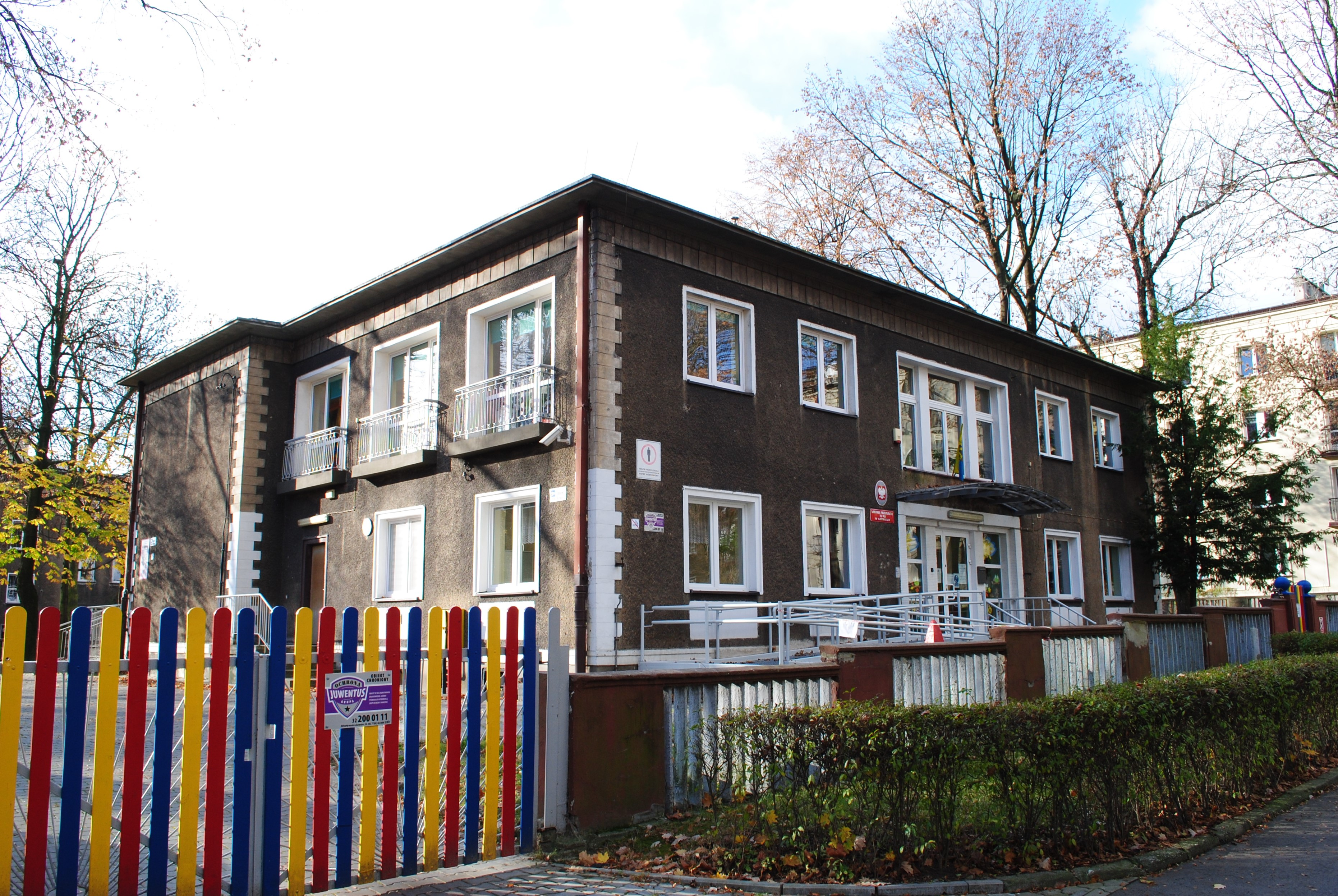
Gmach Miejskiego Przedszkola nr 48 w Katowicach (ul. Sokolska 56a)

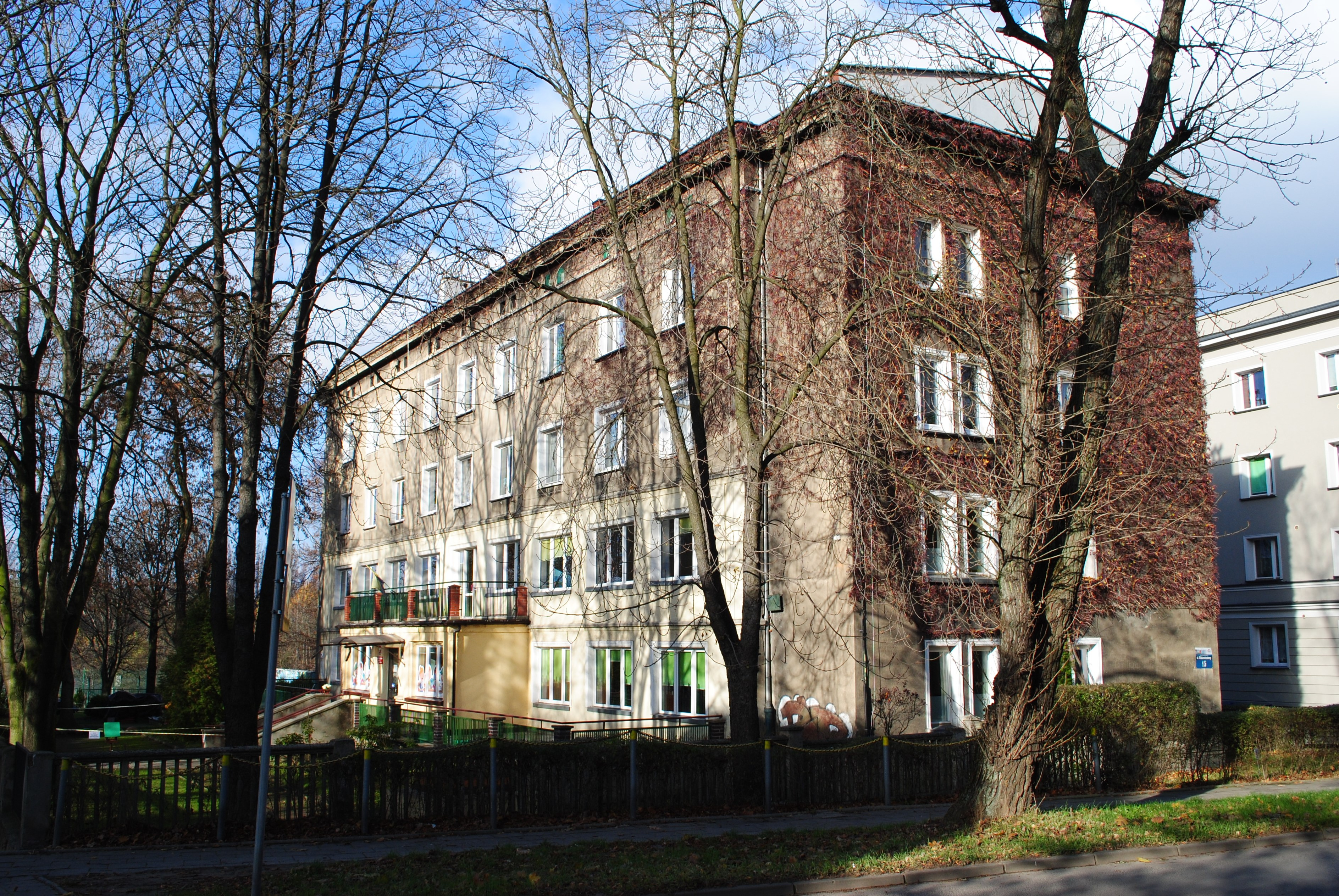
Siedziba Miejskiego Przedszkola nr 52 w Katowicach (ul. K. Iłłakowiczówny 15)

W czerwcu 2022 roku na obszarze Koszutki funkcjonowały następujące placówki oświatowe:
1. Żłobki:
  - Żłobek Miejski w Katowicach. Oddział Żłobka Miejskiego (ul. J. Ordona 3a)[213],
  - Żłobek „Misiowy Zakątek” (ul. Grabowa 2)[214],
2. Przedszkola:
  - Miejskie Przedszkole nr 14 w Katowicach (ul. kard. S. Wyszyńskiego 16a)[215],
  - Miejskie Przedszkole nr 48 w Katowicach (ul. Sokolska 56a)[216],
  - Miejskie Przedszkole nr 52 w Katowicach (ul. K. Iłłakowiczówny 15)[217],
  - Społeczne Przedszkole Artystyczne Fundacji im. Krystyny Rudkowskiej (ul. M. Grażyńskiego 47)[218],
3. Szkoły podstawowe:
  - Szkoła Podstawowa nr 36 im. Krzysztofa Kamila Baczyńskiego w Katowicach (ul. K. Iłłakowiczówny 13)[219],
  - Szkoła Podstawowa nr 62 im. Józefa Kocurka w Katowicach (ul. J. Ordona 3d)[220],
4. Szkoły średnie:
  - IV Liceum Ogólnokształcące im. gen. Stanisława Maczka w Katowicach (ul. Katowicka 54)[221],
5. Zespoły szkół:
  - Zespół Szkolno-Przedszkolny dla Dzieci Niesłyszących i Słabo Słyszących w Katowicach (ul. M. Grażyńskiego 17)[222],
6. Uczelnie wyższe:
  - Uniwersytet Śląski w Katowicach. Wydział Nauk Społecznych (ul. M. Grażyńskiego 53; jedna z dwóch siedzib)[223].

Koszutka jest także siedzibą kilku prywatnych szkół różnego typu. Wśród nic są to: Akademia Podologii (ul. G. Morcinka 25), Szkoły Artystyczne ROE – Regionalny Ośrodek Edukacji (ul. B. Czerwińskiego 6) oraz szkoły nauki języków obcych i tańca.

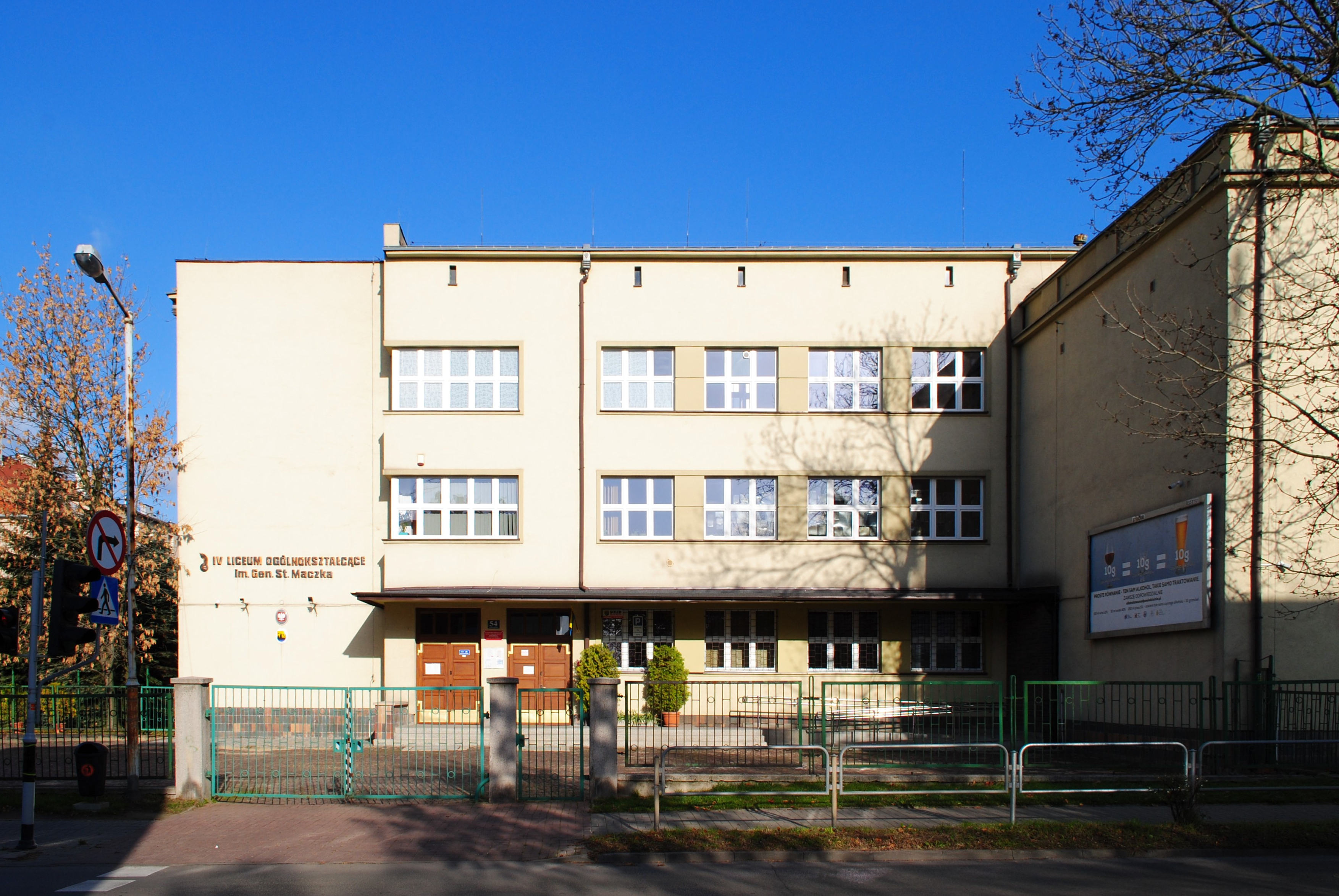
Siedziba IV Liceum Ogólnokształcącego im. gen. Stanisława Maczka w Katowicach (ul. Katowicka 54), znajdująca się w budynku z 1938 roku

Pierwsza szkoła na terenie Koszutki powstała jeszcze w latach międzywojennych. Rada Miasta Katowice na mocy uchwały z 1936 roku postanowiła o budowie nowej szkoły powszechnej na terenie współczesnej Koszutki. We wrześniu 1938 roku oddano do użytku gmach szkoły w stylu funkcjonalizmu, znajdującym się przy ulicy Katowickiej 54. Szkołę w czasach niemieckiej okupacji 1 lutego 1940 roku przekształcono w niemiecki szpital polowy. W marcu 1945 roku budynek ponownie pełnił funkcje oświatowe i do kwietnia 1947 roku działała w nim jedynie szkoła podstawowa. Od 1 września 1947 roku władze oświatowe podniosły stopień organizacyjny szkoły, tworząc z biegiem lat czteroklasowe liceum. W 1951 roku szkoła posiadała 19 oddziałów podstawowych i 5 licealnych. W dniu 15 listopada 1951 roku Wydział Oświaty Wojewódzkiej Rady Narodowej wydzielił osobną szkołę licealną (nr 11) i podstawową (nr 33).

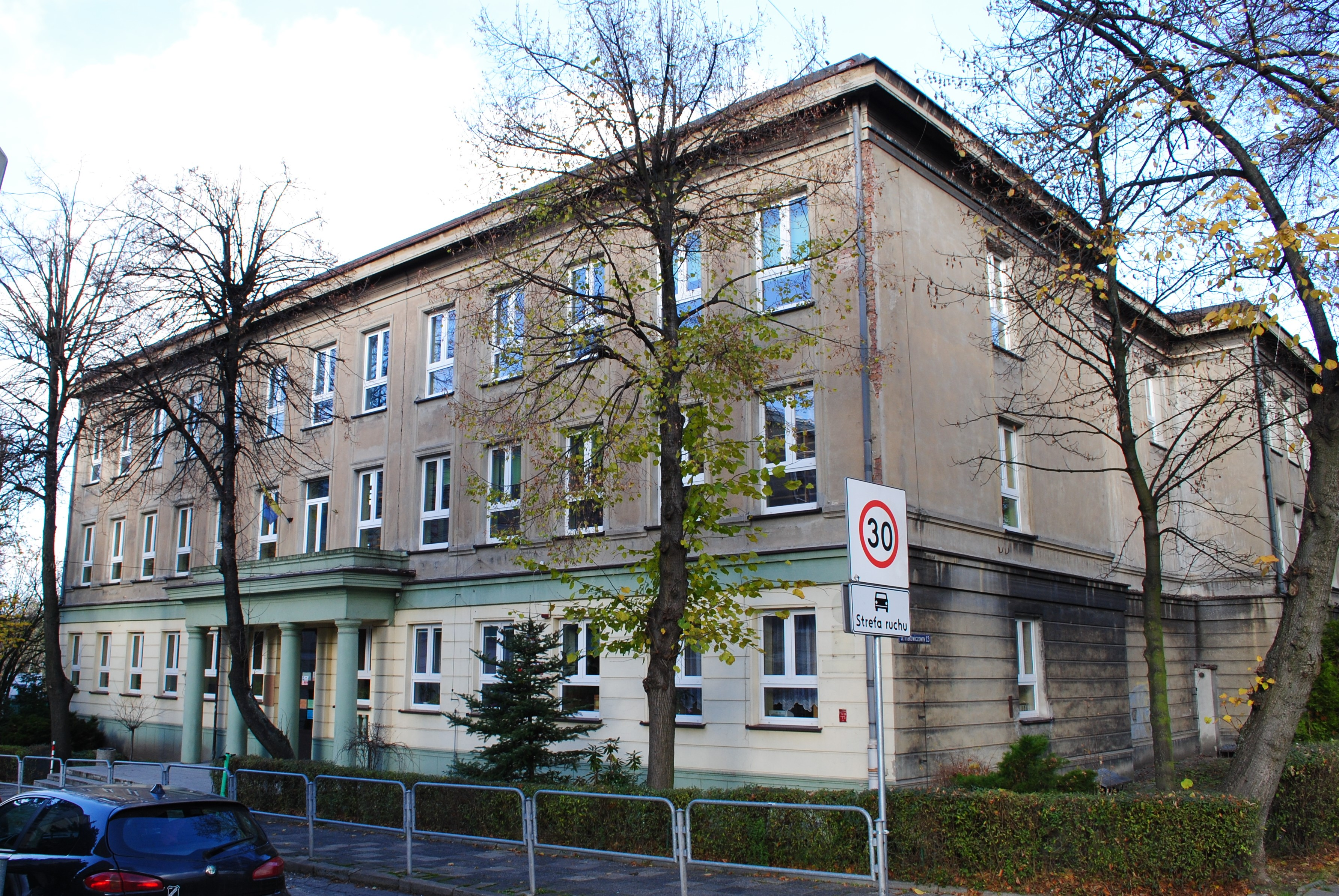
Gmach Szkoły Podstawowej nr 36 im. Krzysztofa Kamila Baczyńskiego w Katowicach (ul. K. Iłłakowiczówny 13)

W 1953 roku oddano do użytku gmach Miejskiego Przedszkola nr 48 przy ulicy Sokolskiej 56a. Rok później, w dniu 6 września 1954 roku nastąpiło uroczyste otwarcie Szkoły Podstawowej nr 36. W roku szkolnym 1960/1961 szkoła liczyła rekordowe 1502 uczniów, w których nauczało łącznie 40 nauczycieli. W 1961 roku szkoła uległa zmniejszeniu, gdyż część uczniów przeniesiono do szkół podstawowych nr 57 i 59.
W 1955 roku na terenie osiedla J. Marchlewskiego na Koszutce powołano Liceum Ogólnokształcące Towarzystwa Przyjaciół Dzieci przy IX Szkole Podstawowej. Gmach szkoły znajdował się przy dzisiejszej ulicy M. Grażyńskiego 53. W roku szkolnym 1956/1957 szkołę przemianowano na Szkołę Podstawową i Liceum Ogólnokształcące nr 5 w Katowicach. W 1961 roku liceum przeniosło swoją siedzibę do gmachu przy ulicy M. Grażyńskiego 17, zaś od 1967 roku Liceum Ogólnokształcącemu im. Jana Kawalca nadano numer IX. Od września 1986 roku obecne IX Liceum Ogólnokształcące im. Henryka Sienkiewicza swoją siedzibę ma na terenie osiedla Tysiąclecia.
W 1959 roku Ministerstwo Oświaty wydało zarządzenie w sprawie współdziałania szkół i innych tego typu placówek ze Związkiem Harcerstwa Polskiego. Pierwszą szkołą, przy której założono szczep ZHP, była Szkoła Podstawowa i Liceum Ogólnokształcące nr 5 w Katowicach-Koszutce. W pracy harcerskiej sporo uwagi wniósł ówczesny dyrektor szkoły – harcmistrz Tadeusz Pikiewicz.

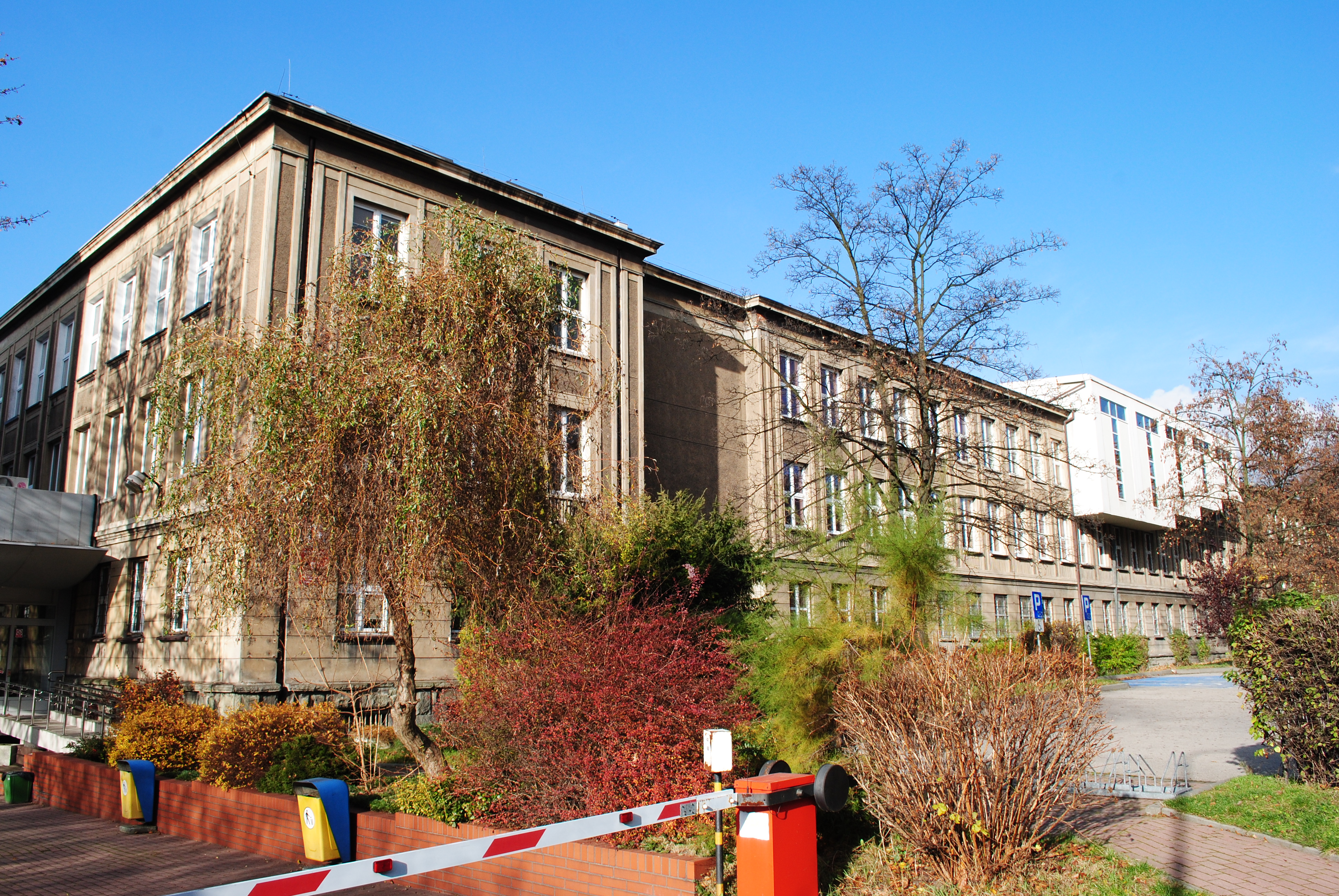
Gmach Wydziału Nauk Społecznych Uniwersytetu Śląskiego w Katowicach (ul. M. Grażyńskiego 53; jedna z dwóch siedzib)

W dniu 1 września 1964 roku wydzielono Szkołę Podstawową nr 62 i IV Liceum Ogólnokształcące. Szkoła Podstawowa nr 62 we wrześniu 1973 roku zainaugurowała działalność w nowej siedzibie przy ulicy J. Ordona. Od 1996 roku nowym patronem IV Liceum Ogólnokształcącego został gen. Stanisław Maczek.
W 1973 roku powołano Wydział Nauk Społecznych Uniwersytetu Śląskiego w Katowicach. Z tego wydziału, w 1976 roku wydzielono Wydział Pedagogiki i Psychologii, który swoją siedzibę miał przy dzisiejszej ulicy M. Grażyńskiego 53. W 1979 roku wydział ten zyskał nowy budynek przy dzisiejszej ulicy Sokolskiej. Na skutek reorganizacji Uniwersytetu Śląskiego, 1 października 2019 roku do Wydziału Nauk Społecznych włączono instytuty Wydziału Pedagogiki i Psychologii.
We wrześniu 1981 roku powołano Zespół Dydaktyczno-Wychowawczy Dla Dzieci z Wadami Słuchu, a jej siedzibą był położony w Katowicach-Brynowie dom jednorodzinny przy ulicy Drozdów. Placówka ta w 1993 roku przeniosła się na tereny Koszutki do gmachu przy ulicy M. Grażyńskiego 17. We wrześniu 1998 roku zespół ten zmienił nazwę na Zespół Szkolno-Przedszkolny dla Dzieci Niesłyszących i Słabo Słyszących, zaś kilka miesięcy później, 1 stycznia 1999 roku zespół szkół przejęło miasto Katowice.
Przy ulicy kard. S. Wyszyńskiego 7 działa Regionalny Ośrodek Doskonalenia Nauczycieli „WOM” w Katowicach. Ośrodek ten został powołany na mocy wojewody katowickiego z dnia 9 czerwca 1989 roku jako Wojewódzki Ośrodek Metodyczny w Katowicach. Od dnia 17 grudnia 2001 roku ośrodek ten nosi obecną nazwą. Obecnie jest to jedna z największych w Polsce publicznych placówek doskonalenia nauczycieli, prowadzona przez samorząd województwa śląskiego pod akredytacją Śląskiego Kuratora Oświaty. W placówce odbywa się ponad 200 form doskonalenia w różnym zakresie i dziedzinie.

## Bezpieczeństwo publiczne i socjalne

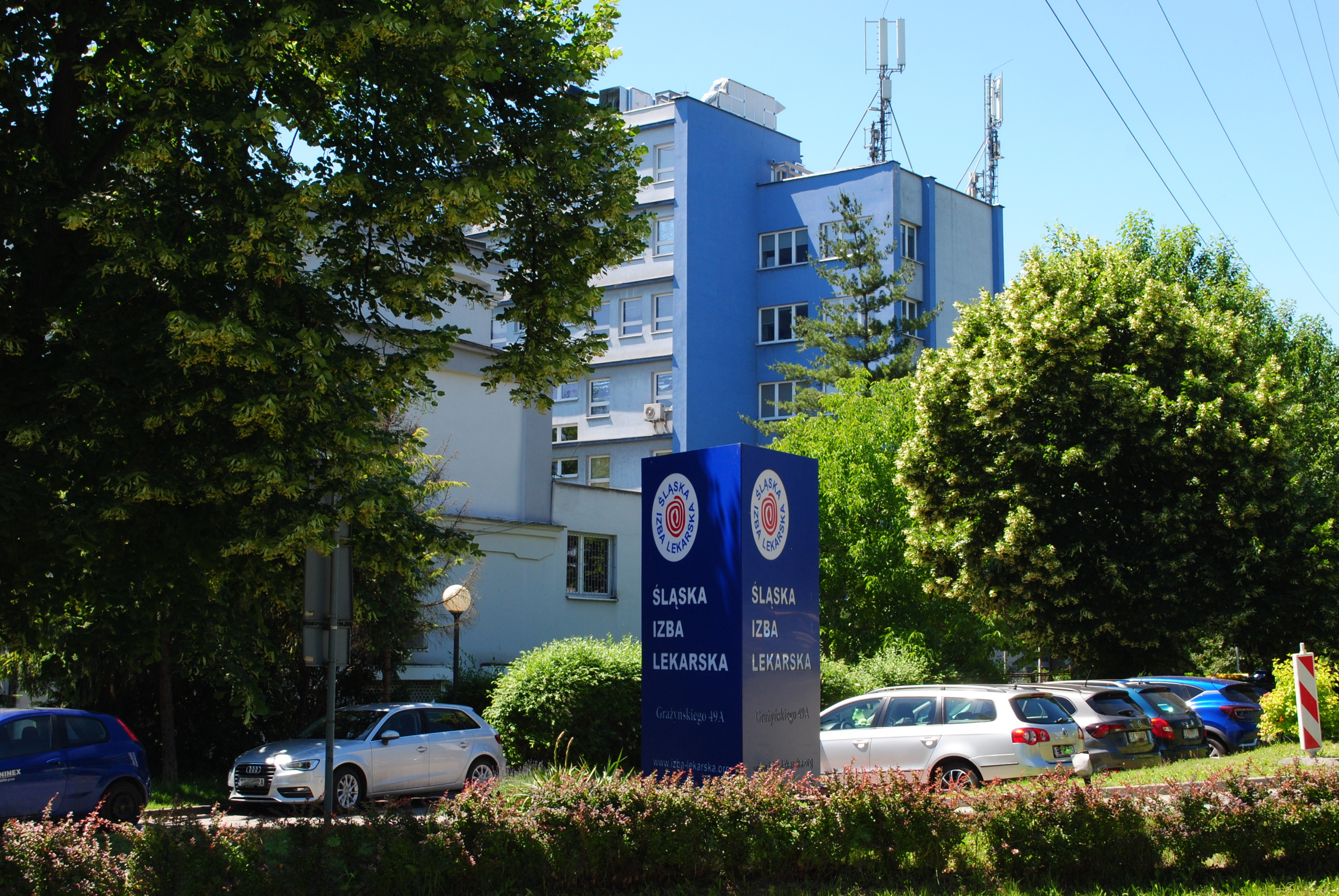
Gmach Śląskiej Okręgowej Izby Lekarskiej (ul. M. Grażyńskiego 49a)

Koszutka pod względem współczynnika przestępczości w 2007 roku należała do mniej bezpiecznych dzielnic Katowic, z poziomem 3,0 przestępstw na 100 mieszkańców, co plasowało Koszutkę na 5. miejscu spośród wszystkich 22 dzielnic Katowic. Współczynnik ten od 2004 roku uległ zmniejszeniu z poziomu 6,05 przestępstw na 100 mieszkańców. Do miejsc, gdzie najczęściej dochodzi do aktów przestępczości na Koszutce należy aleja W. Korfantego. W badaniach ankietowych z 2011 roku 45,5% mieszkańców Koszutki deklarowało, że czuje się bezpiecznie w swojej dzielnicy, zaś 53,5% respondentów było przeciwnego zdania. W 2013 roku doszło do 425 przestępstw na Koszutce, co dało w przeliczeniu na 100 osób 3,8 aktów przestępczych (3. najwyższy udział spośród wszystkich dzielnic Katowic). Doszło wówczas m.in. do 18 rozbojów, 14 wybryków chuligańskich i 7 aktów przemocy w rodzinie.
W 2007 roku na Koszutce doszło do 20 wypadków komunikacyjnych.
Na Koszutce przy ulicy K. Iłłakowiczówny 2 siedzibę ma Komisariat II Komendy Miejskiej Policji w Katowicach. Komisariat ten obejmuje swoim zasięgiem m.in. obszar całej dzielnicy. Na Koszutce działa także system monitoringu wizyjnego zarządzanego przez Wydział Zarządzania Kryzysowego Urzędu Miasta Katowice. W 2013 roku funkcjonowały w dzielnicy 3 analogowe kamery monitoringu.
Ochronę przeciwpożarową na Koszutce zapewnia Jednostka Ratowniczo-Gaśnicza nr 1 Szopienice Komendy Miejskiej Państwowej Straży Pożarnej w Katowicach przy ulicy Krakowskiej 130.
Przy ulicy G. Morcinka 19a działa jeden z obiektów Miejskiego Ośrodka Pomocy Społecznej w Katowicach. Funkcjonują tam dwie jednostki: Dział ds. Osób Bezdomnych oraz Centrum Poradnictwa Specjalistycznego, Metodyki i Strategii.
Na Koszutce z siedzibą przy ul. K. Dunikowskiego 12-16 funkcjonuje Niepubliczny Zakład Opieki Zdrowotnej AGMED, a w różnych miejscach dzielnicy także liczne apteki. Do pozostałych placówek opieki zdrowotnej na terenie Koszutki w czerwcu 2022 roku należały m.in.: Klinika Chirurgii Mazan (ul. Brzozowa 54), DUO MEDICA (ul. Grabowa 1d) i INTER-MED (ul. Grabowa 32).
Na Koszutce, w „Domu Lekarza” siedzibę ma Śląska Okręgowa Izba Lekarska. Siedziba Izby mieści się pod adresem ulica M. Grażyńskiego 49a. Jest ona jedną z największych izb okręgowych w Polsce. Jej początki sięgają 1925 roku, zaś obecnie przynależy do niej ponad 16,5 tys. lekarzy i lekarzy dentystów z rejonu dawnego województwa katowickiego. Izba wyraża swoje opinie i stanowiska w sprawach szeroko ujętej opieki zdrowotnej. Współpracuje ona z uczelniami wyższymi i licznymi instytucjami, a także z organizacjami samorządu terytorialnego i innymi samorządami zawodowymi.

## Kultura

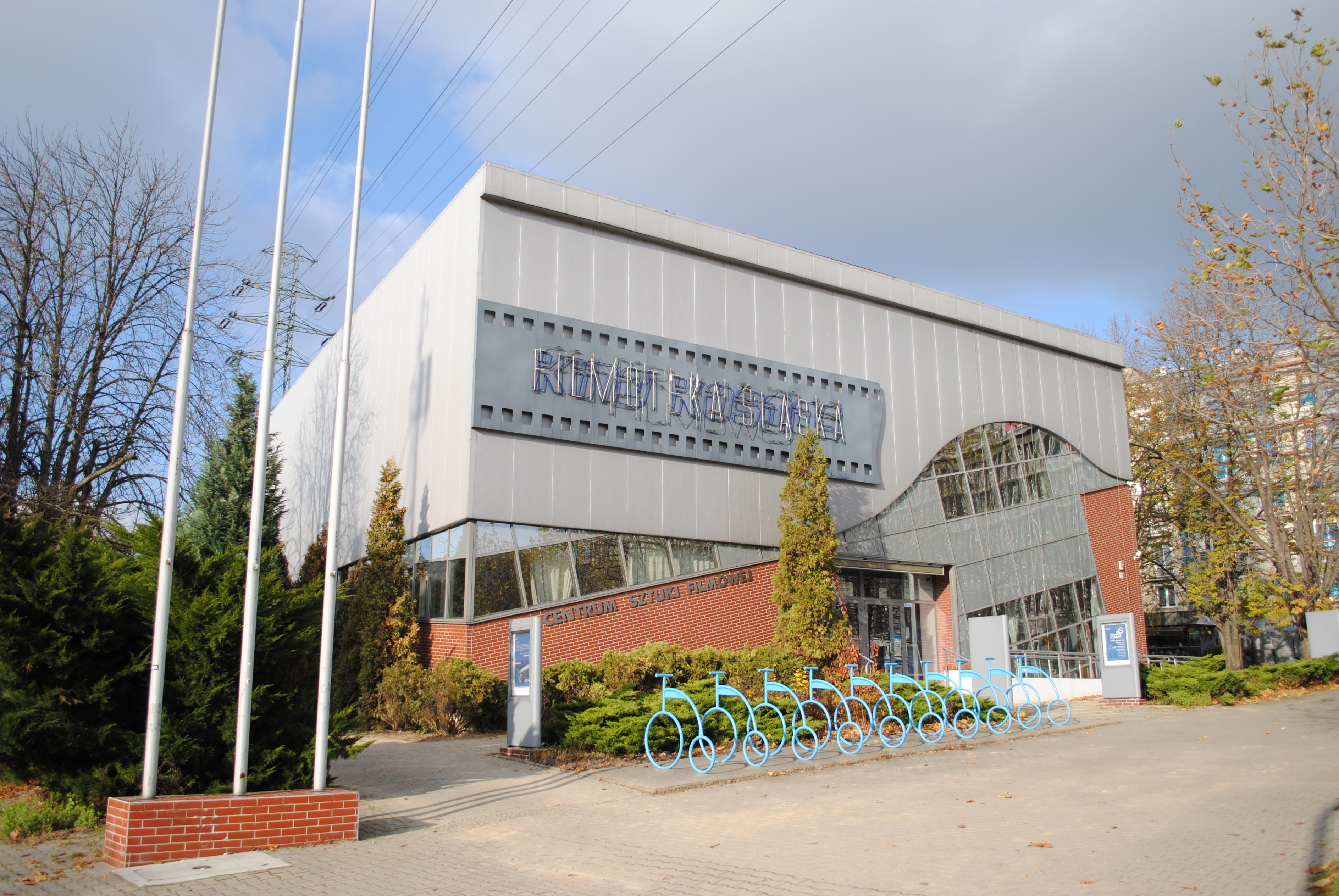
Gmach kina „Kosmos” – Centrum Sztuki Filmowej (ul. Sokolska 66)

Początki działalności kulturalnej na terenie Koszutki sięgają czasów międzywojennych. Wówczas to w dniu 5 kwietnia 1937 roku z inicjatywy Stefana Śmigielskiego został założony chór kościelny im. biskupa Eugeniusza de Mazenod. Chór ten debiutował podczas uroczystości poświęcenia klasztoru Ojców Misjonarzy Oblatów MN i kaplicy. Skupiał średnio 40-50 członków, zaś w latach 1949–1950 funkcjonował jako koło miłośników śpiewu kościelnego. W dniu 1 marca 1956 roku założono Społeczne Ognisko Artystyczna na Koszutce z siedzibą przy ulicy M. Grażyńskiego. W 1977 roku w tej placówce kulturalno-oświatowej uczestniczyło 418 uczniów, w których kształciło 14 nauczycieli. Od 1992 roku działa Przedszkole Artystyczne, w których organizowane są zajęcia dodatkowe. W dniu 1 września 1956 roku założono także przy ulicy M. Grażyńskiego Społeczne Ognisko Muzyczne na Koszutce, powstałe z inicjatywy Krystyny Rutkowskiej. W 1970 roku budynek placówki przekazano miastu, po czym ognisko dzieliło siedzibę z Miejskim Domem Kultury „Koszutka”.

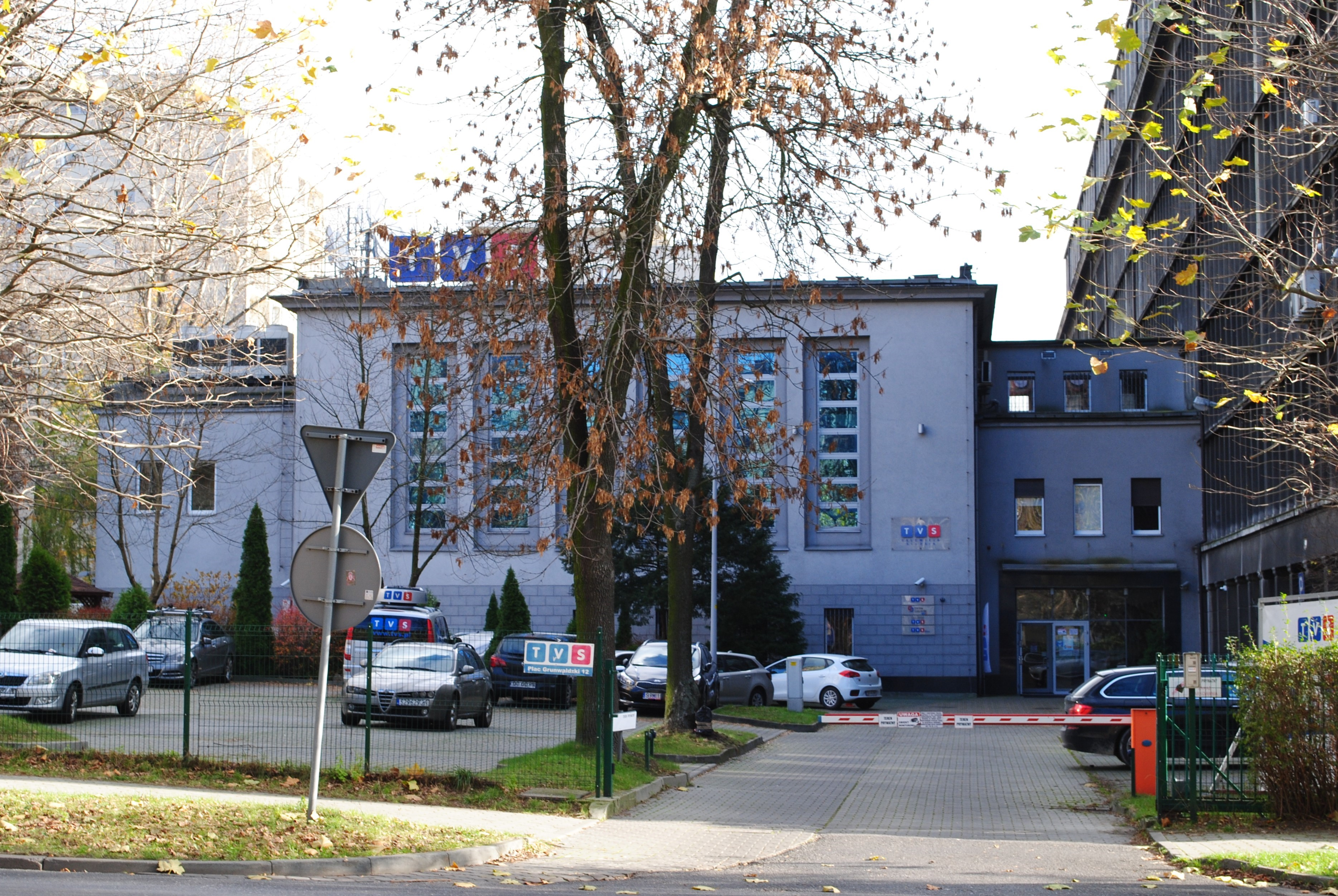
Siedziba telewizji TVS przy placu Grunwaldzkim 12

W 1981 roku został powołany Śląski Klub Fantastyki. Jest to stowarzyszenie o charakterze społeczno-kulturalnym promującym fantastykę. Organizuje także szereg imprez o różnym zasięgu, a także spotkania z autorami, wydawcami i tłumaczami dzieł z gatunku fantastyki. Klub ten prowadzi szereg sekcji, w tym: literacką, mangi i anime, taneczną, tolkienowską i RPG i quidditcha. Siedziba Śląskiego Klubu Fantastyki mieści się przy ulicy A. Górnika 5.

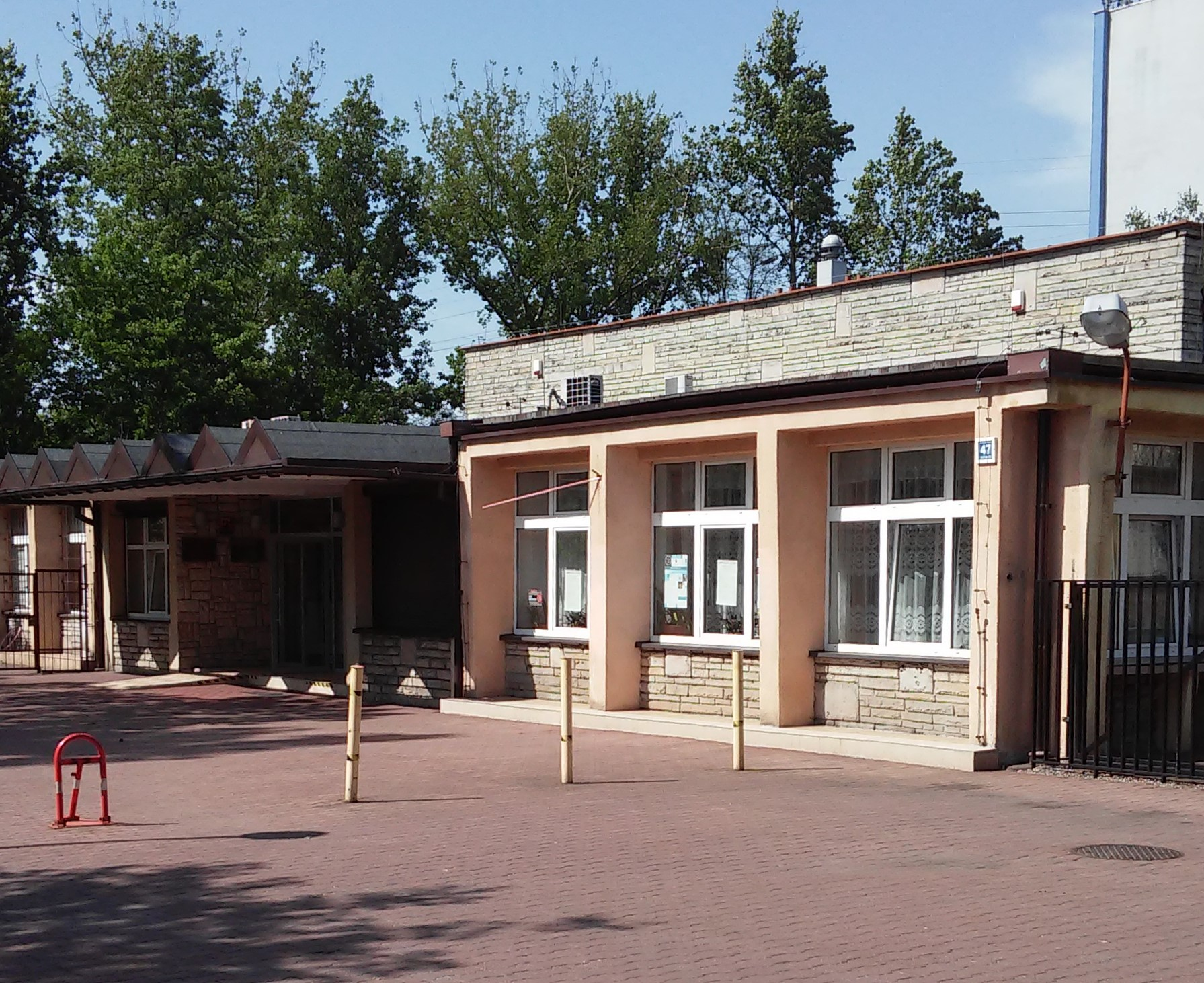
Siedziba Miejskiego Domu Kultury „Koszutka” (ul. M. Grażyńskiego 47)

Na Koszutce powstało kino „Kosmos”, będące także jedynym kinem zbudowanym w czasach Polski Ludowej w Katowicach. Budowa gmachu kina według projektu Stanisława Kwaśniewicza i Juranda Jareckiego rozpoczęto w 1959 roku, zaś jego otwarcie nastąpiło w 1965 roku. Kino „Kosmos” z czasem stało się jednym z najbardziej prestiżowych w Katowicach, a także jaki pierwsze wyposażono w aparaturę projekcyjną do odtwarzania taśmy 70 mm. W latach 2004–2006 kino przebudowano, a także zostało przejęte przez Centrum Sztuki Filmowej. Kino „Kosmos” prowadzone jest przez Instytucję Filmową „Silesia-Film”. Odbywają się tutaj premiery śląskich filmów, warsztaty filmowe, spotkania z gwiazdami kina, debaty i inne wydarzenia związane z kulturą filmową. Drugim filarem kina jest Filmoteka Śląska, będąca jedyną regionalną filmoteką, w której gromadzony jest bogaty dorobek filmowy. Działa tutaj Mediateka, w której można obejrzeć filmy ze zbiorów Filmoteki Śląskiej.
W latach 60. XX wieku w tylnym skrzydle gmachu Biura Studiów i Projektów Przemysłu Węglowego na placu Grunwaldzkim rozpoczęło działalność kino „Elektron”. Posiadało ono salę widowiskową z 380 miejscami. W miejscu po dawnym kinie została założona telewizja TVS. Siedziba telewizji znajduje się przy placu Grunwaldzkim 12. Powstała ona w 2008 roku, a w swoich programach skupia się na tematyce związanej z Górnym Śląskiem i Zagłębiem Dąbrowskim. Nadaje ona w ramach naziemnej telewizji cyfrowej, a także w platformach cyfrowych i sieciach kablowych w całym kraju.
Przy ulicy M. Grażyńskiego 47 działa Miejski Dom Kultury „Koszutka”. Jest to placówka wpisana w rejestrze miasta Katowice. Dom kultury powstał pierwotnie jako Dzielnicowy Dom Kultury w 1970 roku z inicjatywy mieszkańców Koszutki. W 1993 roku dom kultury przekształcono w Miejski Dom Kultury „Koszutka”. W nim obecnie prowadzone są zajęcia dla dzieci i dorosłych o różnorodnej tematyce, w tym m.in. Akademia Filmowa, Salon Literacki, Klub Podróżnika czy Salon Muzyczny. W tym samym miejscu mieści się Filia nr 11 Miejskiej Biblioteki Publicznej w Katowicach. Biblioteka na Koszutce funkcjonuje od 1953 roku. Obecnie prócz wypożyczalni działają tutaj dwie wydzielone czytelnie, organizuje zajęcia dla dzieci z zakresu edukacji czytelniczej. Biblioteka współpracuje ze szkołami i przedszkolami, uczniowie biorą udział w warsztatach o różnorodnej tematyce, a także odbywają się tutaj prelekcje z różnymi uznanymi osobami.

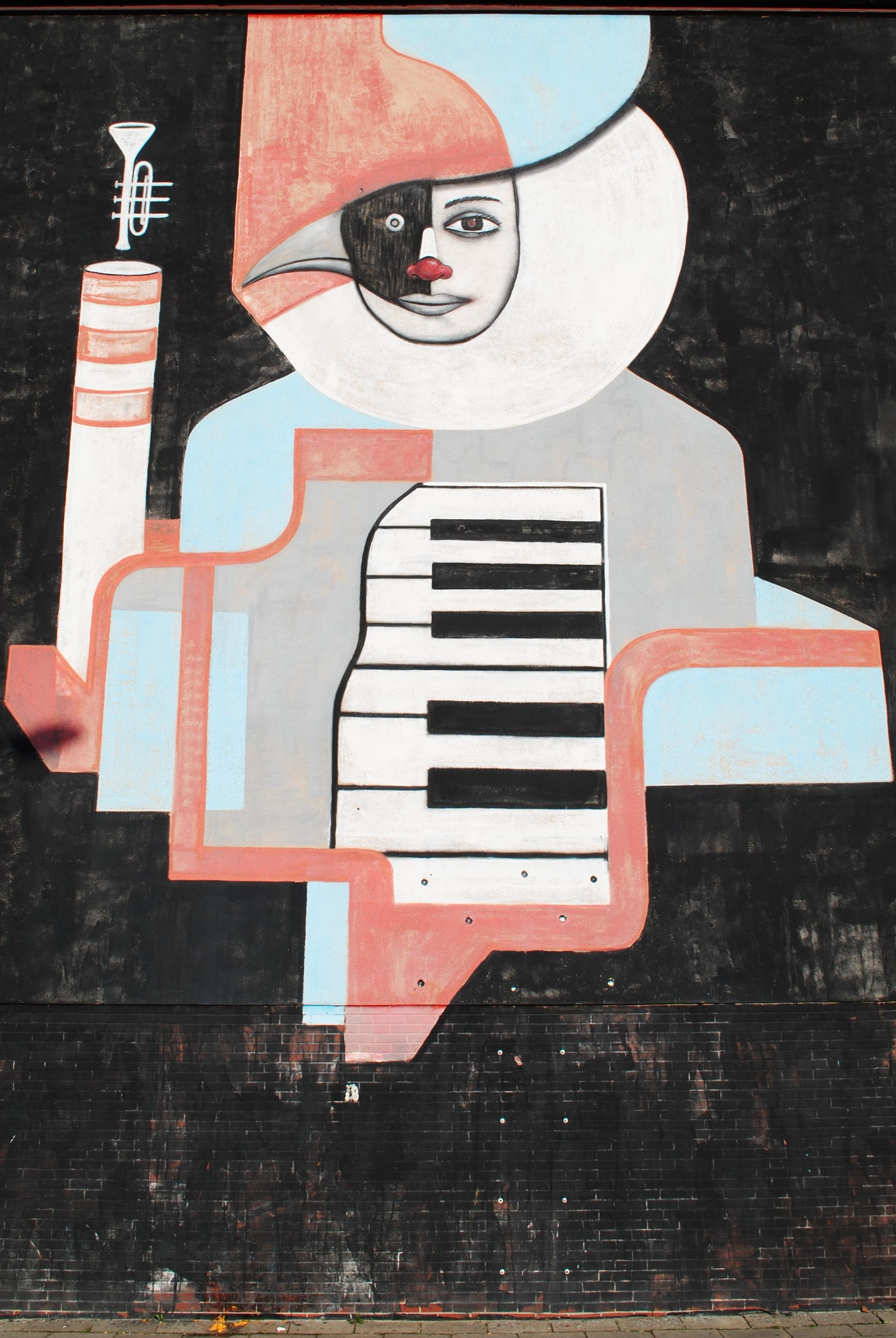
Mural na ścianie budynku przy ulicy Katowickiej 46

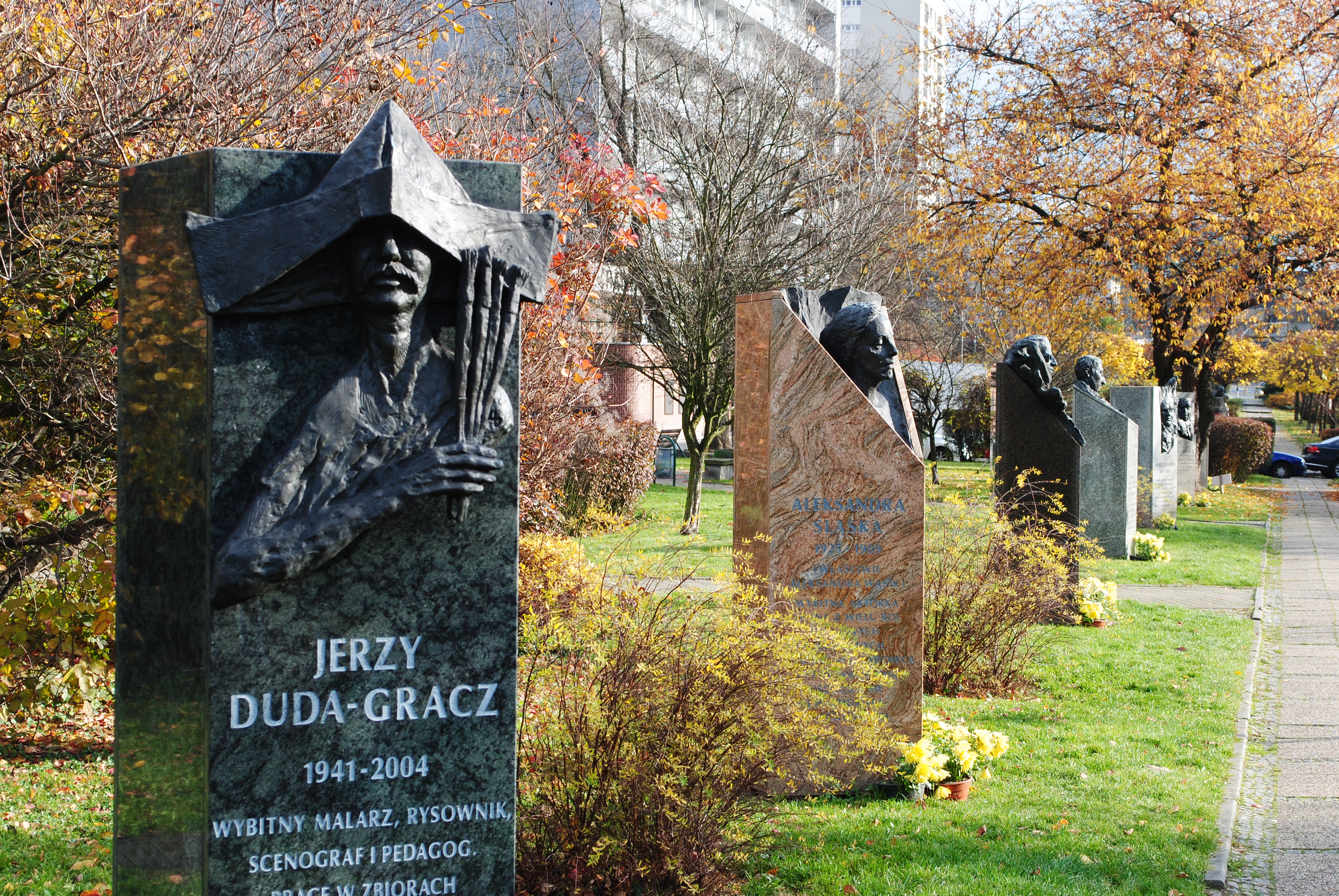
Fragment Galerii Artystów

Na Koszutce działa jeszcze jedna instytucja biblioteczna – Pedagogiczna Biblioteka Wojewódzka im. Józefa Lompy w Katowicach. Siedziba biblioteki mieści się przy ulicy ks. kard. S. Wyszyńskiego 7. Jej powstanie wiąże się w powołaniem w 1928 roku Instytutu Pedagogicznego w Katowicach z siedzibą w dzisiejszym III Liceum Ogólnokształcącym im. A. Mickiewicza w Katowicach przy ulicy A. Mickiewicza. Za początek działalności i biblioteki przyjmuje się datę 23 listopada 1928 roku. W 1946 roku działała ona jako Centralna Biblioteka Pedagogiczna z siedzibą przy ulicy Szkolnej 9, zaś potem przyjęła nazwę Pedagogiczna Biblioteka Wojewódzka. Swoją obecną siedzibę biblioteka ma od 1970 roku.
Na Koszutce przy placu Grunwaldzkim znajduje się Galeria Artystów, na której umieszczone są rzeźby upamiętniające osoby najbardziej zasłużone dla Katowic w dziedzinie kultury. W corocznym plebiscycie organizowanym wśród mieszkańców Katowic wybierana jest osoba, której popiersie jest w galerii prezentowane. Odsłonięcie nowej rzeźby odbywa się we wrześniu wraz z organizacją uroczystości w rocznicę nadania praw miejskich Katowicom. Pierwsze popiersie w galerii, przedstawiające Zbigniewa Cybulskiego, odsłonięto w 2004 roku.
W listopadzie 2020 roku władze miasta zainicjowały powstanie szlaku katowickich murali, z czego najwięcej powstało w ramach poszczególnych edycji Katowice Street Art Festivalu. W granicach Koszutki, według stanu z czerwca 2022 roku, znajdują się następujące z nich:
- Al. W. Korfantego 76 – jeden z pierwszych katowickich murali, wykonany w 2011 roku; autorem jest Ronnieism[261],
- Ul. Katowicka 39a – mural z 2021 roku autorstwa Patryka Hardzieja, będący jednym z murali powstałego w ramach udziału Polski na Wystawie Światowej Expo 2020 w Dubaju[262],
- Ul. Katowicka 47 – mural powstały wiosną 2016 roku autorstwa Raspazjana; jego powstanie wiązało się z powstającego w tym samym czasie Szlaku Śląskiego Bluesa[263].

## Religia

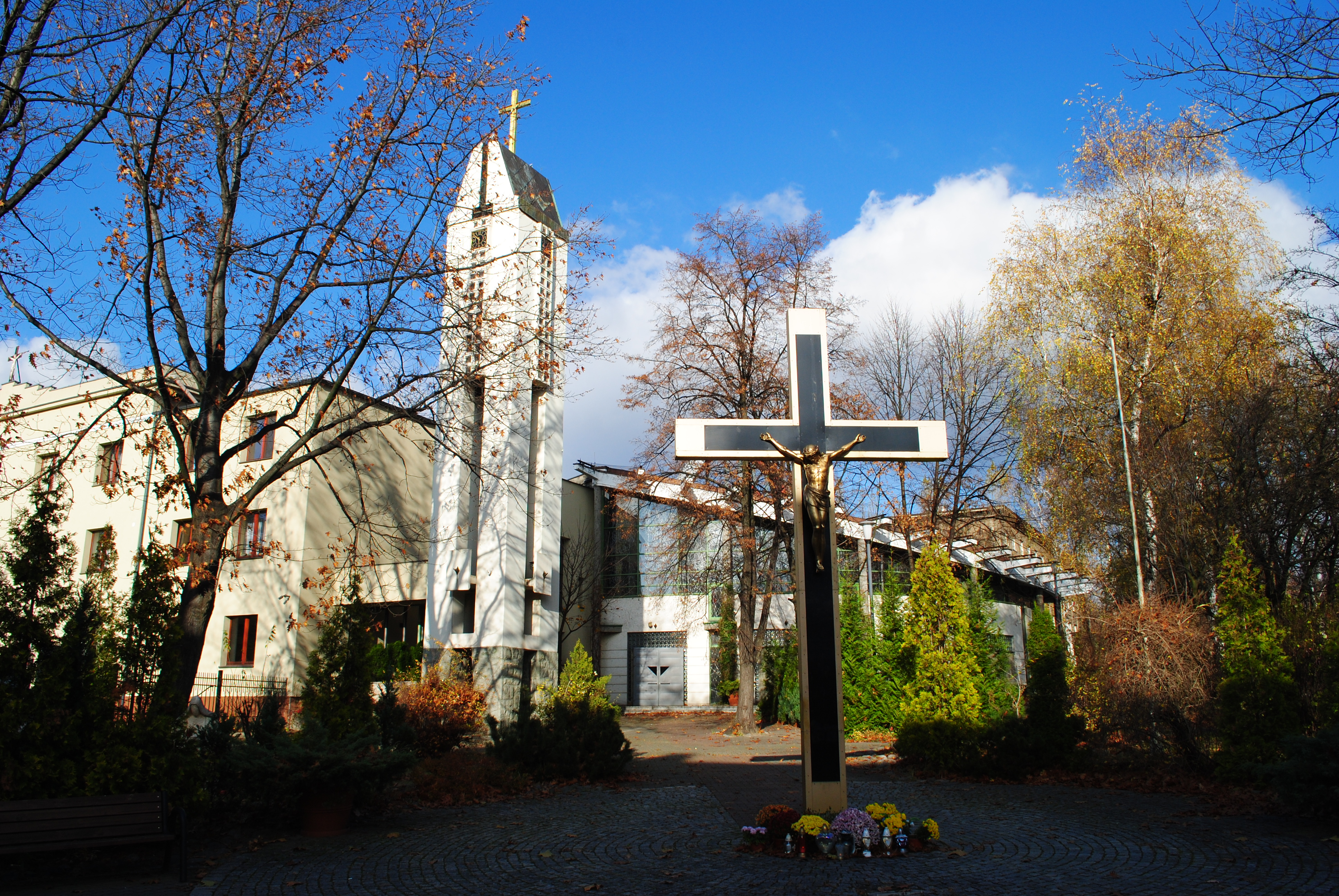
Kościół parafialny parafii Najświętszego Serca Pana Jezusa

Największą wspólnotą wyznaniową na Koszutce jest kościół rzymskokatolicki. Swoją siedzibę przy ulicy Misjonarzy Oblatów MN 12 ma tutaj parafia najświętszego Serca Pana Jezusa. Przynależy ona do dekanatu Katowice-Śródmieście archidiecezji katowickiej. Parafia sięga swoim zasięgiem Koszutkę oraz część Dębu w rejonie osiedla Ducha. W 2014 roku liczyła ona około 10,5 tys. wiernych.
Pierwotnie mieszkańcy Koszutki przynależeli do najstarszej w Katowicach parafii św. Szczepana w Bogucicach. Plany powstania własnej parafii na Koszutce mieszkańcy zrealizowali przy współudziale Misjonarzy Oblatów Maryi Niepokalanej, którzy obok klasztoru w 1937 roku postawili małą publiczną kaplicę poświęconą Najświętszemu Sercu Pana Jezusa. Przy kaplicy powołano w dniu 2 grudnia 1939 roku lokalię. Została ona wydzielona z terenów parafii w Dębie i Bogucicach o łącznej powierzchni 1,5 km². Dekret potwierdzający fakt istnienia parafii wydał biskup katowicki Herbert Bednorz 3 grudnia 1984 roku. W 1957 roku i pod koniec XX wieku kaplice powiększono, zaś 21 maja 1999 roku arcybiskup Damian Zimoń konsekrował koszutkowski kościół.
Misjonarze Oblaci Maryi Niepokalanej na teren Katowic przybyli 15 czerwca 1934 roku, kiedy to w przy szpitalu bonifratrów w Bogucicach otworzyli dom misyjny. W 1936 roku nastała możliwość nabycia działki na Koszutce. Budowę zespołu kościoła i klasztoru rozpoczęto 28 sierpnia 1936 roku, ale powstał jedynie klasztor, który został poświęcony wraz z kaplicą 5 września 1937 roku. Klasztorem kierował superior o. Stefan Śmigielski.
Zaraz po II wojnie światowej na Koszutce mieszkało łącznie 13 ewangelików, zaś w latach 70. XX wieku na terenie Koszutki pojawili się Świadkowie Jehowy.

## Sport i rekreacja

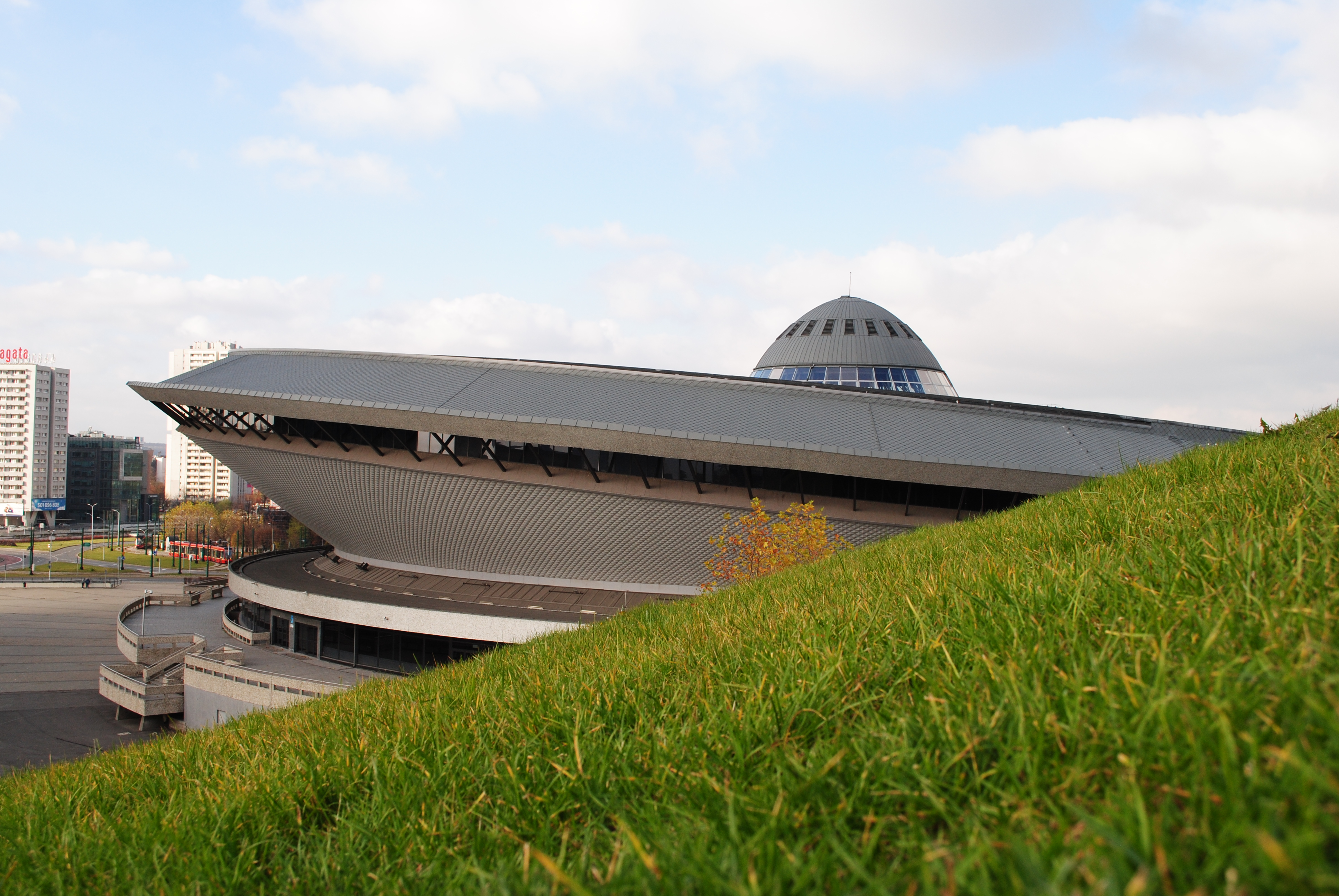
Hala Widowiskowo-Sportowa „Spodek” (al. W. Korfantego 35)

Sport na Koszutce rozwija się od lat powojennych. W dniu 27 czerwca 1957 roku założono Klub Sportowy „Koszutka”. Początkowo klub działał jako Koło Sportowe Górnik nr 22 przy Przedsiębiorstwie Montażu Urządzeń Elektrycznych Przemysłu Węglowego w Katowicach. W klubie działała sekcja piłki nożnej, która rozgrywała mecze w klasie B. W 1964 roku KS „Koszutka” włączono do struktur GKS-u Katowice. W rejonie Rowu Wełnowieckiego przewidziano powstanie ośrodka sportowo-wypoczynkowego. Został on zaprojektowany na początku lat 60. XX wieku przez Mariana Skałkowskiego z katowickiego „Miastoprojektu”. Od 1963 roku był on realizowany w ramach czynów społecznych. Z pierwotnych planów ostatecznie udało się zrealizować jedynie część wypoczynkową z sieciami alejek i placem zabaw oraz boisko sportowe. W 2007 roku na Koszutce działały 3 łącznie kluby sportowe.
Położona na Koszutce hala widowiskowo-sportowa „Spodek” jest kompleksem wielofunkcyjnym o charakterze amfiteatralnym, z przylegającą bezpośrednio do głównej hali krytym lodowiskiem i halą gimnastyczną. Hala „Spodka” posiada 9351 stałych miejsc siedzących. Jest ona zarządzana przez Miejski Ośrodek Sportu i Rekreacji w Katowicach. „Spodek” był miejscem rozgrywania szeregu imprez sportowych o randze europejskiej i światowej, w tym: Halowych Mistrzostw Europy w Lekkoatletyce 1975, Mistrzostw Świata B w Piłce Ręcznej Kobiet 1983, Mistrzostw Europy w Podnoszeniu Ciężarów 1985, Mistrzostw Europy w Koszykówce Kobiet 1999, Mistrzostw Europy w Koszykówce Mężczyzn 2009, Mistrzostw Europy w Piłce Siatkowej Kobiet 2009 oraz Mistrzostw Świata w Piłce Siatkowej Mężczyzn 2014. W 2001 roku w trakcie odbywających w się w Spodku eliminacji i finału Ligi Światowej na trybunach znajdowało się prawie 50 tys. kibiców. Hala Spodka została oficjalnie otwarta 8 maja 1971 roku. Był to wówczas największy i najbardziej nowoczesny obiekt widowiskowo-sportowy w Polsce.
Przy ulicy J.N. Stęślickiego 6 znajduje się Boisko Rapid. Składa się ono z dużego (105 x 68 m) i małego (48 x 31 m) boiska piłkarskiego o nawierzchni ze sztucznej trawy i wyposażone są w bramki i oświetlenie, a duże boisko także w ławki trenerskie. Boisko to posiada trybuny wolnostojące na 306 osób, tablicę elektroniczną, szatnie z sanitariatem oraz parking. Zarządzane jest przez katowickie Miejski Ośrodek Sportu i Rekreacji. Boisko Rapid zostało w 2021 roku kompleksowo zmodernizowane. Remont boiska rozpoczął się w październiku, a zakończył się pod koniec grudnia. W ramach prac wymieniono nawierzchnię ze sztucznej trawy, zmodernizowano oświetlenie, zainstalowano nowe piłkochwyty, monitoring i nagłośnienie. Koszt prac wyniósł około 3,7 mln złotych
Przez teren Koszutki przechodzi jeden szlak turystyczny:
- Katowicki Szlak Spacerowy Park Śląski – Wełnowiec – Koszutka (ul. J.N. Stęślickiego – ul. M. Grażyńskiego – ul. Sokolska) – Śródmieście – Muchowiec – Dolinka Murckowska – Hamerla[277][278]